# 3. Februar
Der 3. Februar ist der 34. Tag des gregorianischen Kalenders, somit verbleiben 331 Tage (in Schaltjahren 332 Tage) bis zum Jahresende.

## Ereignisse

### Politik und Weltgeschehen
- 0301: Der Regent des geisteskranken chinesischen Kaisers Jin Huidi, Sima Lun, lässt den Kaiser absetzen und seinen Kronprinzen Sima Zang hinrichten. Anschließend ernennt er sich selbst zum Kaiser.

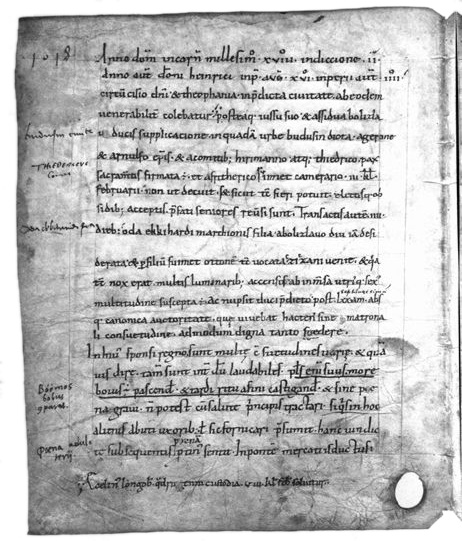
1018: Bericht über die Eheschließung

- 1018: Der Frieden von Bautzen wird durch die Hochzeit von Bolesław I. Chrobry mit Oda, der jüngsten Schwester von Markgraf Hermann I. von Meißen, besiegelt.
- 1204: Der General Alexios Dukas Murtzuphlos setzt den erst sechs Tage zuvor gewählten byzantinischen Kaiser Nikolaos Kanabos ab und lässt ihn inhaftieren.
- 1377: Päpstliche Söldner erobern Cesena und beginnen auf Weisung des päpstlichen Legaten Robert Graf von Genf ein dreitägiges Blutbad unter den Einwohnern, weil diese sich gegen den erst kurz zuvor aus dem päpstlichen Exil in Avignon zurückgekehrten Gregor XI. erhoben haben. Robert erhält dafür den Namen „Henker von Cesena“.

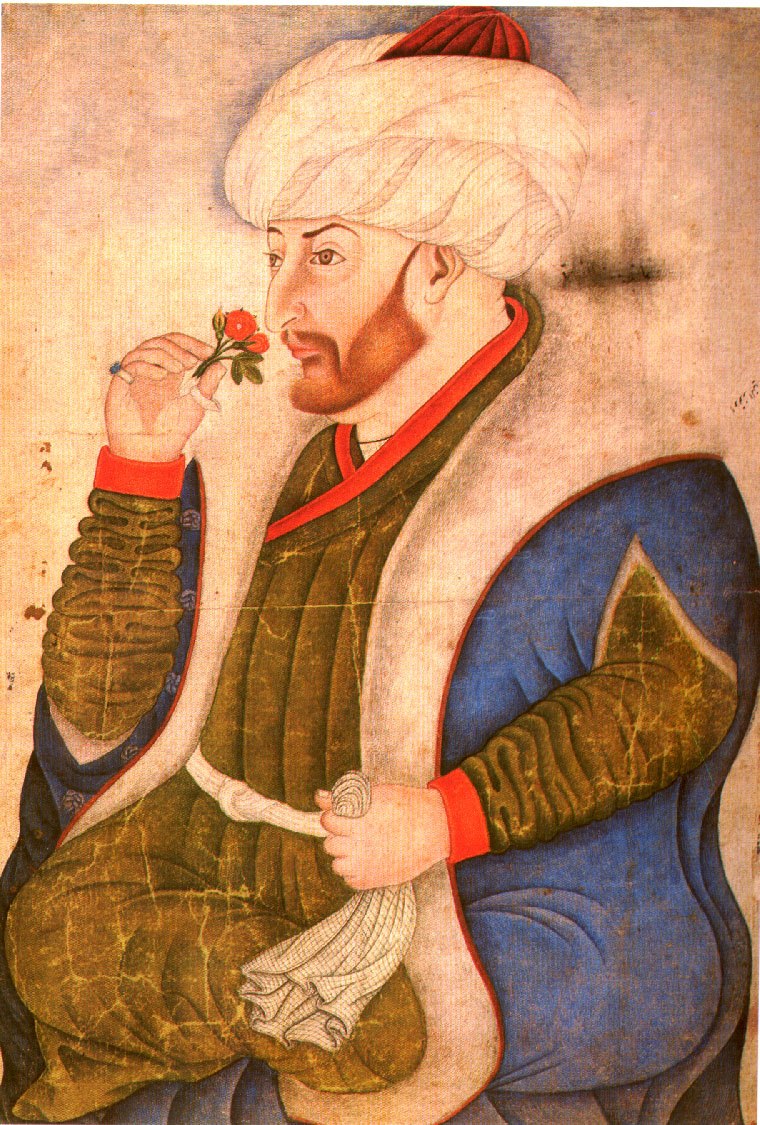
1451: Mehmed II.

- 1451: Nach dem Tod seines Vaters Murad II. wird Mehmed II. zum zweiten Mal Sultan des Osmanischen Reiches.

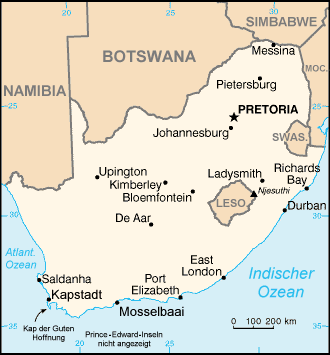
1488: Lage der Mossel Bay

- 1488: Der Portugiese Bartolomeu Dias legt mit seinem Schiff als erster Europäer östlich des Kaps der Guten Hoffnung in der heutigen Mossel Bay in Südafrika an.
- 1509: Unter Francisco de Almeida gelingt es Portugal in der Seeschlacht von Diu, eine vereinigte ägyptisch-arabisch-indische Flotte vernichtend zu schlagen und sich so die Vorherrschaft im Indischen Ozean und den Seeweg nach Indien zu sichern.
- 1557: Der vormalige Kaiser Karl V. bezieht nach Fertigstellung sein an das Kloster von Yuste angebautes Refugium, wo er nach seiner Abdankung die letzten Monate seines Lebens zubringt.
- 1781: Admiral George Rodney erobert mit einer britischen Streitmacht im Englisch-Niederländischen Krieg kampflos die niederländische Karibik-Insel Sint Eustatius.
- 1807: Britische Truppen erobern Montevideo und nehmen den spanischen Gouverneur Pascual Ruiz Huidobro gefangen. Den britischen Invasionen am Río de la Plata ist jedoch auf Dauer kein Erfolg beschieden.

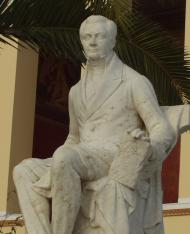
1830: Ioannis Kapodistrias

- 1830: Großbritannien, Frankreich und Russland erklären am Ende der Griechischen Revolution im Londoner Protokoll die Gründung Griechenlands und garantieren seine Unabhängigkeit vom Osmanischen Reich. Erstes Staatsoberhaupt wird Ioannis Kapodistrias.
- 1839: Die indische Hafenstadt Karatschi wird wegen ihrer strategischen Lage am Flussdelta des Indus von britischen Truppen besetzt.
- 1867: Mutsuhito wird nach dem überraschenden Tod seines Vaters Kōmei Tennō von Japan. Nach seinem posthumen Namen Meiji-tennō wird die Periode seiner Herrschaft als Meiji-Zeit bezeichnet, in der bald umfangreiche Reformen eingeleitet werden.
- 1870: Der 15. Zusatzartikel zur Verfassung der Vereinigten Staaten wird ratifiziert. Er verbietet, einer männlichen Person aufgrund ihrer ethnischen Zugehörigkeit, ihrer Hautfarbe oder ehemaligen Sklaven das Wahlrecht zu verweigern.
- 1933: Vier Tage nach der Übernahme der Macht im Deutschen Reich halten Reichskanzler Adolf Hitler und Reichswehrminister Werner von Blomberg Reden vor höchsten Vertretern der Reichswehr. Darin verkündet Hitler auch sein Expansionsprogramm zur Gewinnung von „Lebensraum im Osten“. Durch die stichwortartigen Aufzeichnungen von Generalleutnant Curt Liebmann werden diese frühen Äußerungen überliefert.

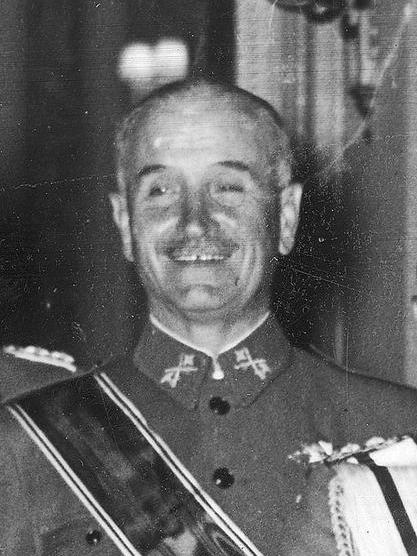
1937: Gonzalo Queipo de Llano

- 1937: Die Franquisten unter dem Kommando von Gonzalo Queipo de Llano beginnen im Spanischen Bürgerkrieg bei Ronda ihren Angriff auf Málaga. Die Schlacht von Málaga dauert nur fünf Tage, da die Republikaner auf den Einsatz von Panzern durch die italienischen Verbündeten der Nationalisten gänzlich unvorbereitet sind.
- 1941: In Italienisch-Ostafrika beginnt die Schlacht von Keren. Truppen des Britischen Empires wollen die von italienischen Einheiten gehaltene Stadt in Eritrea erobern, eine Hürde beim geplanten britischen Vormarsch auf den Flottenstützpunkt des Feindes in der Hafenstadt Massaua.

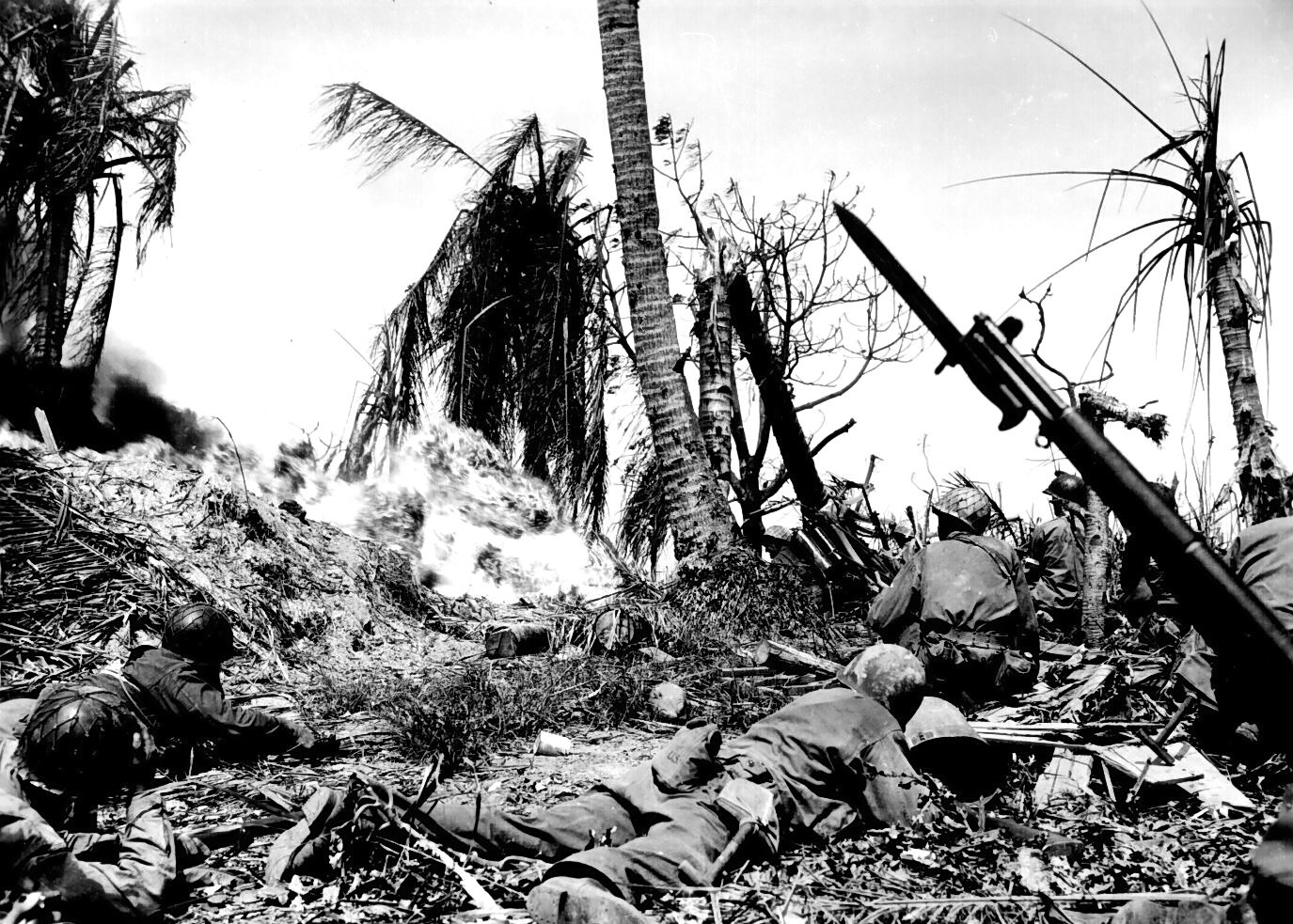
1944: US-Soldaten auf Kwajalein

- 1944: US-amerikanische Truppen siegen im Pazifikkrieg am Ende der Schlacht um Kwajalein. Mit dem Atoll der Marshallinseln wird erstmals in diesem Krieg eine Insel des japanischen Hoheitsgebietes von Soldaten der Vereinigten Staaten eingenommen.
- 1945: Beim zweitschwersten Bombenangriff der US-Luftwaffe auf Berlin werden große Teile der historischen Innenstadt in Berlin-Mitte und in Kreuzberg verwüstet, es sterben mehrere tausend Menschen. Unter ihnen ist auch Roland Freisler, der Vorsitzende Richter des Volksgerichtshofs. Sein Nachfolger wird Wilhelm Crohne.
- 1947: Die CDU in Nordrhein-Westfalen verabschiedet ihr am christlichen Sozialismus orientiertes Ahlener Programm. Es wird in dieser Fassung nie in die Praxis umgesetzt, die Soziale Marktwirtschaft gewinnt zwei Jahre später die Oberhand.
- 1953: Angehörige der Kolonialverwaltung und portugiesische Landbesitzer in São Tomé und Príncipe metzeln während des Batepá-Massakers hunderte eingeborene Kreolen nieder.
- 1955: Die Tschechoslowakei erklärt den Kriegszustand mit Deutschland für beendet.

1958: Die drei Beneluxstaaten

- 1958: Belgien, die Niederlande und Luxemburg unterzeichnen den Benelux-Vertrag zur Gründung der Benelux-Wirtschaftsunion. Er tritt 1960 in Kraft.
- 1962: US-Präsident John F. Kennedy verhängt ein totales Handelsembargo gegen Kuba.
- 1969: Jassir Arafat wird zum Vorsitzenden der Palästinensischen Befreiungsorganisation (PLO) gewählt.

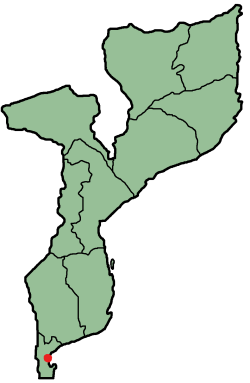
1976: Maputo im Süden Mosambiks

- 1976: Um Erinnerungen an die 1975 beendete portugiesische Kolonialzeit auszulöschen, wird Mosambiks Hauptstadt, bisher nach dem portugiesischen Händler Lourenço Marques benannt, in Maputo umbenannt.
- 1981: Gro Harlem Brundtland wird zur ersten Ministerpräsidentin Norwegens gewählt. Am Tag darauf übernimmt sie das Amt.
- 1982: Der deutsche Bundeskanzler Helmut Schmidt stellt wegen Spannungen zwischen SPD und FDP über den Bundeshaushalt 1982 die Vertrauensfrage gemäß Art. 68 GG. Die Abstimmung findet am 5. Februar im Bundestag statt.
- 1989: Nach 35 Jahren an der Macht wird der paraguayische Diktator Alfredo Stroessner durch einen Militärputsch gestürzt und geht ins Exil nach Brasilien. Neuer Staatschef Paraguays wird Andrés Rodríguez, der demokratische Wahlen vorbereitet.
- 1991: Die Kommunistische Partei Italiens benennt sich in Partito Democratico della Sinistra (PDS) um. Am 12. Dezember spalten sich von ihr treue Kommunisten als Partito della Rifondazione Comunista ab.
- 2007: Ein Selbstmordattentäter zündet auf einem belebten Markt in Bagdad einen mit Sprengstoff beladenen Lastkraftwagen. Bei der Detonation sterben 137 Menschen, mehr als 300 werden verletzt.

### Wirtschaft

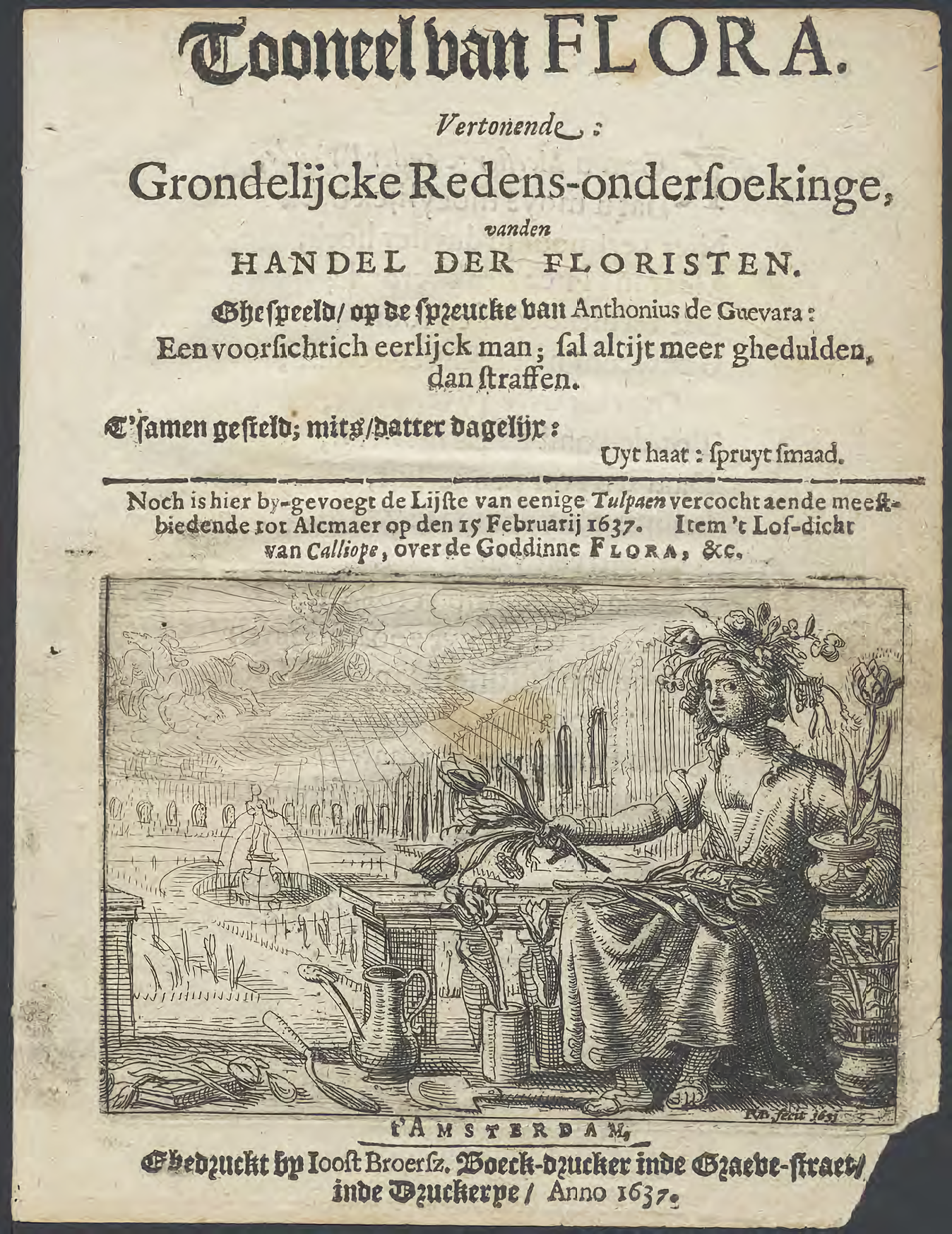
1637: Pamphlet der Tulpenmanie

- 1637: Bei einer Tulpenversteigerung in Haarlem können zur Zeit der Tulpenmanie die erwarteten Preise nicht mehr erzielt werden. In der Folge setzt ein Preisverfall ein, die Spekulationsblase platzt.
- 1690: In der britischen Massachusetts Bay Colony kommt das erste Papiergeld in Amerika in Umlauf.
- 1815: In der Schweiz beginnt die kommerzielle Käseverwertung durch die neu gegründete genossenschaftliche Dorfkäserei in Kiesen.

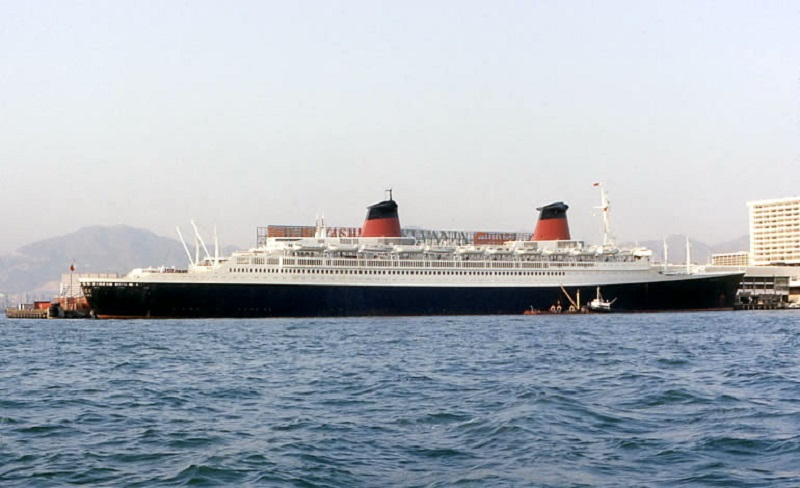
1962: Die France

- 1962: Das bis dahin längste Passagierschiff France nimmt den Linienverkehr über den Atlantik zwischen Le Havre und New York City auf.
- 1975: Der Chef der United Brands Company, Elihu Menashe Black, stürzt sich aus seinem Büro im 44. Stockwerk des New Yorker PanAm Buildings. Danach eingeleitete Untersuchungen der US-Börsenaufsichtsbehörde decken den Schmiergeldskandal Bananagate auf.

### Wissenschaft und Technik
- 1834: Die private Wake Forest University wird in Winston-Salem im US-Bundesstaat North Carolina gegründet.
- 1890: Das Königlich-Sächsische Polytechnikum in Dresden erhält den Status einer Technischen Hochschule.
- 1918: Mit dem Twin Peaks Tunnel wird in San Francisco bei Eröffnung einer der längsten Straßenbahntunnels der Welt in Betrieb genommen, inzwischen ein Teil der Muni Metro.
- 1966: Mit der erfolgreichen Landung der sowjetischen Raumsonde Luna 9 im Meer der Stürme gelingt erstmals die weiche Landung einer Sonde auf dem Mond.
- 1966: Der US-amerikanische Wettersatellit ESSA-1 wird gestartet und liefert erste Daten zur meteorologischen Erdbeobachtung aus seiner Umlaufbahn.

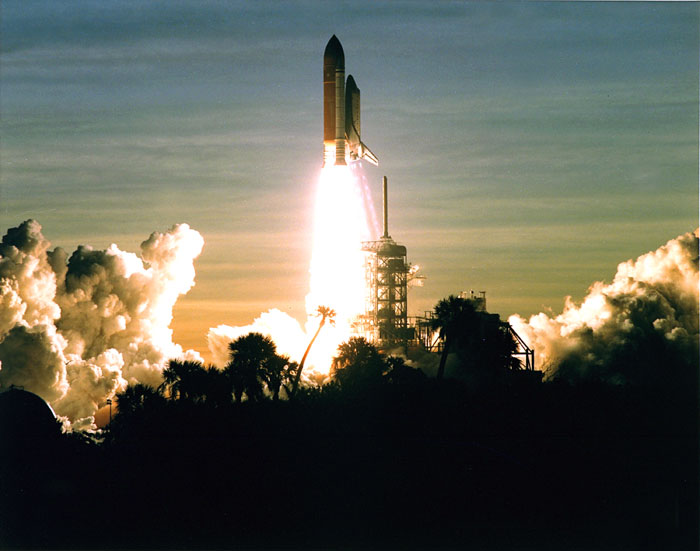
1994: Der Start von STS-60

- 1994: Vom Kennedy Space Center hebt die US-Raumfähre Discovery zur Space-Shuttle-Mission STS-60 ab. Erstmals befindet sich mit Sergei Konstantinowitsch Krikaljow auch ein russischer Raumfahrer an Bord.

### Kultur
- 1823: Am Teatro La Fenice in Venedig wird die Oper Semiramide (Semiramis) von Gioachino Rossini uraufgeführt.
- 1846: An der Opéra-Comique in Paris erfolgt die Uraufführung der komischen Oper Les mousquetaires de la reine von Fromental Halévy.
- 1900: Im Deutschen Theater Berlin erfolgt die Uraufführung der Komödie Schluck und Jau von Gerhart Hauptmann.
- 1912: Am Neuen Theater am Zoo in Berlin wird Leo Falls Operette Der liebe Augustin, eine Überarbeitung seiner durchgefallenen Oper Irrlicht aus dem Jahre 1905, uraufgeführt. In dieser Fassung ist dem Stück mit dem Libretto von Ernst Welisch und Rudolf Bernauer schließlich Erfolg beschieden.
- 1933: Am Landestheater in Brünn erfolgt die Uraufführung der Oper Gevatterin Tod von Rudolf Karel.

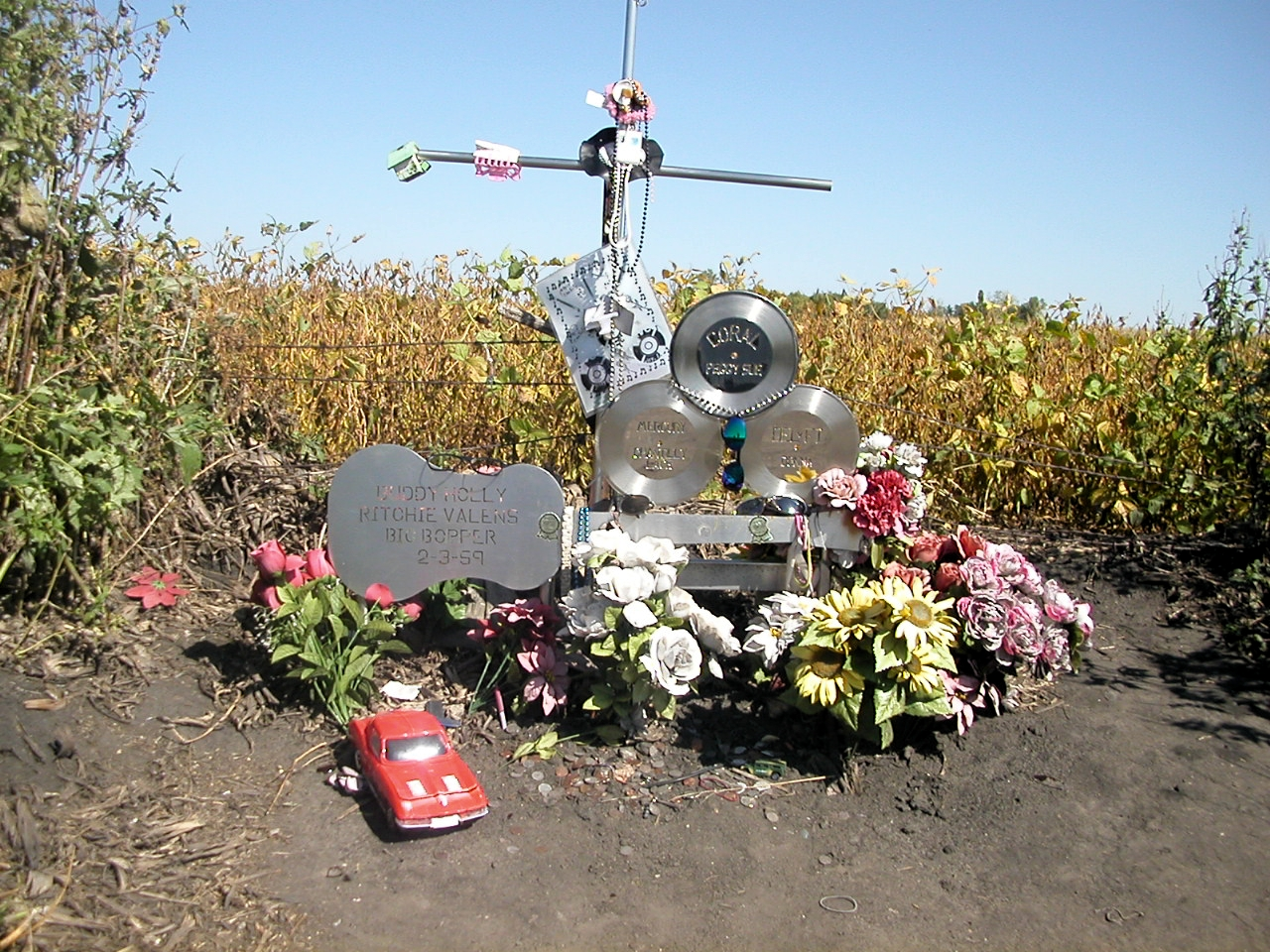
1959: Denkmal an der Absturzstelle bei Mason City

- 1959: Die US-amerikanischen Rock-’n’-Roll-Musiker Buddy Holly, Ritchie Valens und The Big Bopper sterben gemeinsam bei einem Flugzeugabsturz mit einer Beechcraft Bonanza kurz nach dem Start in der Nähe von Mason City. Das Ereignis wird später als „The Day the Music Died“ bezeichnet.
- 1985: Die Oper Der Goggolori. Eine bairische Mär mit Musik von Wilfried Hiller mit dem Libretto von Michael Ende wird am Staatstheater am Gärtnerplatz in München uraufgeführt.
- 2010: Ein Bronzeguss von Alberto Giacomettis Skulptur L’Homme qui marche I wechselt für 74,4 Millionen Euro den Besitzer und wird zum bis dahin teuersten Kunstwerk.

### Gesellschaft
- 1112: Raimund Berengar III., Graf von Barcelona aus dem Haus Barcelona heiratet Dulcia von Gévaudan aus dem Haus Provence, Erbin der Grafschaft Provence.
- 1643: In Gyulafehérvár heiratet Georg II. Rákóczi, Fürst von Siebenbürgen, Sofie von Báthory und sichert sich so das Erbe der Familie Báthory von Somlyó.
- 1998: Die Texanerin Karla Faye Tucker wird wegen zweifachen Mordes als erste Frau seit 1984 in den USA mit der Giftspritze hingerichtet.

### Religion
- 993: Bischof Ulrich von Augsburg wird von Papst Johannes XV. heiliggesprochen. Er ist der erste durch Kanonisierung bestätigte Heilige.

### Katastrophen
- 1825: Die Februarflut, eine auch als Halligflut bezeichnete Sturmflut, verursacht schwere Schäden an der gesamten Nordseeküste und kostet rund 800 Menschen das Leben. Teile Sylts werden ins Meer gerissen, das nördliche Jütland wird zur Insel.

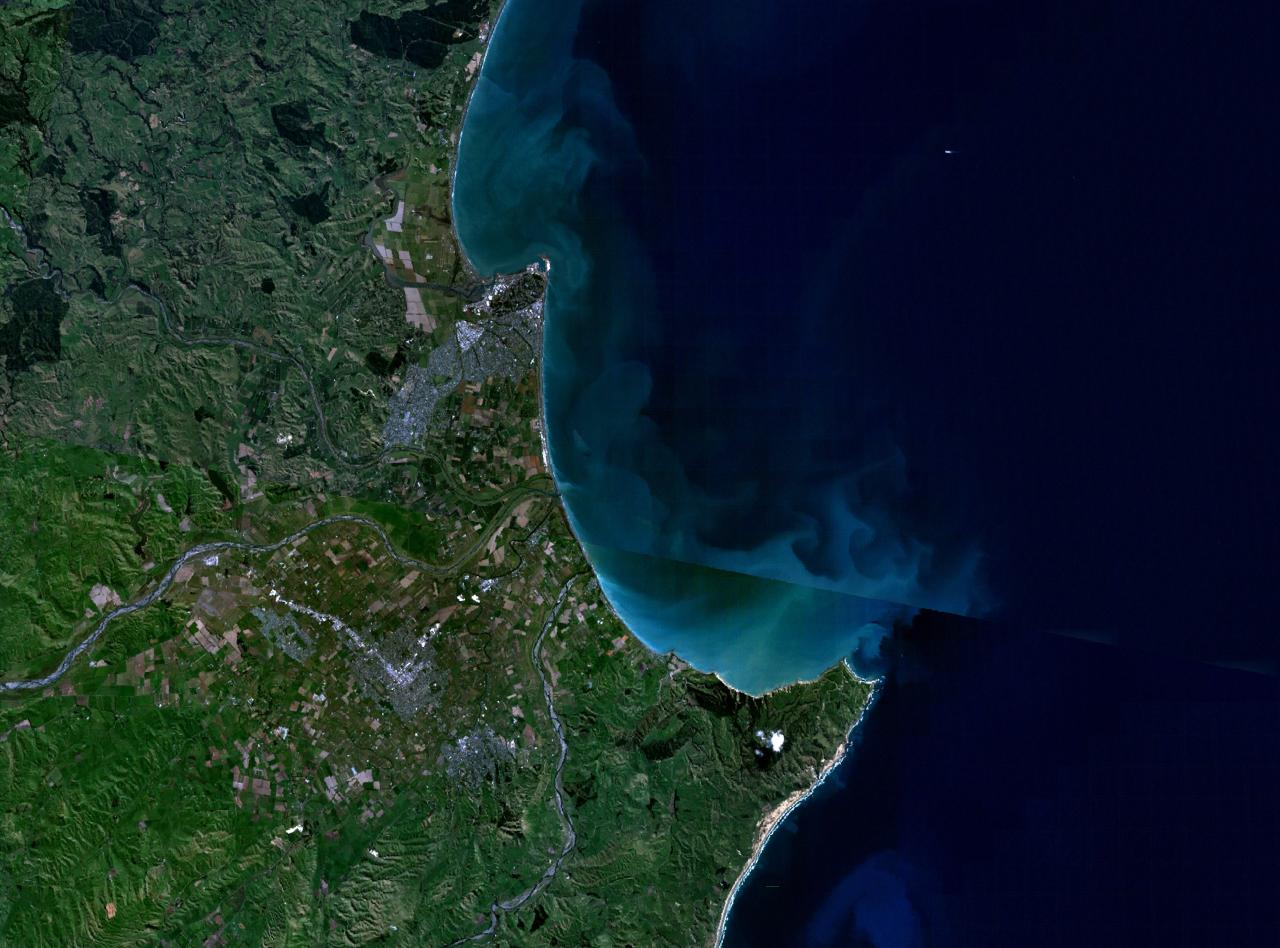
1931: Die „Twin Cities“ Napier und Hastings

- 1931: Die neuseeländischen Städte Napier und Hastings werden durch ein Erdbeben der Stärke 7,9 auf der Richterskala und anschließende Großbrände nahezu komplett zerstört. Über 250 Menschen kommen ums Leben.
- 1972: Im Iran setzt ein Schneesturm ein, der bis zum 9. Februar mehrere tausend Menschen das Leben kosten wird.
- 2006: Die Fähre Al-Salam Boccaccio 98 sinkt im Roten Meer mit 1.414 Personen an Bord. Nur 387 Menschen überleben das Unglück.

Kleinere Unglücksfälle sind in den Unterartikeln von Katastrophe und in der Liste von Katastrophen aufgeführt.

### Sport
- 1908: Der griechische Sportverein Panathinaikos Athlitikos Omilos mit seiner bekannten Fußballabteilung wird gegründet.
- 1911: Der Schwede Ulrich Salchow wird bei der Eiskunstlauf-Weltmeisterschaft in Berlin zum zehnten Mal Weltmeister im Eiskunstlauf der Herren.
- 1972: In Sapporo, Japan, eröffnet Kaiser Hirohito die XI. Olympischen Winterspiele.
- 1980: Larry Holmes gewinnt den Boxkampf und Weltmeistertitel im Schwergewicht gegen Lorenzo Zanon im Caesars Palace von Las Vegas/Nevada, durch k. o.
- 2019: Die New England Patriots gewinnen den Super Bowl LIII mit 13:3 gegen die Los Angeles Rams und holen sich diesen Titel zum sechsten Mal in ihrer Geschichte.

Einträge von Leichtathletik-Weltrekorden befinden sich unter der jeweiligen Disziplin unter Leichtathletik.

## Geboren

### Vor dem 18. Jahrhundert
- 1192: Gojong, 23. König des koreanischen Goryeo-Reiches
- 1267: Richard FitzAlan, 8. Earl of Arundel, englischer Magnat und Militär

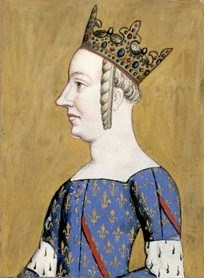
Jeanne de Bourbon (* 1338)

- 1338: Jeanne de Bourbon, als Ehefrau Karls V. Königin von Frankreich
- 1449: Meinhard von Neuhaus, Oberstburggraf von Böhmen
- 1471: Degenhart Pfäffinger, bayerischer Adeliger
- 1478: Edward Stafford, 3. Duke of Buckingham, englischer Adeliger
- 1544: César de Bus, französischer Priester
- 1567: Anna Maria, Prinzessin von Brandenburg und Herzogin von Pommern
- 1587: Dorothea Hedwig von Braunschweig-Wolfenbüttel, Fürstin von Anhalt-Zerbst
- 1587: Balthasar Meisner, deutscher lutherischer Theologe und Ethiker
- 1624: Johann Quistorp der Jüngere, deutscher Theologieprofessor, Rektor der Universität Rostock
- 1636: Laurentius Gutzmer, deutscher evangelisch-lutherischer Geistlicher
- 1654: Matthias Pussjäger, Tiroler Maler

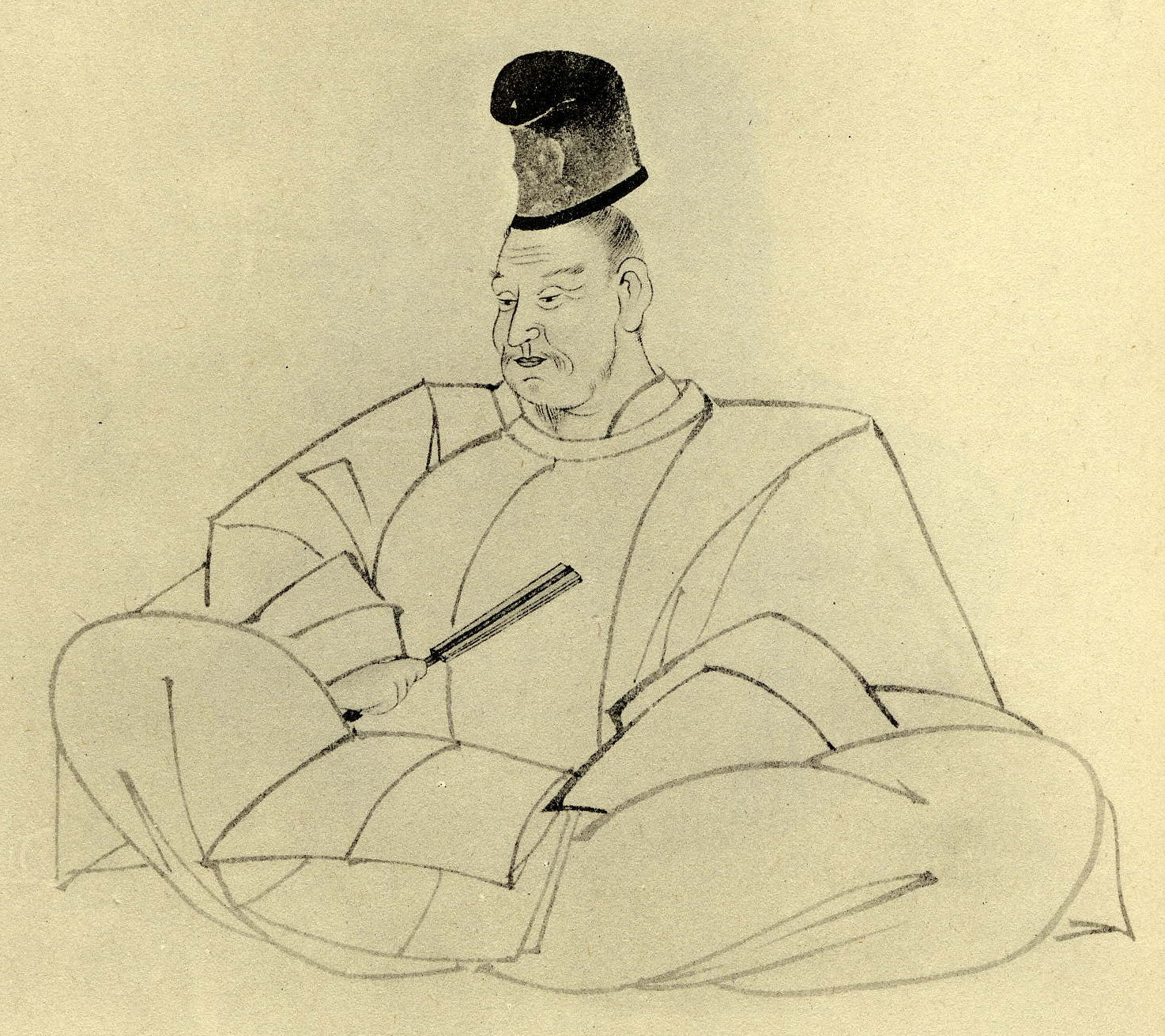
Kada no Azumamaro (* 1669)

- 1669: Kada no Azumamaro, japanischer shintoistischer Gelehrter und Dichter
- 1673: Gottlieb Stolle, deutscher Polyhistor
- 1676: Ingenuin Lechleitner, österreichischer Bildhauer
- 1677: Jan Blažej Santini-Aichel, böhmischer Architekt und Maler
- 1684: Giovanni Biagio Amico, italienischer Architekt
- 1689: Blas de Lezo, spanischer Generalleutnant der Flotte
- 1690: Tilmann Joseph Godesberg, deutscher Priester und Offizial im Erzbistum Köln
- 1692: Farfallino (eigtl. Giacinto Fontana), italienischer Opernsänger und Kastrat
- 1697: Ferdinand August Hommel, deutscher Rechtswissenschaftler

### 18. Jahrhundert
- 1702: Michael Adelbulner, deutscher Mathematiker, Physiker und Astronom
- 1702: Giovanni Battista Vaccarini, italienischer Architekt
- 1706: Giovanni Antonio Cybei, italienischer Bildhauer

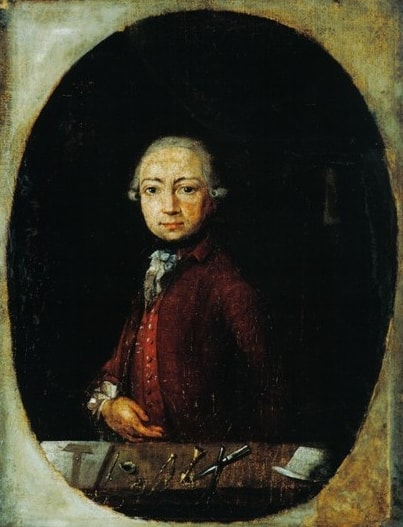
Johann Michael Hartung (* 1708)

- 1708: Johann Michael Hartung, deutscher Orgelbauer
- 1711: Omar Ali Saifuddin I., Sultan von Brunei
- 1717: Nicholas Cooke, US-amerikanischer Politiker
- 1721: Friedrich Wilhelm von Seydlitz, preußischer General der Kavallerie
- 1722: Mathias Etenhueber, deutscher Dichter
- 1722: Louise Friederike von Württemberg, Prinzessin von Württemberg und Herzogin zu Mecklenburg
- 1726: Johann Friedrich Ackermann, deutscher Mediziner und Hochschullehrer
- 1726: Joachim Bernhard von Prittwitz, preußischer General der Kavallerie
- 1728: Georg Christian Oeder, deutscher Botaniker, Arzt und Sozialreformer
- 1729: Hamilton Boyle, britischer Adliger und Politiker
- 1735: Ignacy Krasicki, polnischer Geistlicher und Schriftsteller
- 1736: Johann Georg Albrechtsberger, österreichischer Musiktheoretiker und Komponist der Wiener Schule
- 1740: Blasius Bernauer, deutscher Orgelbauer
- 1742: Christian Friedrich Duttenhofer, evangelischer Theologe
- 1748: Friederike von Reitzenstein, deutsche Schriftstellerin
- 1753: Cay Wilhelm von Ahlefeldt, Propst des Damenstifts Kloster Preetz
- 1753: Jean-Nicolas Stofflet, Anführer der Aufständischen während des Vendée-Aufstands
- 1754: Juan Ruiz de Apodaca, spanischer Offizier, Gouverneur von Kuba und Vizekönig von Neuspanien
- 1757: Constantin François Volney, französischer Reisender, Orientalist und Geschichtsphilosoph
- 1759: Johann Maria Philipp Frimont von Palota, österreichischer General

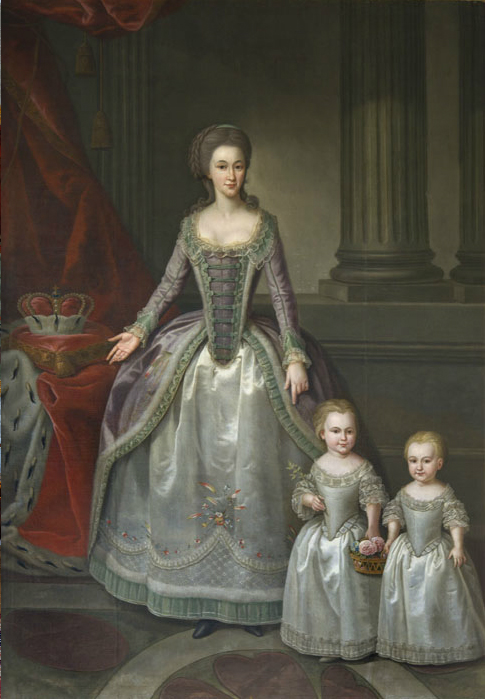
Dorothea von Kurland (* 1761)

- 1761: Dorothea von Kurland, kurländische Herzogin
- 1763: Caroline von Wolzogen, deutsche Schriftstellerin
- 1766: Sigismund von Reitzenstein, badischer Diplomat und Politiker
- 1772: Johann Heinrich Fritsch, deutscher evangelischer Prediger, Historiker und Astronom
- 1774: Carl Brandan Mollweide, deutscher Mathematiker und Astronom
- 1774: Emanuel von Bretfeld zu Kronenburg, böhmischer Offizier
- 1775: Maximilien Foy, französischer General und Staatsmann
- 1776: Karl Wilhelm Walch, deutscher Rechtswissenschaftler
- 1777: John Cheyne, britischer Arzt
- 1786: Wilhelm Gesenius, deutscher Theologe und Sprachgelehrter
- 1789: Friedrich Jakob Heller, österreichischer Militärhistoriker
- 1790: Gideon Mantell, britischer Arzt, Geologe und Paläontologe
- 1795: Antonio José de Sucre, venezolanischer Militär, südamerikanischer Freiheitsheld

### 19. Jahrhundert

#### 1801–1850
- 1803: Franz Ziegler, deutscher Politiker und Schriftsteller
- 1805: Otto Theodor von Manteuffel, preußischer Politiker
- 1806: Ansel Briggs, US-amerikanischer Politiker
- 1806: Nanette Schechner, deutsche Opernsängerin
- 1807: Joseph E. Johnston, US-amerikanischer General der Konföderierten im Amerikanischen Bürgerkrieg
- 1807: Arthur Wellesley, 2. Duke of Wellington, britischer General
- 1808: Henriette Lustig, deutsche Wäscherin, Unternehmerin und Begründerin des Wäschereigewerbes

Felix Mendelssohn Bartholdy (* 1809)

- 1809: Felix Mendelssohn Bartholdy, deutscher Komponist
- 1810: Adolf Spieß, deutscher Sportpädagoge
- 1811: Horace Greeley, US-amerikanischer Zeitungsverleger und Politiker
- 1815: Edward J. Roye, Präsident von Liberia
- 1816: Carl Olof Rosenius, schwedischer Laienprediger
- 1818: Hermann Heinrich Grafe, deutscher Gründer der Freien evangelischen Gemeinden und Kirchenliederdichter
- 1818: Mary Phinney von Olnhausen, amerikanische Krankenschwester und Abolitionistin
- 1820: Anthony W. Gardiner, Präsident von Liberia
- 1820: Elisha Kent Kane, US-amerikanischer Forscher, Entdecker und Arzt
- 1820: Auguste Nefftzer, französischer Journalist

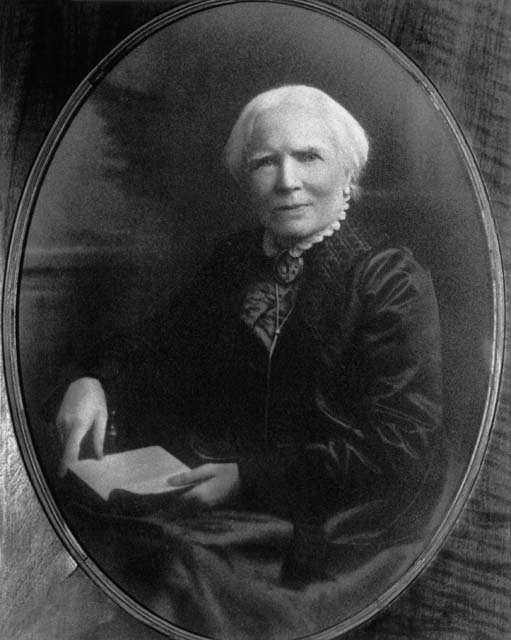
Elizabeth Blackwell (* 1821)

- 1821: Elizabeth Blackwell, US-amerikanische Ärztin
- 1822: Peter Vogt, Schweizer Förster und Politiker
- 1823: Karl Christian Andreae, deutscher Maler
- 1823: Spencer Fullerton Baird, US-amerikanischer Ornithologe und Ichthyologe
- 1823: Benjamin Jaurès, französischer Admiral
- 1824: George Thomas Anderson, US-amerikanischer General
- 1824: Marie Eder, österreichische Opernsängerin
- 1826: Walter Bagehot, britischer Ökonom, Journalist, Verfassungstheoretiker
- 1826: Hermann Schubert, österreichischer Benediktiner, Prediger und Seelsorger

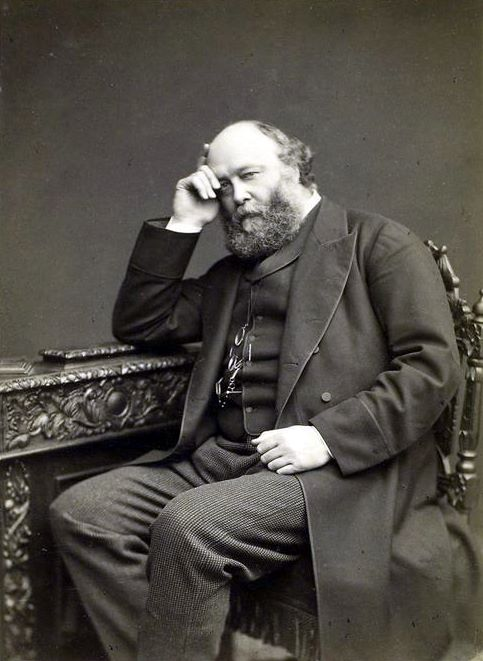
Robert Gascoyne-Cecil (* 1830)

- 1830: Robert Gascoyne-Cecil, 3. Marquess of Salisbury, britischer Staatsmann, Premierminister
- 1833: Abu Bakar von Johor, Sultan von Johor
- 1839: Auguste Glardon, Schweizer evangelischer Geistlicher
- 1839: Agnes Hoesch, Wohltäterin und Stifterin in der Stadt Düren
- 1842: Sidney Lanier, US-amerikanischer Dichter
- 1843: William Cornelius Van Horne, US-amerikanischer, später kanadischer Eisenbahnpionier
- 1844: Marie von Najmájer, österreichische Schriftstellerin
- 1845: Ernst von Wildenbruch, deutscher Dichter und Dramatiker
- 1846: Judson Harmon, US-amerikanischer Politiker
- 1848: Jørgen Løvland, norwegischer Politiker
- 1849: Ilse Frapan, deutsche Schriftstellerin

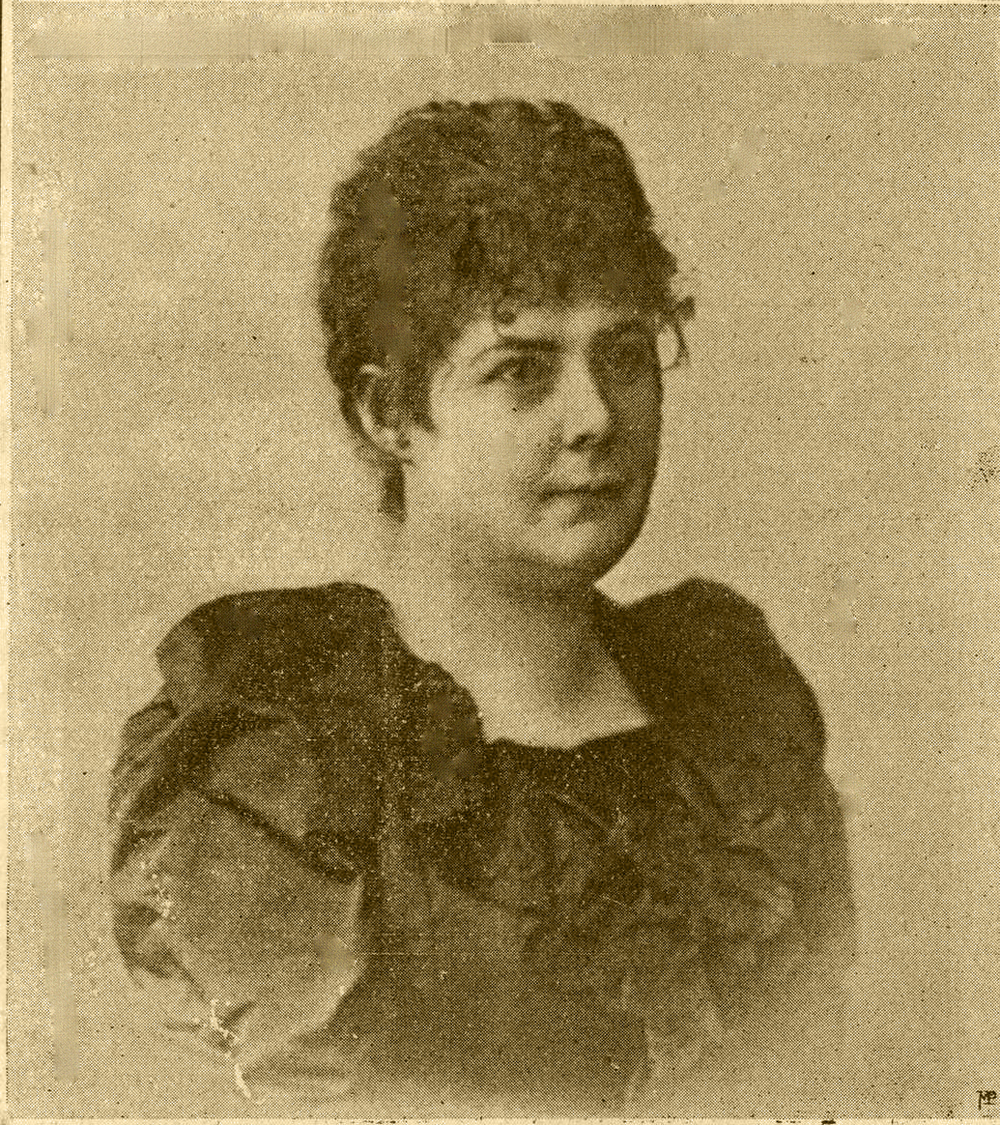
Nahida Ruth Lazarus (* 1849)

- 1849: Nahida Ruth Lazarus, deutsche Schriftstellerin und Journalistin
- 1850: Bertha von Arnswaldt, deutsche Salonnière

#### 1851–1900
- 1851: Gottfried Angerer, deutscher Chordirigent und Komponist
- 1851: Lina Hähnle, deutsche Gründerin des Bundes für Vogelschutz

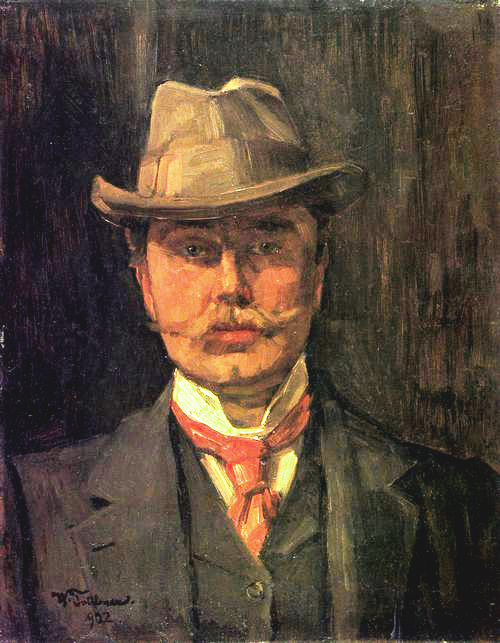
Wilhelm Trübner (* 1851)

- 1851: Wilhelm Trübner, deutscher Maler der Romantik
- 1854: Artur Bylandt-Rheidt, österreichischer Politiker
- 1854: Sergei Sergejewitsch Korsakow, russischer Nervenarzt
- 1854: Bernhard Lepsius, deutscher Chemiker und Direktor der Chemischen Fabrik Griesheim
- 1856: Georg Winter, deutscher Archivar und Historiker
- 1857: Wilhelm Johannsen, dänischer Botaniker und Genetiker
- 1857: Hugo Krabbe, niederländischer Staatsrechtler
- 1859: Hugo Junkers, deutscher Ingenieur und Unternehmer
- 1860: Friedrich Koepp, deutscher Altphilologe und Archäologe
- 1860: Otto Schmeil, deutscher Biologe, Pädagoge und Autor
- 1861: Ernst Fromhold-Treu, deutsch-baltischer Pastor, evangelischer Märtyrer
- 1862: Ján Kvačala, slowakischer evangelisch-lutherischer Theologe, Religionshistoriker und Hochschullehrer
- 1864: Charlotte Albrecht, österreichische Theaterschauspielerin
- 1865: Johannes Giesberts, deutscher Gewerkschafter und Politiker, MdR
- 1866: Richard Brausewetter, deutscher Offizier und Schriftsteller
- 1866: Fabio Fiallo, dominikanischer Politiker, Diplomat, Journalist und Schriftsteller
- 1868: Annie von Baudissin, deutsche Schriftstellerin
- 1869: Johann Becker, deutscher Jurist und Politiker, MdR, Reichsminister
- 1869: Karl Hampe, deutscher Mediävist
- 1870: Gustava Louise Georgia Emilie Grüner, dänische Malerin
- 1870: Annette Kolb, deutsche Schriftstellerin
- 1870: Ada Negri, italienische Schriftstellerin
- 1873: Karl Jatho, deutscher Pionier des Motorflugs

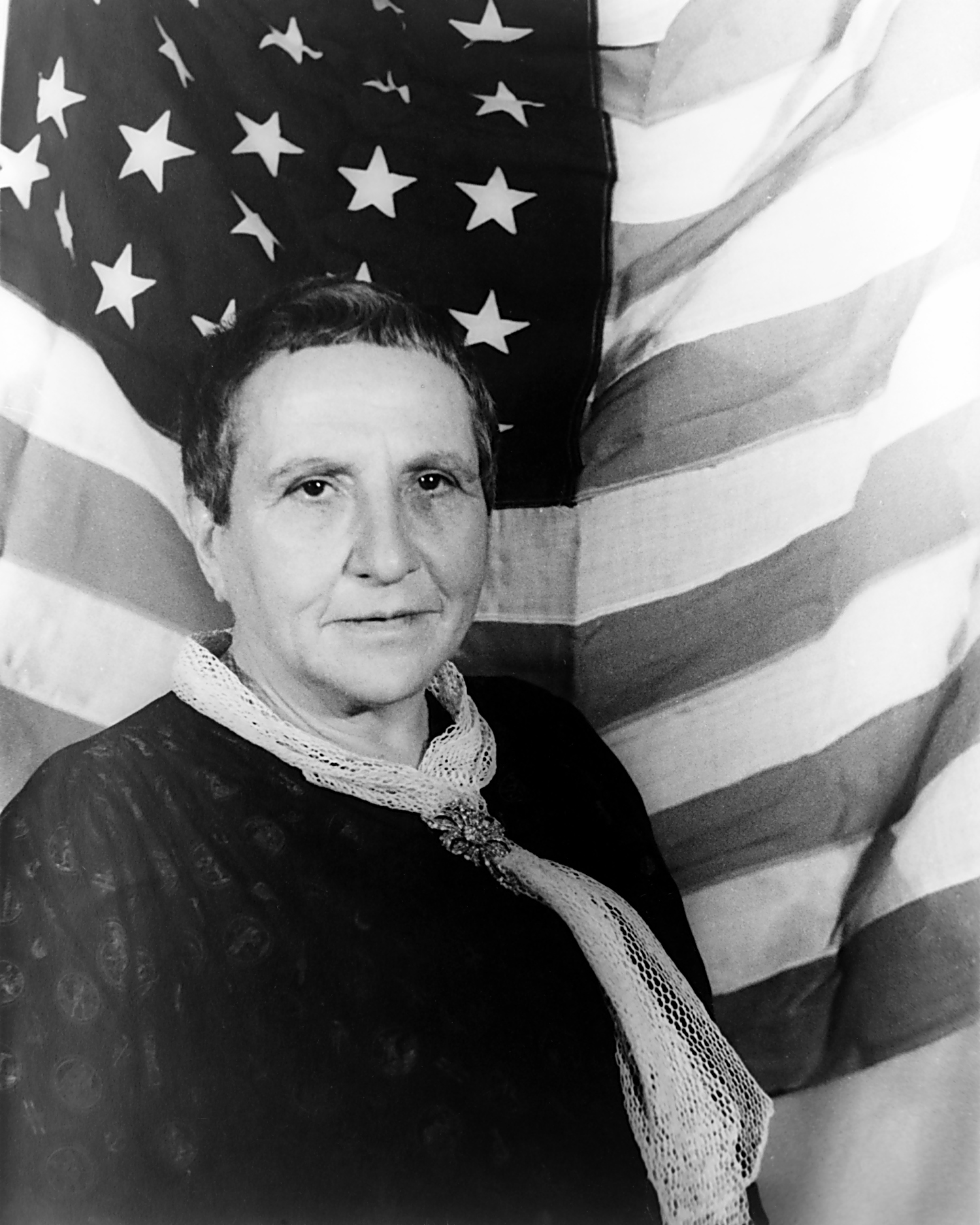
Gertrude Stein (* 1874)

- 1874: Gertrude Stein, US-amerikanische Schriftstellerin der klassischen Moderne, Verlegerin und Kunstsammlerin
- 1875: Sigrid Lindholm, schwedische Zeichnerin und Malerin
- 1877: Ludwig Deubner, deutscher Altphilologe und Religionswissenschaftler
- 1879: Nora Exner, österreichische Grafikerin, Bildhauerin und Keramikerin
- 1879: Harry Fuld, deutscher Industrieller
- 1880: Félix Fourdrain, französischer Komponist, Organist und Musikpädagoge
- 1881: Anne de Borman, belgische Tennisspielerin
- 1883: Alfred Heurich, Erfinder des Faltbootes in Form eines Kajaks

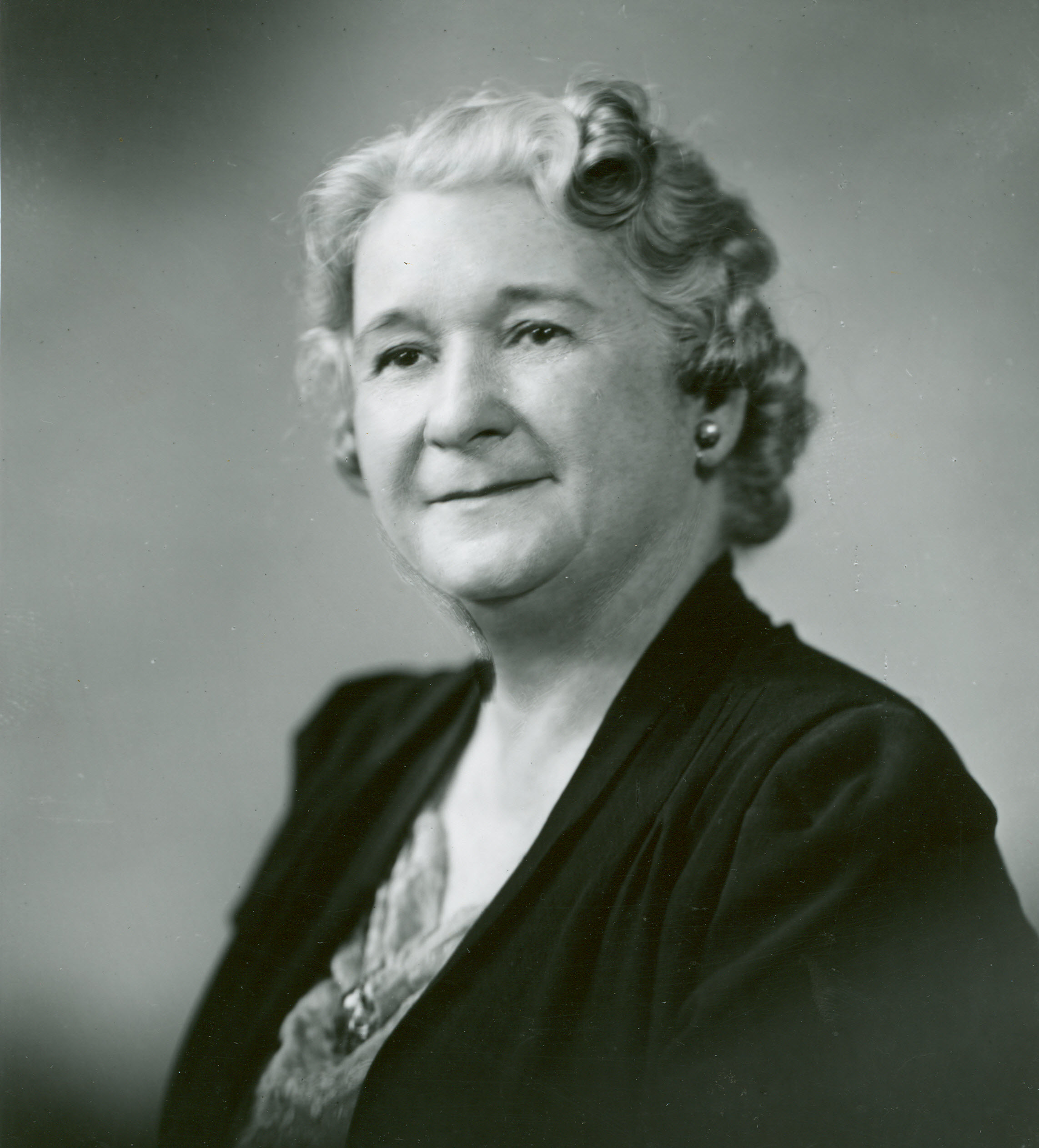
Willa Lybrand Fulmer (* 1884)

- 1884: Willa Lybrand Fulmer, US-amerikanische Politikerin
- 1884: Samuel Lampel, deutscher Kantor, Lehrer und Komponist

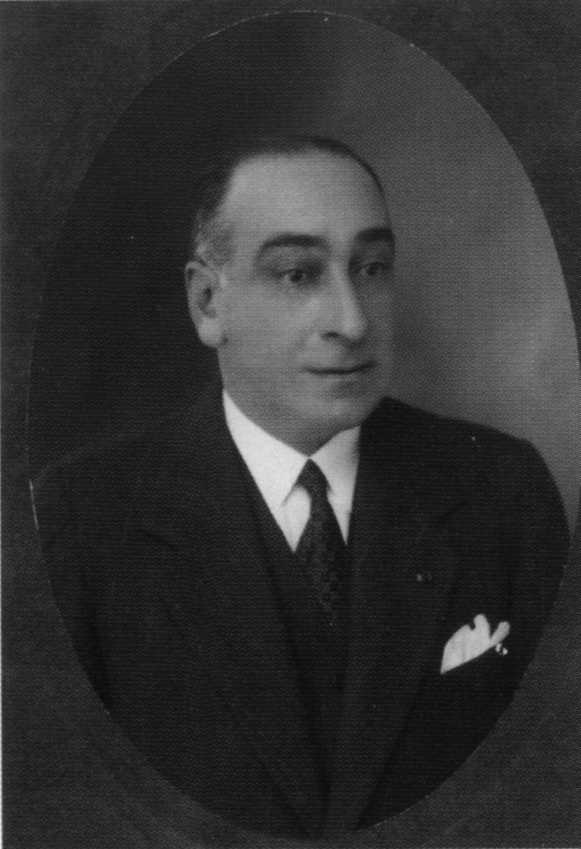
Angelo Donati (* 1885)

- 1885: Angelo Donati, italienischer Bankier, Philanthrop und Diplomat
- 1886: Alfred Andreesen, deutscher Reformpädagoge
- 1887: Otto Bäurle, deutscher Leichtathlet
- 1887: Max Josef Metzger, deutscher katholischer Priester, Opfer des Nationalsozialismus
- 1887: Georg Trakl, österreichischer Dichter des Expressionismus mit starken Einflüssen des Symbolismus
- 1888: Emmy Eisenberg, österreichische Bergsteigerin
- 1889: Artur Adson, estnischer Dichter, Schriftsteller und Theaterkritiker
- 1889: Carl Theodor Dreyer, dänischer Filmregisseur
- 1890: Gertrud Bodenwieser, Tänzerin, Choreografin, Tanzlehrerin und Wegbereiterin des Ausdruckstanzes
- 1890: Paul Scherrer, Schweizer Physiker
- 1891: Luise Kräuter, deutsche Politikerin
- 1891: Bella Martens, deutsche Kunsthistorikerin
- 1891: Juan Negrín, spanischer Politiker, Ministerpräsident
- 1892: Louis Dollé, französischer Automobilrennfahrer
- 1892: Sophie van Leer, expressionistische Dichterin und jüdisch-christliche Mystikerin
- 1893: Gaston Maurice Julia, französischer Mathematiker
- 1893: Paul Achkar, syrischer Erzbischof

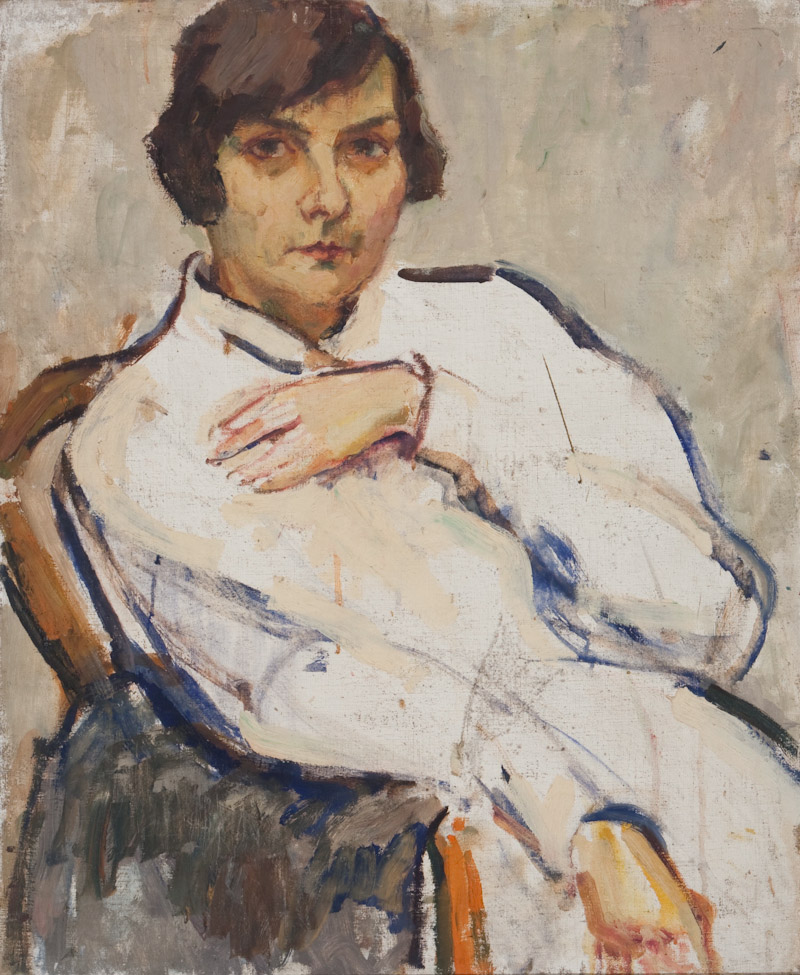
Daisy Campi (* 1893)

- 1893: Daisy Campi, deutsche Malerin der Moderne
- 1894: Renzo De Vecchi, italienischer Fußballspieler und -trainer

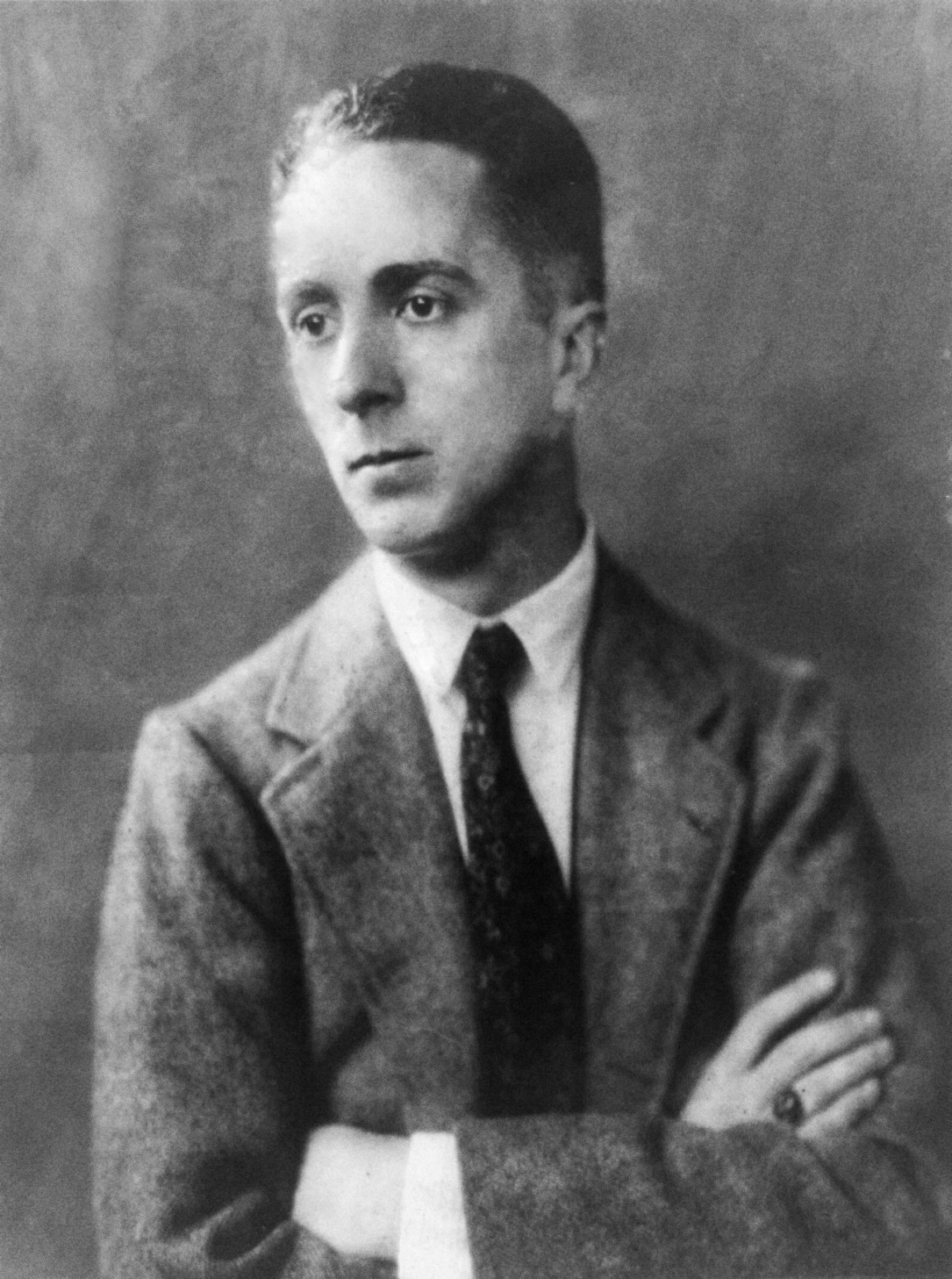
Norman Rockwell (* 1894)

- 1894: Norman Rockwell, US-amerikanischer Maler und Illustrator
- 1895: André Beaudin, französischer Maler
- 1895ː Dora Schmidt, Schweizer Beamtin, Schriftstellerin und Frauenrechtlerin
- 1896: Johannes Urzidil, österreichisch-tschechoslowakischer Schriftsteller
- 1896: Henny Wolff, deutsche Konzertsängerin und Gesangspädagogin
- 1897: Anny Engelmann, österreichisch-tschechoslowakische Illustratorin, Opfer der Shoa
- 1897: Ivone Kirkpatrick, britischer Diplomat
- 1897: Else Reventlow, deutsche Lehrerin, Frauenrechtlerin, Redakteurin
- 1897: Wilhelm Wloch, deutscher Kommunist, der Opfer der Stalinschen Säuberungen wurde
- 1898: Alvar Aalto, finnischer Architekt und Designer
- 1898: Heinrich Auge, deutscher Gewerkschafter und Politiker, MdB
- 1898: Lil Hardin Armstrong, US-amerikanische Jazz-Pianistin, -Sängerin und -Komponistin
- 1898: Carlos Raygada, peruanischer Literatur- und Musikkritiker

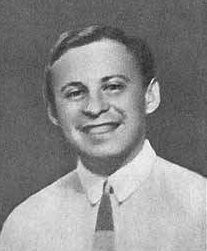
Pawel Samuilowitsch Urysohn (* 1898)

- 1898: Pawel Samuilowitsch Urysohn, russischer Mathematiker
- 1899: Louis Decaroli, französischer Automobilrennfahrer
- 1899: João Café Filho, brasilianischer Politiker, Staatspräsident
- 1899: Wilhelm Graf zu Lynar, deutscher Offizier, Beteiligter am Attentat des 20. Juli 1944
- 1899: Gertrud Savelsberg, deutsche Sozialwissenschaftlerin und stellv. Direktorin der Institut für Weltwirtschaft-Bibliothek
- 1899: Lao She, chinesischer Schriftsteller

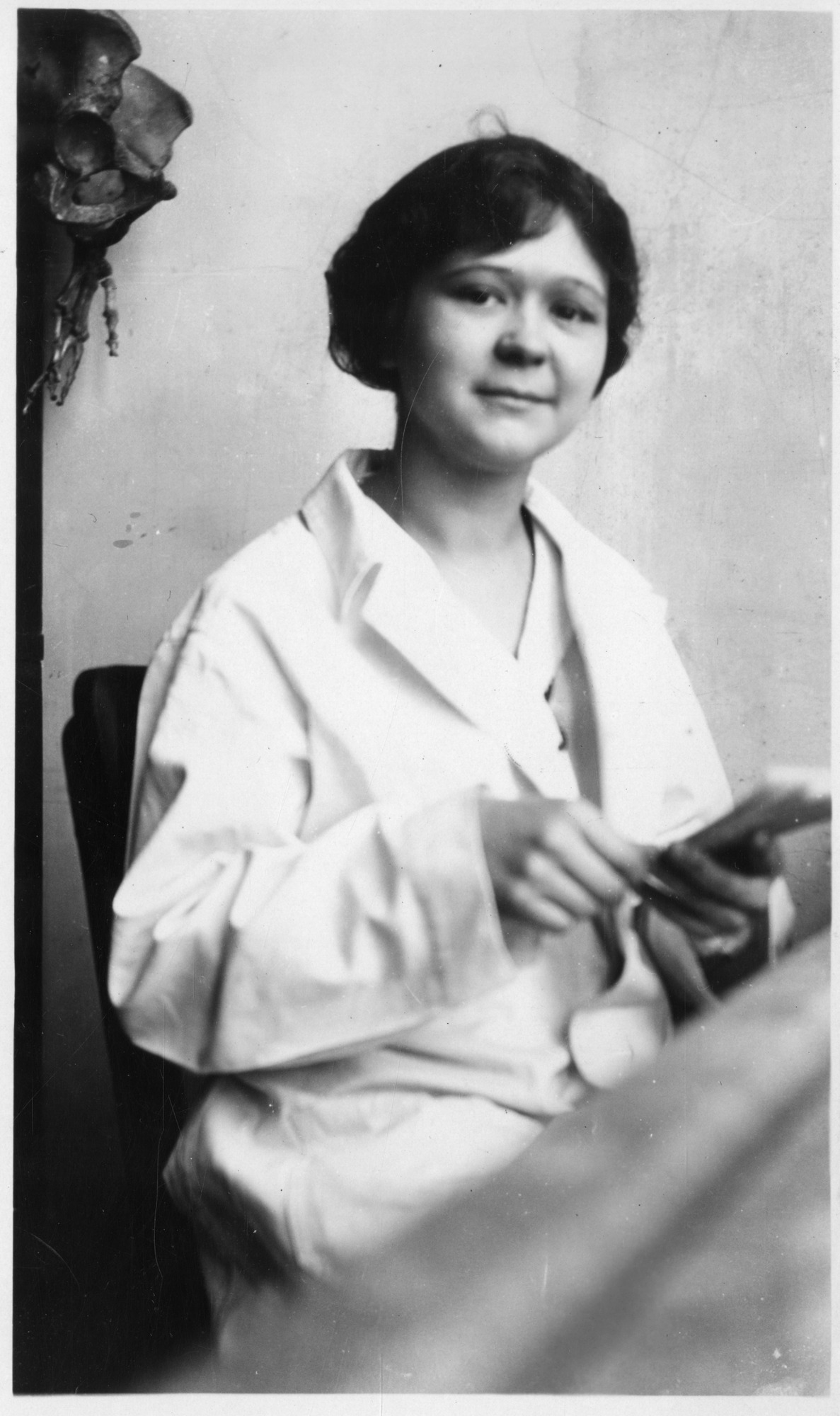
Mildred Trotter (* 1899)

- 1899: Mildred Trotter, US-amerikanische Anthropologin
- 1900: Martin Elsner, deutscher Landwirt und Politiker
- 1900: Anni Frind, Opern- und Operettensängerin
- 1900: Friedrich Karl Gotsch, deutscher Maler und Grafiker
- 1900: Wilhelm Heinrich Heraeus, deutscher Physiker, Erfinder und Industrieller
- 1900: Erhard König, deutscher Politiker und Funktionär der Volkspolizei
- 1900: Mabel Mercer, britische Varietésängerin und Interpretin des Great American Songbooks
- 1900: Kurt Schneider, deutscher Marathonläufer

### 20. Jahrhundert

#### 1901–1925
- 1901: Nora Gregor, österreichische Schauspielerin
- 1901: Rosamond Lehmann, britische Schriftstellerin
- 1902: Anne Marie Jauss, deutsche Malerin, Buchautorin, Buchillustratorin und Pazifistin
- 1902: Erich Marckhl, österreichischer Musikwissenschaftler und Komponist
- 1902: Dolly Rüdeman, niederländische Grafikerin, Plakatkünstlerin, Illustratorin und Kinderbuchautorin
- 1902: Edmund Wunderlich, Schweizer Kunstmaler und Alpinist
- 1903: Arie den Arend, niederländischer Komponist und Organist
- 1903: Frances James, kanadische Sopranistin und Musikpädagogin
- 1903: Priaulx Rainier, südafrikanisch-britische Komponistin und Hochschullehrerin
- 1904: Alexander Alexandrowitsch Charkewitsch, russischer Ingenieur und Wissenschaftler, Wegbereiter der Nachrichtentechnik
- 1904: Luigi Dallapiccola, italienischer Komponist
- 1904: Lili Grün, österreichische Schriftstellerin und Schauspielerin
- 1905: Paul Ariste, estnischer Sprachwissenschaftler

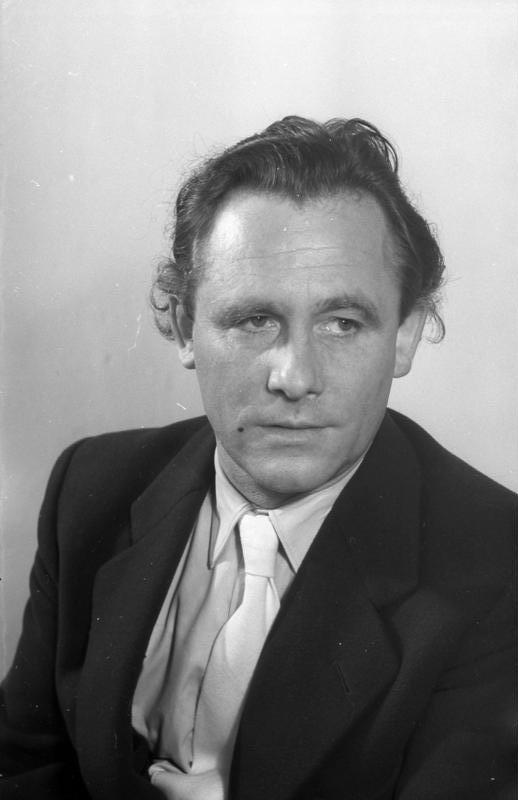
Hermann Henselmann (* 1905)

- 1905: Hermann Henselmann, deutscher Architekt
- 1905: Albert K. Hömberg, deutscher Historiker und Autor
- 1905: Andrée Peel, französische Widerstandskämpferin
- 1905: Ilse Voigt, deutsche Schauspielerin und Synchronsprecherin
- 1906: George Adamson, britischer Naturforscher
- 1906: Ludvig Nielsen, norwegischer Komponist und Organist
- 1906: Jacqueline Thome-Patenôtre, französische Politikerin
- 1907: Helmut Betram, deutscher General
- 1907: James A. Michener, US-amerikanischer Schriftsteller
- 1907: Roman Erich Petsche, österreichischer Lehrer, Schulaufseher und Maler
- 1908: Paul Takashi Nagai, japanischer Radiologe, Autor und Überlebender des Atombombenabwurfs auf Nagasaki

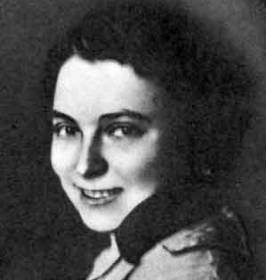
Jelena Michailowna Schirmann (* 1908)

- 1908: Jelena Michailowna Schirmann, sowjetische Dichterin, Opfer der Shoa
- 1909: Dorothy Spencer, US-amerikanische Filmeditorin

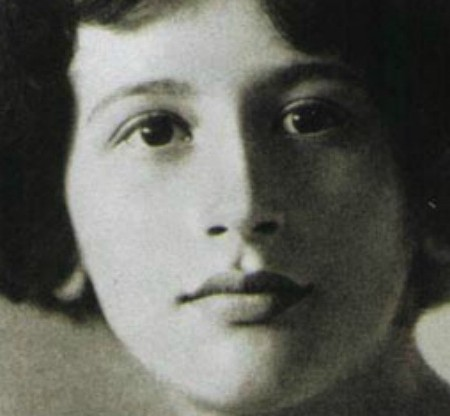
Simone Weil (* 1909)

- 1909: Simone Weil, französische Philosophin
- 1910: Jack Belden, US-amerikanischer Kriegskorrespondent und Schriftsteller
- 1910: Blas Galindo, mexikanischer Komponist
- 1910: Rupert Viktor Oppenauer, österreichischer Chemiker
- 1911: Jehan Alain, französischer Organist und Komponist
- 1911: Reba Monness, US-amerikanische Tischtennisspielerin
- 1912: Odysseas Angelis, griechischer Offizier und Politiker

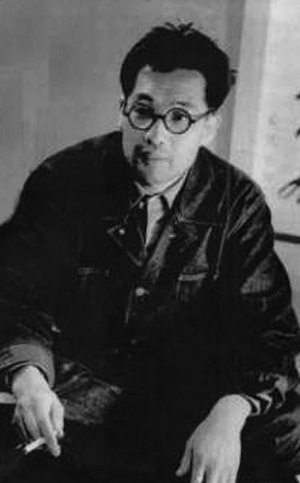
Dan Kazuo (* 1912)

- 1912: Dan Kazuo, japanischer Schriftsteller
- 1912: Colin Richardson, britischer Automobilrennfahrer
- 1913: Paula Acker, deutsche Korrespondentin, Redakteurin sowie kommunistische Parteifunktionärin
- 1913: Eduardo Kingman, ecuadorianischer Maler
- 1913: Henriette von Schirach, deutsche Schriftstellerin
- 1914: Ilse Bally, Schweizer Schauspielerin, Synchron- und Hörspielsprecherin
- 1914: Mary Carlisle, US-amerikanische Schauspielerin und Sängerin
- 1915: Ingeborg Hunzinger, deutsche Bildhauerin
- 1915: Boris Paitschadse, georgischer Fußballspieler
- 1915: Violet Webb, britische Leichtathletin
- 1916: Dolly Dawn, US-amerikanische Sängerin der Swingära

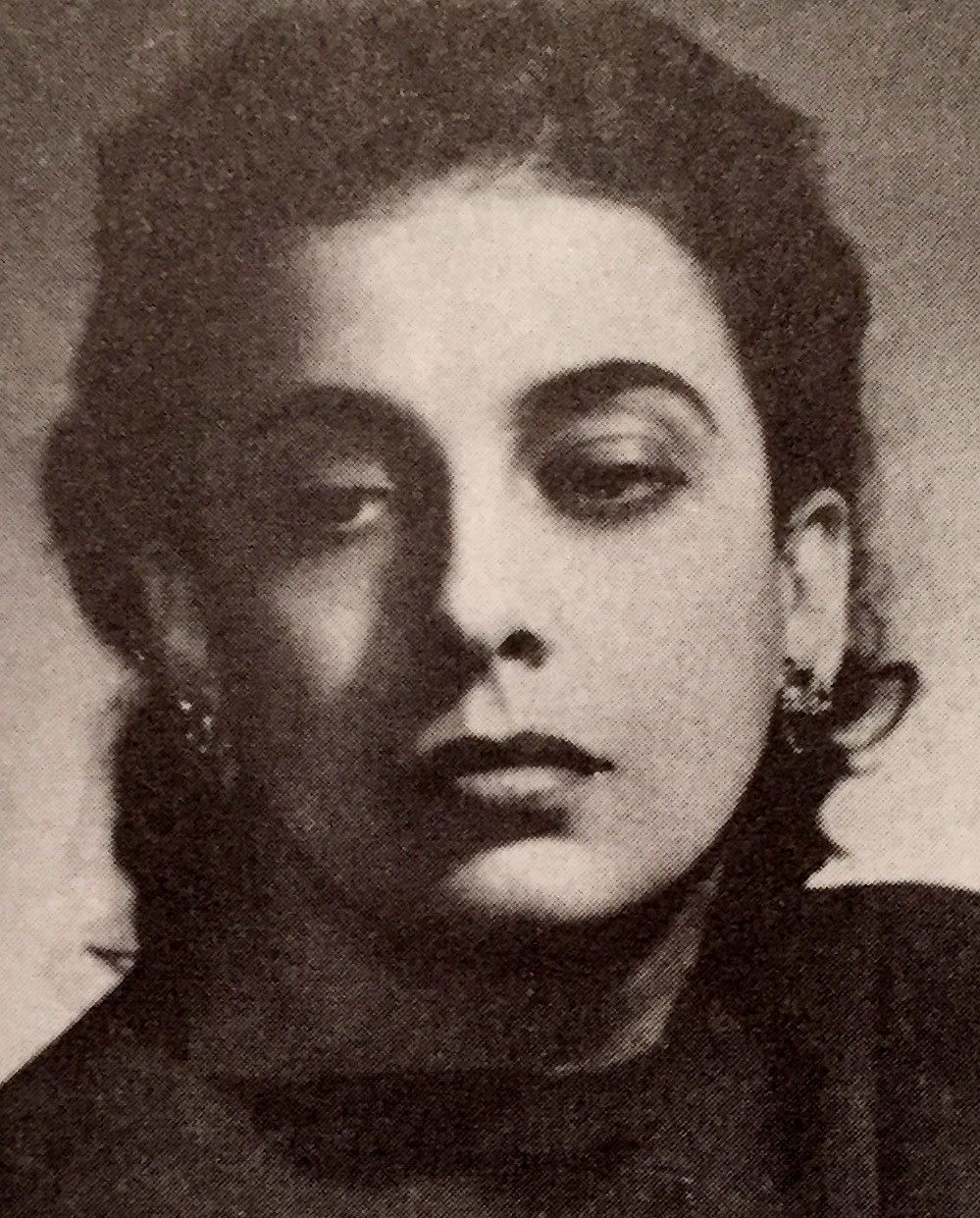
Luz Machado (* 1916)

- 1916: Luz Machado, venezolanische Autorin, Dichterin und politische Aktivistin
- 1916: Jean Margéot, mauretanischer Kardinal und Bischof
- 1918: Gerhard Bassarak, deutscher evangelischer Theologe
- 1918: Joey Bishop, US-amerikanischer Sänger, Schauspieler und Showmaster
- 1918: Zoltán E. Erdély, deutscher Psychoanalytiker und Autor
- 1918: Bibi Osterwald, US-amerikanische Schauspielerin und Sängerin

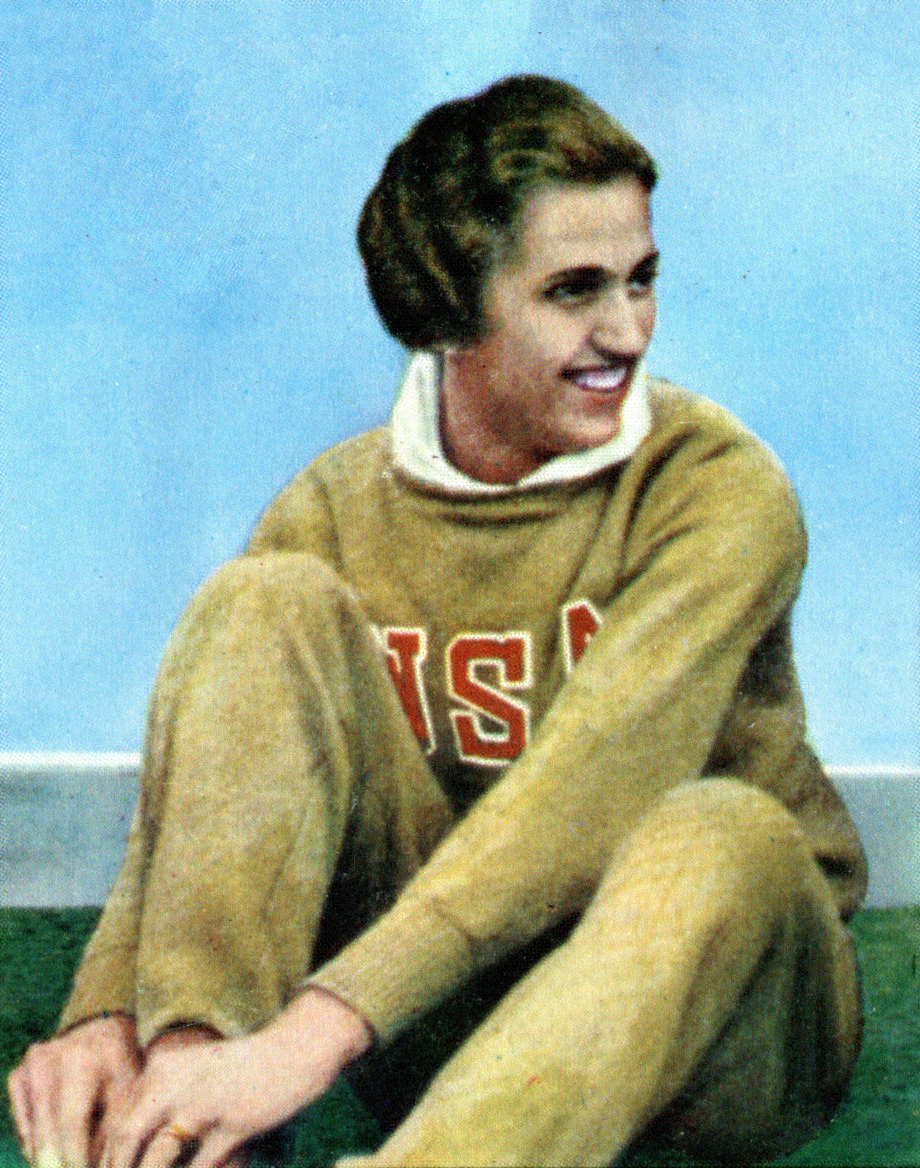
Helen Stephens (* 1918)

- 1918: Helen Stephens, US-amerikanische Leichtathletin
- 1919: Ursula Burg, deutsche Theater- und Filmschauspielerin
- 1919: Snooky Young, US-amerikanischer Jazztrompeter
- 1920: Ruth Kraft, deutsche Schriftstellerin
- 1920: Tilde Michels, deutsche Schriftstellerin und Übersetzerin
- 1920: Stan Ockers, belgischer Radrennfahrer
- 1920: Khieu Ponnary, kambodschanische Politikerin

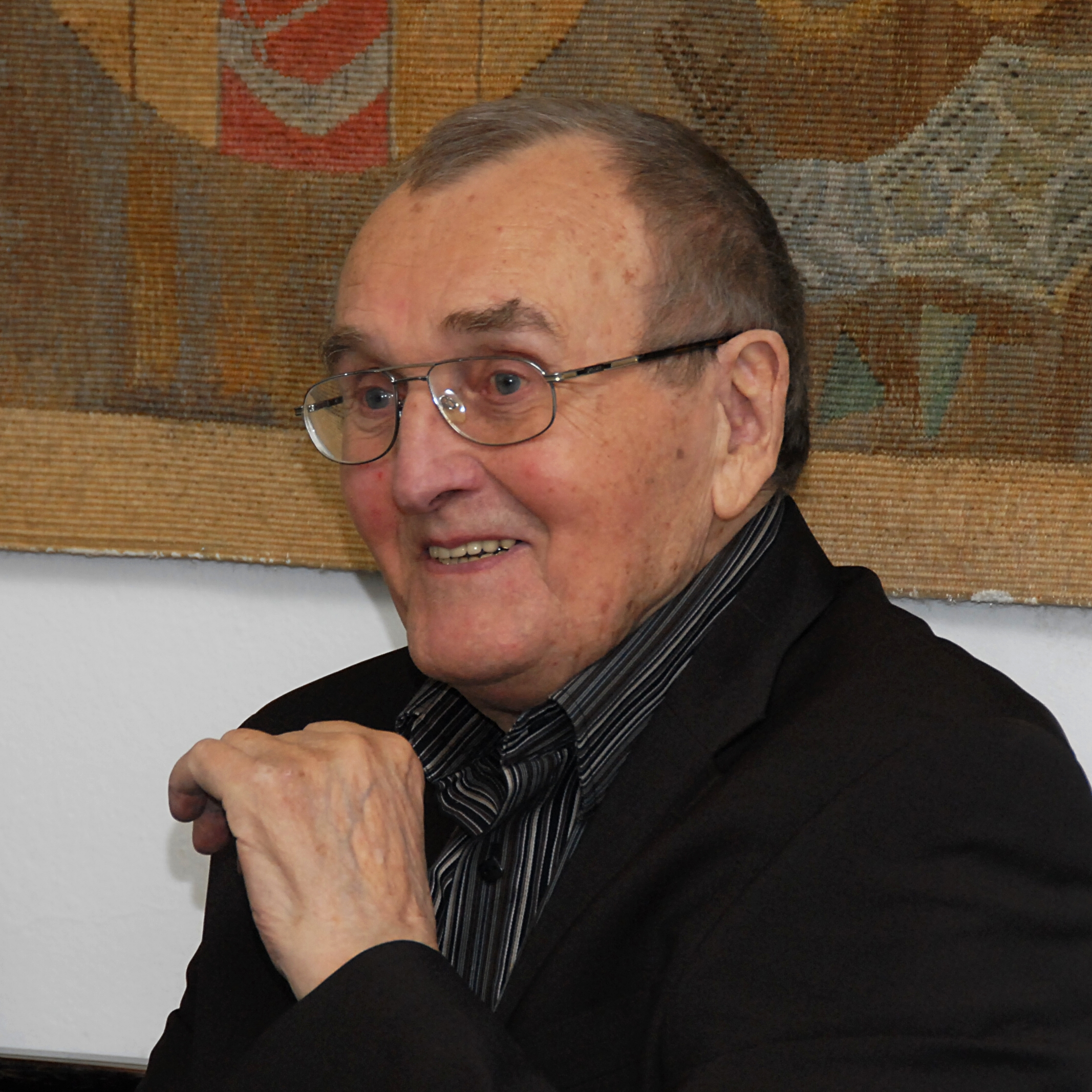
Zdeněk Sýkora (* 1920)

- 1920: Zdeněk Sýkora, tschechischer Maler und Bildhauer
- 1921: Ralph Alpher, US-amerikanischer Physiker
- 1921: Herbert Baack, deutscher Politiker, MdB
- 1921: Gerda Hoffer, israelische Schriftstellerin
- 1921: Joseph Wang Dian Duo, chinesischer Bischof der Diözese Heze
- 1922: Mireya Cueto, mexikanische Puppenspielerin, Schriftstellerin und Mitbegründerin des nationalen Marionettenmuseums
- 1922: Andrej Lettrich, slowakischer Regisseur und Drehbuchautor
- 1922: Hans Sennholz, deutsch-US-amerikanischer Autor, Hochschullehrer und Ökonom
- 1922: José Vicente Chandler, puerto-ricanischer Leichtathlet
- 1923: Françoise Christophe, französische Schauspielerin
- 1923: Alys Robi, kanadische Sängerin
- 1924: Martial Asselin, kanadischer Politiker

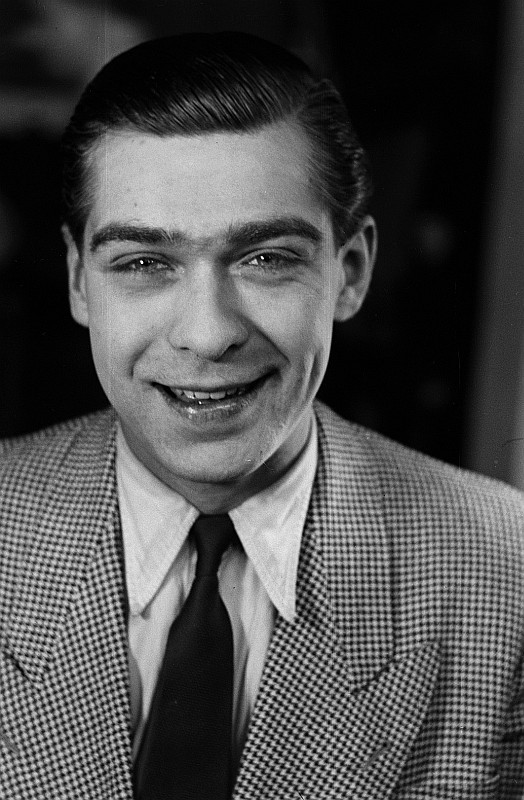
Bully Buhlan (* 1924)

- 1924: Bully Buhlan, deutscher Jazz- und Schlagersänger, Pianist, Schlagerkomponist und Schauspieler
- 1924: Friedrich Wilhelm von Hohenzollern, deutscher Industrieller und Adeliger, Oberhaupt des Hauses Hohenzollern
- 1924: Edward P. Thompson, britischer Historiker, Sozialist und Friedensaktivist
- 1924: Robert Schlienz, deutscher Fußballspieler
- 1924: Claire Watson, US-amerikanische Opernsängerin
- 1925: Paul Außerleitner, österreichischer Skispringer
- 1925: John Fiedler, US-amerikanischer Schauspieler
- 1925: Leon Schlumpf, Schweizer Politiker

#### 1926–1950
- 1926: Arthur Eugene Arfons, US-amerikanischer Dragster- und Powerboat-Rennfahrer
- 1926: Elfriede Moser-Rath, österreichische Volkskundlerin und Erzählforscherin
- 1926: Linda Sini, italienische Schauspielerin

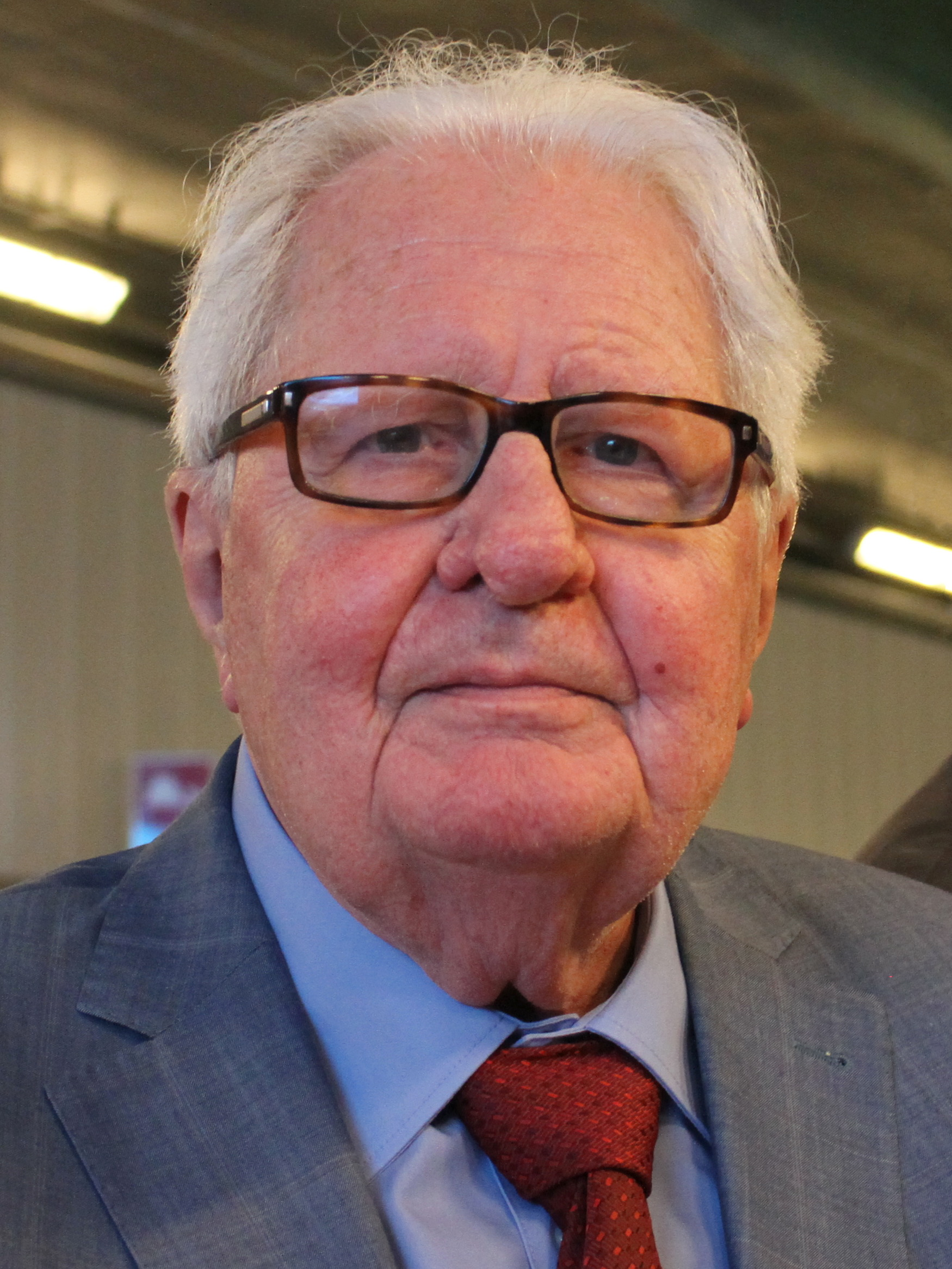
Hans-Jochen Vogel (* 1926)

- 1926: Hans-Jochen Vogel, deutscher Jurist und Politiker, MdL, MdB, Bundesminister
- 1926: Richard Yates, US-amerikanischer Schriftsteller
- 1927: Kenneth Anger, US-amerikanischer Filmemacher und Autor
- 1927: Hans-Georg Arlt, deutscher Violinist

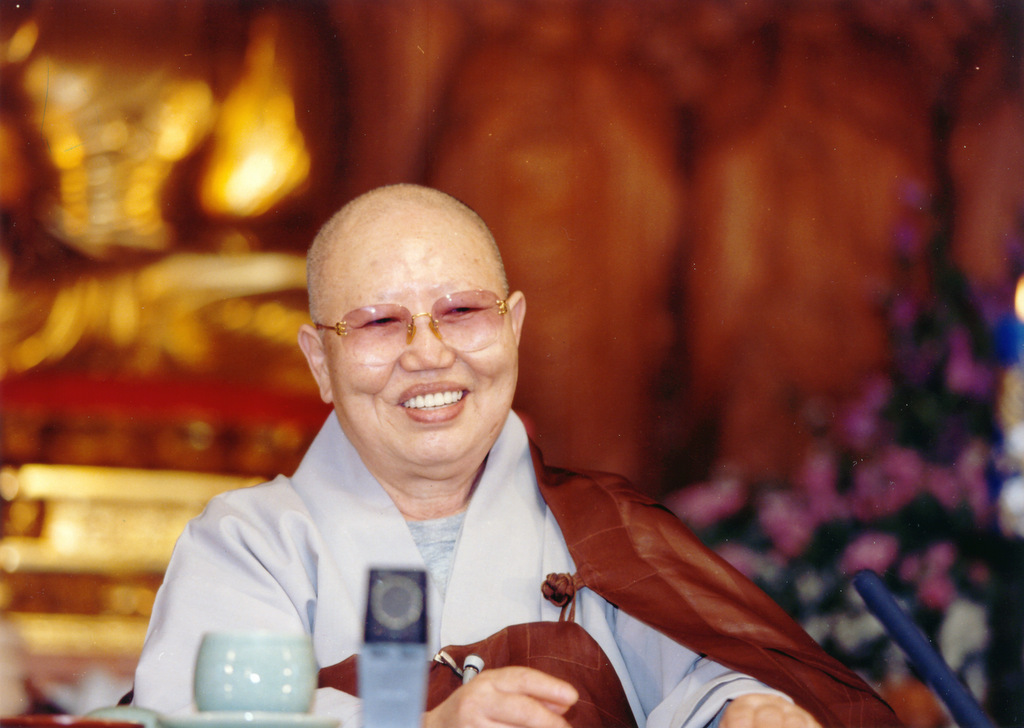
Daehaeng Kunsunim (* 1927)

- 1927: Daehaeng Kunsunim, koreanische Seon-Meisterin
- 1928: Helmut Kretschmar, deutscher Konzert- und Oratoriensänger sowie Hochschullehrer
- 1928: Anton Nigl, österreichischer Politiker und Gewerkschaftssekretär
- 1928: Ferenc Pavlics, ungarischer Raumfahrtingenieur
- 1928: Andrzej Szczypiorski, polnischer Schriftsteller
- 1928: Svend Wad, dänischer Boxer
- 1929: Jimmy Edwards, US-amerikanischer Rockabilly-Musiker
- 1929: Kurt Eisenblätter, deutscher Schauspieler
- 1929: Gerd Mayen, deutscher Schauspieler und Hörspiel-Sprecher
- 1929: Camilo Torres, kolumbianischer Priester und Befreiungs-Theologe
- 1930: Raymond Ausloos, belgischer Fußballtorhüter
- 1930: Anatoli Nikolajewitsch Bulakow, sowjetischer Boxer
- 1930: Amédée Grab, Bischof von Lausanne und Chur
- 1930: Hermi Lechner, österreichische Wienerliedinterpretin und Textautorin
- 1930: Eva Lubinger, österreichische Schriftstellerin
- 1930: Herbert Maeder, Schweizer Fotograf und Politiker
- 1930: Joan Rice, britische Schauspielerin
- 1930: Luise Schmitz, deutsche Badmintonspielerin

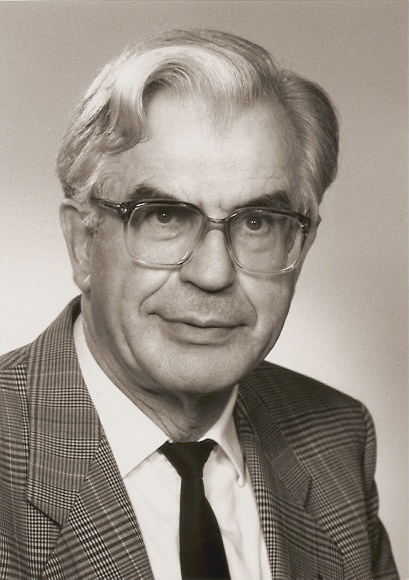
Gerhard Schwarz (* 1930)

- 1930: Gerhard Schwarz, deutscher Physiker und Mitbegründer des Biozentrums der Universität Basel
- 1932: Nancy Boyle, australische Leichtathletin
- 1932: Shirley Eckel, kanadische Hürdenläuferin
- 1932: Peggy Ann Garner, US-amerikanische Schauspielerin

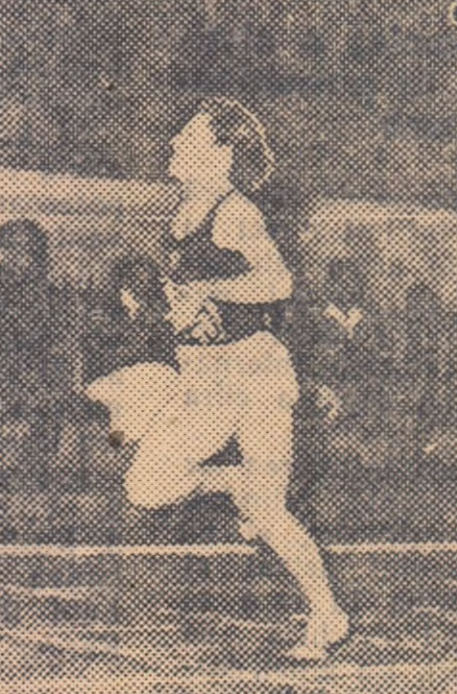
Marija Itkina (* 1932)

- 1932: Marija Itkina, belarussische Leichtathletin
- 1932: Lieselotte Seibel-Emmerling, deutsche Politikerin
- 1933: Varetta Dillard, US-amerikanische Rhythm-&-Blues-Sängerin
- 1933: John Edmondson, US-amerikanischer Komponist
- 1933: John Handy, US-amerikanischer Jazzsaxophonist
- 1933: Paul Sarbanes, US-amerikanischer Politiker, Senator von Maryland
- 1933: Heinrich Übleis, österreichischer Jurist und Minister
- 1934: Suzan Ball, amerikanische Schauspielerin
- 1934: Johannes Kühn, deutscher Schriftsteller
- 1934: Wolfgang Niescher, deutscher Handballspieler und Mediziner
- 1935: Dieter Bäumle, Schweizer Komponist
- 1935: Dieter Warken, deutscher Fußballspieler
- 1935: Johnny Guitar Watson, US-amerikanischer Blues-Gitarrist
- 1936: Mariclare Costello, US-amerikanische Schauspielerin
- 1936: Gertrud Dempwolf, deutsche Politikerin
- 1936: Ingrid Gamer-Wallert, deutsche Ägyptologin
- 1937: Jacques Barrot, französischer Politiker und EU-Kommissar
- 1937: Helga Düchting, deutsche Politikerin
- 1937: Bobby Durham, US-amerikanischer Jazzschlagzeuger
- 1937: Péter Horváth, deutscher Betriebswirt und Hochschullehrer
- 1938: Marjatta Kajosmaa, finnische Skilangläuferin
- 1938: Tony Marshall, deutscher Schlagersänger
- 1938: Michael Otto, deutscher Maler und Graphiker
- 1938: Bärbel Thoelke, deutsche Porzellangestalterin
- 1938: Werner Vogt, österreichischer Chirurg und Ombudsmann
- 1939: Johnny Bristol, US-amerikanischer Sänger, Produzent und Songschreiber
- 1939: Michael Cimino, US-amerikanischer Filmregisseur
- 1939: Helga Dernesch, österreichische Opernsängerin
- 1939ː Jacqueline de Jong, niederländische Künstlerin
- 1939: Wolfgang Kilian, deutscher Rechtswissenschaftler
- 1939: Heino Kleiminger, deutscher Fußballspieler und -trainer
- 1939: Luise Mirsch, Musikproduzentin, Musikredakteurin und Rundfunkmoderatorin

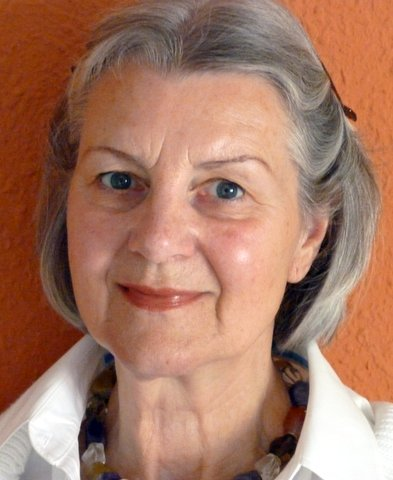
Monika von Starck (* 1939)

- 1939: Monika von Starck, deutsche Künstlerin
- 1940: Sigrid Deger-Jalkotzy, österreichische Klassische Archäologin und Althistorikerin
- 1940: Edda Huther, deutsche Juristin, Richterin und Gerichtspräsidentin
- 1940: Tõnis Käo, estnisch-deutscher Industriedesigner

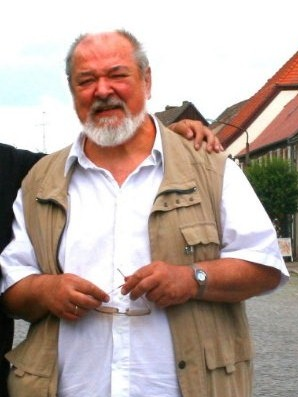
Hans Kratzert (* 1940)

- 1940: Hans Kratzert, deutscher Filmregisseur und Drehbuchautor
- 1940: Marijke Merckens, niederländische Schauspielerin und Sängerin
- 1941: Vilmoș Gheorghe, rumänischer Biathlet
- 1941: Marei Obladen, deutsche Hörspielautorin und Rezensentin
- 1941: Michael Scharang, österreichischer Schriftsteller

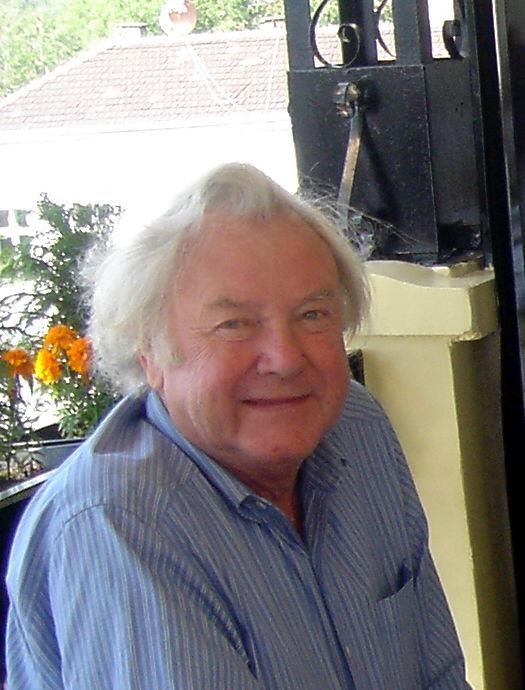
Alan Watson (* 1941)

- 1941: Alan Watson, britischer Politiker, Moderator und Werbefachmann
- 1942: Marie Chaix, französisch-US-amerikanische Schriftstellerin
- 1942: Nancy Holland, kanadische Skirennläuferin
- 1943: Neil Bogart, US-amerikanischer Manager und Plattenproduzent
- 1943: Blythe Danner, US-amerikanische Schauspielerin
- 1943: Helga Meusinger, deutsche Rennrodlerin
- 1944: Gunter Armonat, deutscher Politiker
- 1944: Helma Fehrmann, deutsche Schauspielerin, Theaterpädagogin, Theaterregisseurin und Dramatikerin
- 1944: María Luisa Puga, mexikanische Schriftstellerin
- 1945: Willeke Alberti, niederländische Sängerin und Fernsehschauspielerin
- 1945: Hideo Kanaya, japanischer Motorradrennfahrer
- 1945: Bob Stewart, US-amerikanischer Jazzmusiker

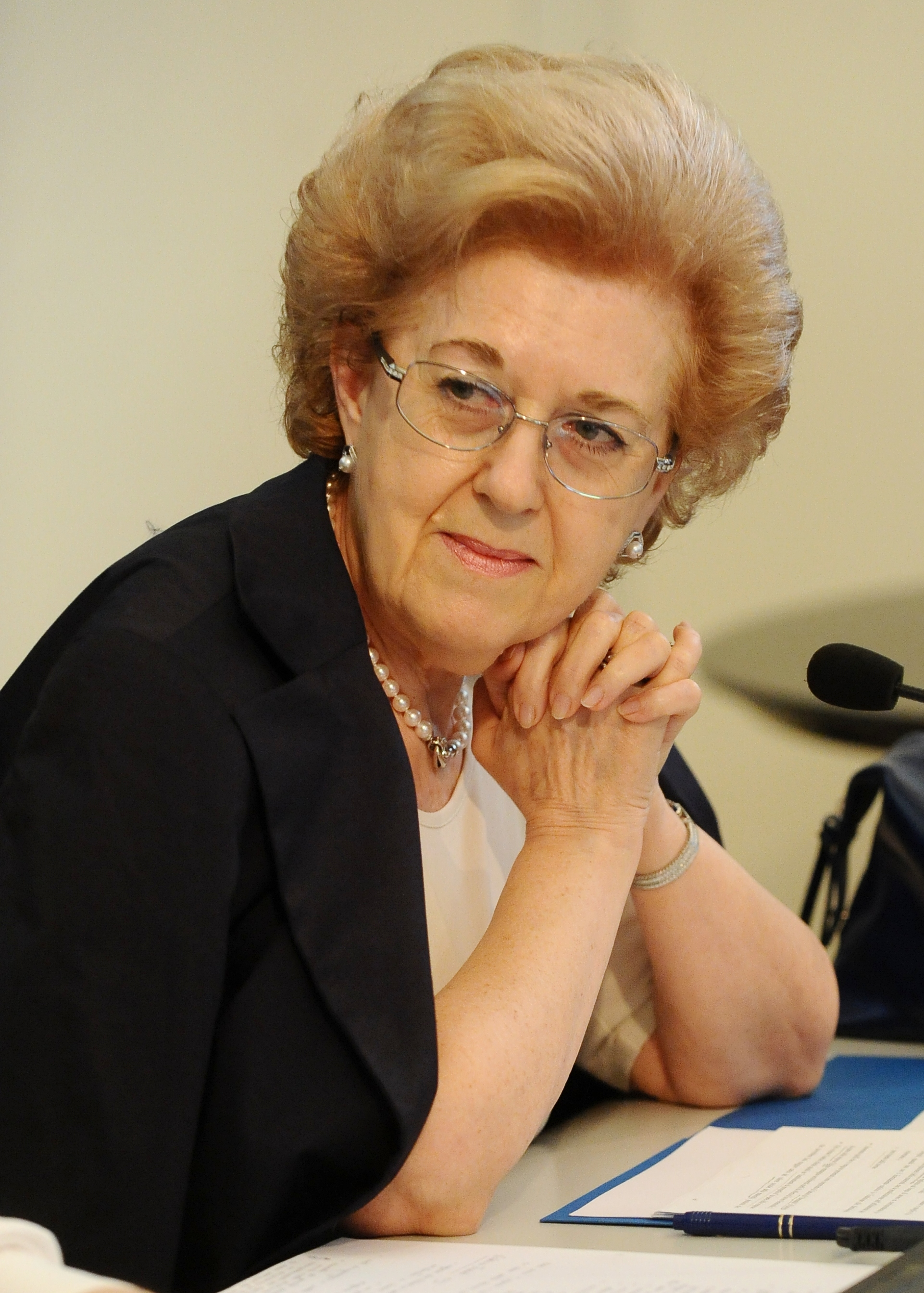
Anna Maria Tarantola (* 1945)

- 1945: Anna Maria Tarantola, italienische Managerin
- 1945: Dilek Türker, türkische Schauspielerin, Regisseurin und Theaterleiterin
- 1945: Philip Waruinge, kenianischer Boxer
- 1946: Bruno Kneubühler, Schweizer Motorradrennfahrer
- 1946: Elisabeth Pittermann, österreichische Politikerin und Ärztin

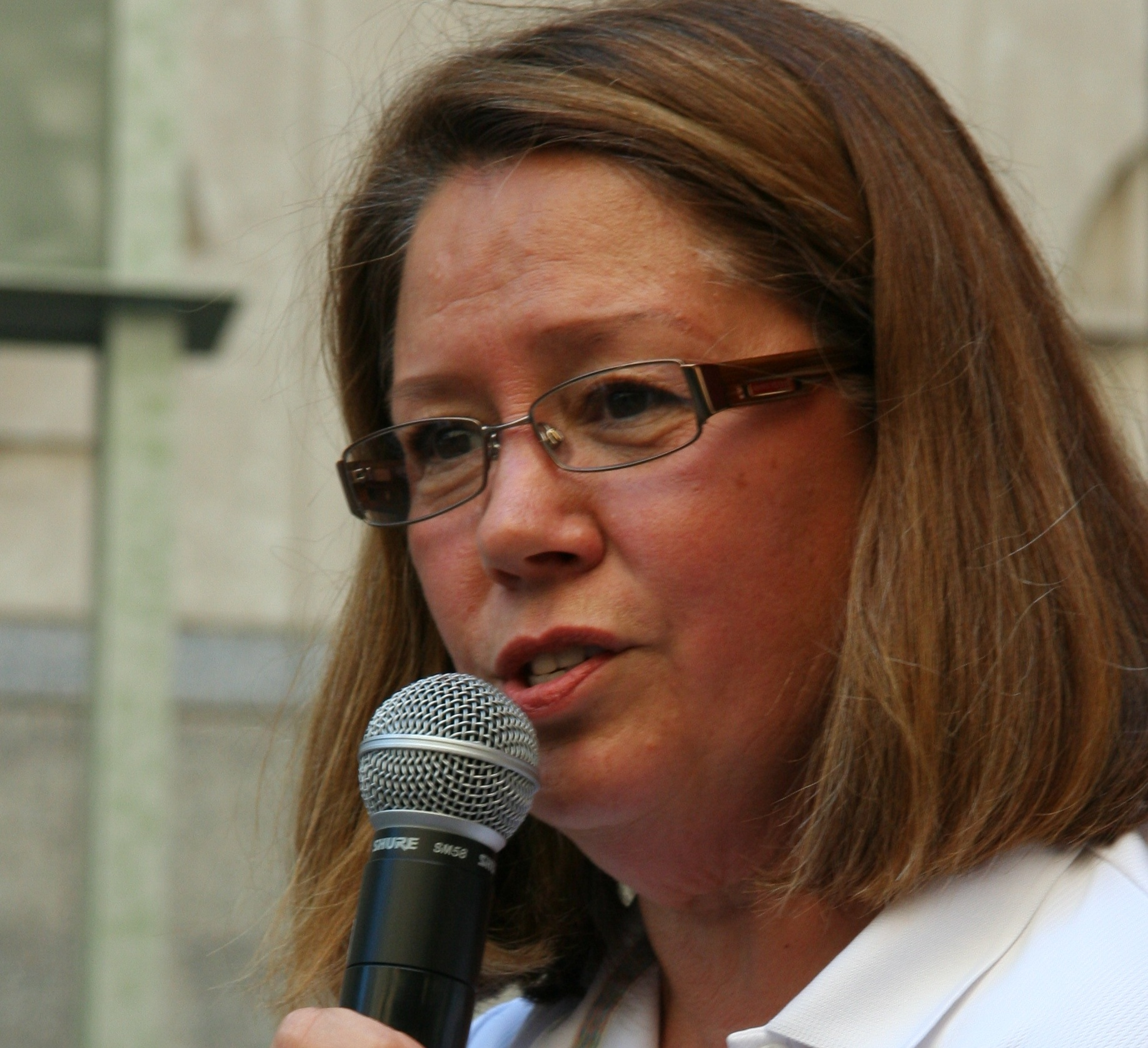
Yvonne Prettner Solon (* 1946)

- 1946: Yvonne Prettner Solon, US-amerikanische Politikerin
- 1946: Vreni Schawalder, Schweizer Politikerin
- 1946: Stan Webb, britischer Gitarrist

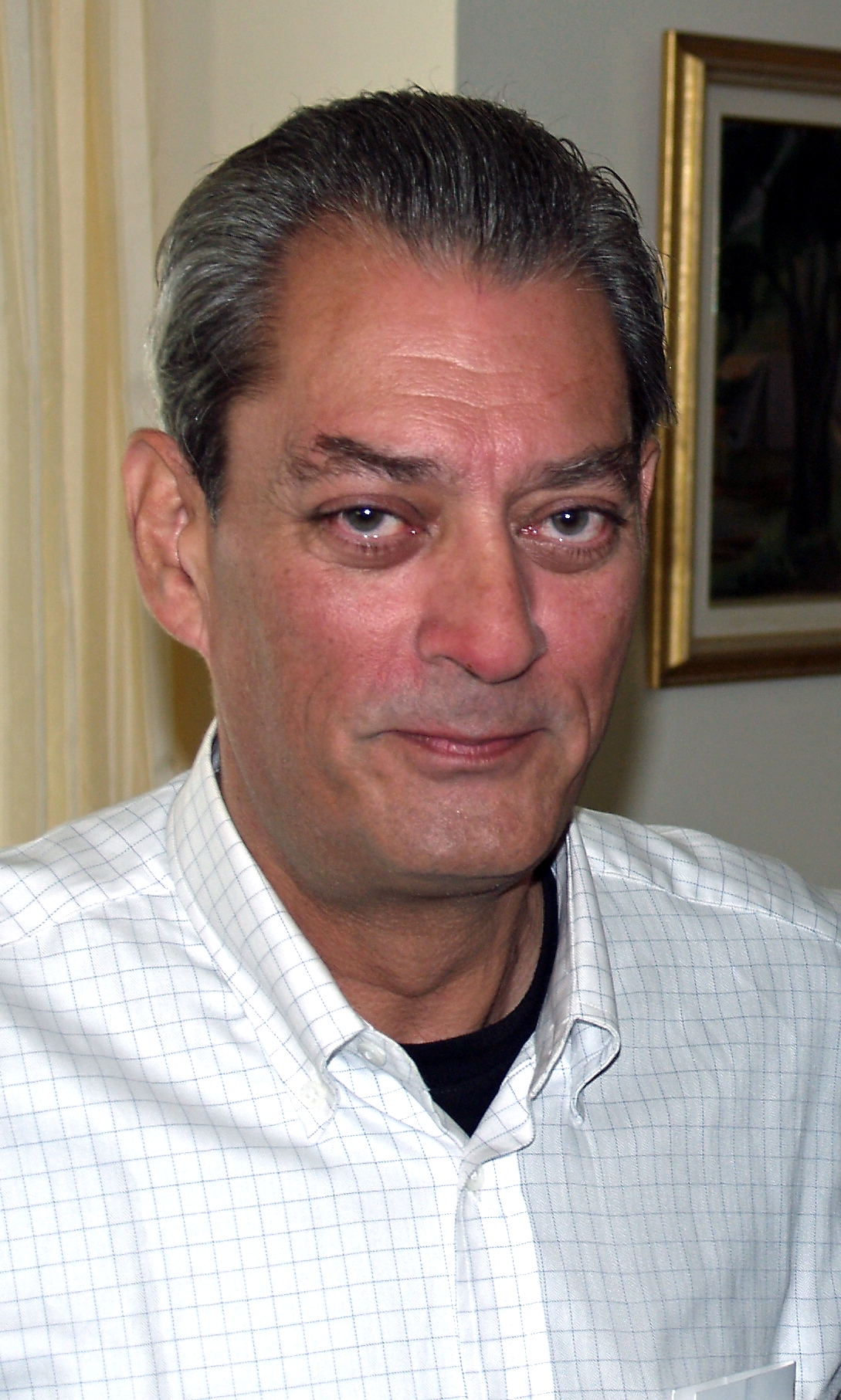
Paul Auster (* 1947)

- 1947: Paul Auster, US-amerikanischer Schriftsteller, Regisseur, Kritiker, Übersetzer und Herausgeber
- 1947: Dave Davies, britischer Musiker
- 1947: Monica Gruber, österreichische Schauspielerin und Synchronsprecherin
- 1947: Georg Jarzembowski, deutscher Jurist und Politiker, MdL, MdEP
- 1947: Stephen McHattie, kanadischer Schauspieler
- 1947: Melanie Safka, US-amerikanische Sängerin
- 1947: Asmus Tietchens, deutscher Komponist
- 1947: Emil Paul Tscherrig Schweizer Erzbischof, Diplomat und Kardinal

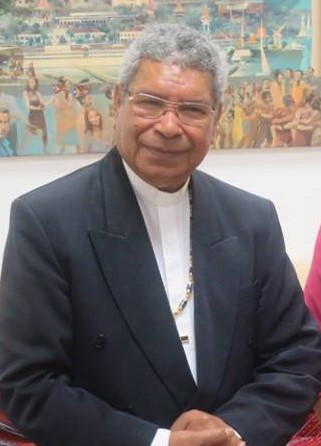
Carlos Filipe Ximenes Belo (* 1948)

- 1948: Carlos Filipe Ximenes Belo, osttimorischer Bischof, Nobelpreisträger
- 1948: János Drapál, ungarischer Motorradrennfahrer
- 1948: Henning Mankell, schwedischer Theaterregisseur, -intendant und Schriftsteller
- 1948: Gennadi Anatoljewitsch Moissejew, sowjetischer Motocrossfahrer
- 1948: Margherita Zander, Politikwissenschaftlerin
- 1949: Oscar Benton, niederländischer Sänger
- 1949: Richard Jones, britischer Automobilrennfahrer
- 1949: Hennie Kuiper, niederländischer Radrennfahrer
- 1949: Sonia Pilcer, US-amerikanische Schriftstellerin
- 1949: Käthi Wälchli, Schweizer Politikerin
- 1950: Morgan Fairchild, US-amerikanische Schauspielerin
- 1950: Markku Aro, finnischer Schlagersänger
- 1950: Pamela Franklin, britische Schauspielerin
- 1950: María Jiménez, spanische Sängerin
- 1950: Christian Martin, deutscher Dramatiker, Hörspiel- und Märchenautor
- 1950: Katrin Martin, deutsche Schauspielerin

#### 1951–1975
- 1951: Arsène Auguste, haitianischer Fußballverteidiger
- 1951: Pawel Christow, bulgarischer Ringer
- 1951: Blaise Compaoré, Präsident von Burkina Faso
- 1951: Byron Erickson, US-amerikanischer Redakteur und Autor in der Comic-Branche
- 1951: Mäddel Fuchs, Schweizer Fotograf
- 1951: Geoffrey Horrocks, britischer Sprachwissenschaftler
- 1951: Willy Ketzer, deutscher Jazz-Schlagzeuger und Bandleader
- 1951: Wolfgang Kuhoff, deutscher Althistoriker
- 1951: Hanne Kulessa, deutsche Autorin, Journalistin und Hörfunkmoderatorin
- 1951: Roland Paul, deutscher Historiker und Volkskundler
- 1952: Jack Fields, US-amerikanischer Politiker
- 1952: Beatrice Jann, Schweizer Politikerin
- 1952: Andrei Makejew, sowjetischer Basketballspieler
- 1952: Gerhard Staguhn, deutscher Journalist und Schriftsteller
- 1953: Bojan Prašnikar, slowenischer Fußballtrainer
- 1953: Ferdinand Schmatz, österreichischer Schriftsteller
- 1953: Tamara Thierbach, deutsche Politikerin
- 1953: Ron Williamson, US-amerikanischer Baseballspieler
- 1954: Irmgard Lukasser, österreichische Skirennläuferin
- 1954: Roman Reusch, deutscher Jurist und Politiker
- 1955: Adelina Oprean, rumänische Violinistin
- 1955: Bruno Pezzey, österreichischer Fußballspieler
- 1956: Christiane Kieburg, deutsche Judoka
- 1956: Nathan Lane, US-amerikanischer Musical- und Filmschauspieler
- 1956: Lee Ranaldo, US-amerikanischer Gitarrist und Sänger
- 1956: Rainer Wittkamp, deutscher Schriftsteller und Regisseur
- 1957: Ulrich Karger, deutscher Schriftsteller und Religionslehrer
- 1957: Guy Martin, französischer Drei-Sterne-Koch
- 1957: Hiroko Kuniya, japanische Nachrichtensprecherin und Journalistin

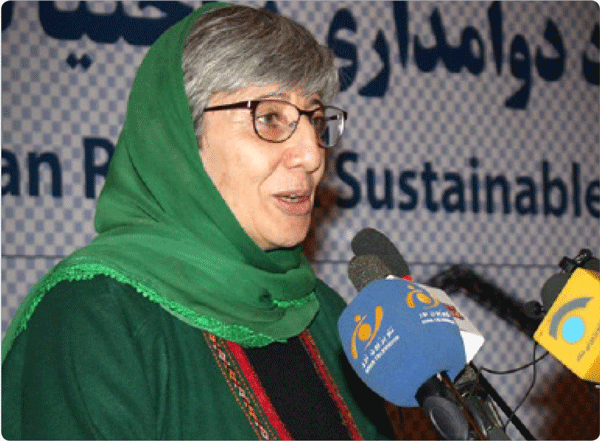
Sima Samar (* 1957)

- 1957: Sima Samar, afghanische Ärztin und Politikerin

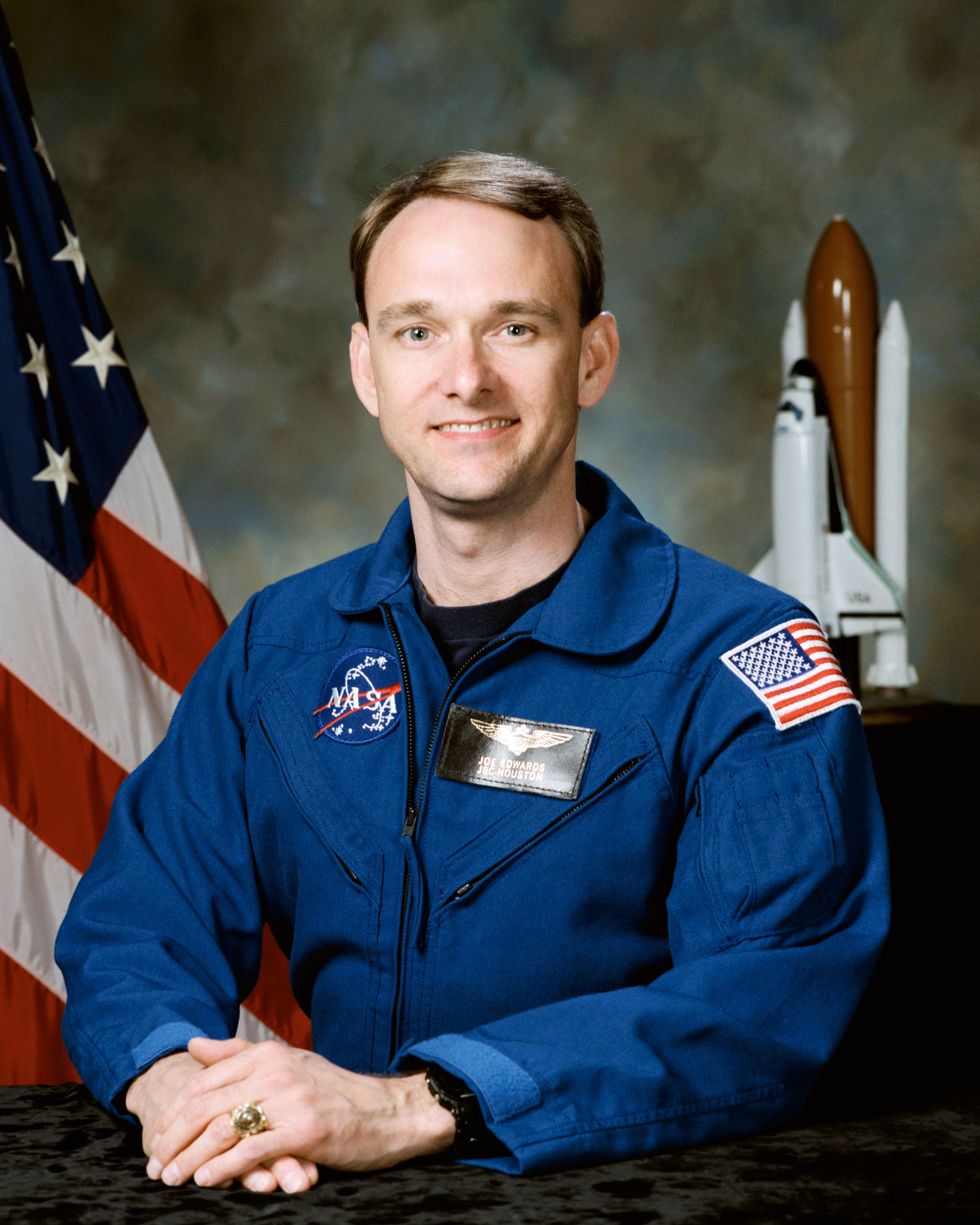
Joe F. Edwards (* 1958)

- 1958: Joe F. Edwards, US-amerikanischer Astronaut
- 1958: Krzysztof Fikiel, polnischer Basketballspieler
- 1958: Nikolai von Koslowski, deutscher Hörfunkregisseur und -journalist
- 1958: N. Gregory Mankiw, US-amerikanischer Ökonom
- 1958: Dietmar Rieth, deutscher Politiker
- 1958: Piotr Sobociński, polnischer Kameramann
- 1958: Gisela Walsken, deutsche Politikerin
- 1958: Ulrike Wall, österreichische Politikerin
- 1959: Fabián Bielinsky, argentinischer Regisseur
- 1959: Fredric Lehne, US-amerikanischer Schauspieler
- 1959: Ferzan Özpetek, italienischer Film- und Opernregisseur sowie Drehbuchautor
- 1959: Rob Wittman, US-amerikanischer Politiker

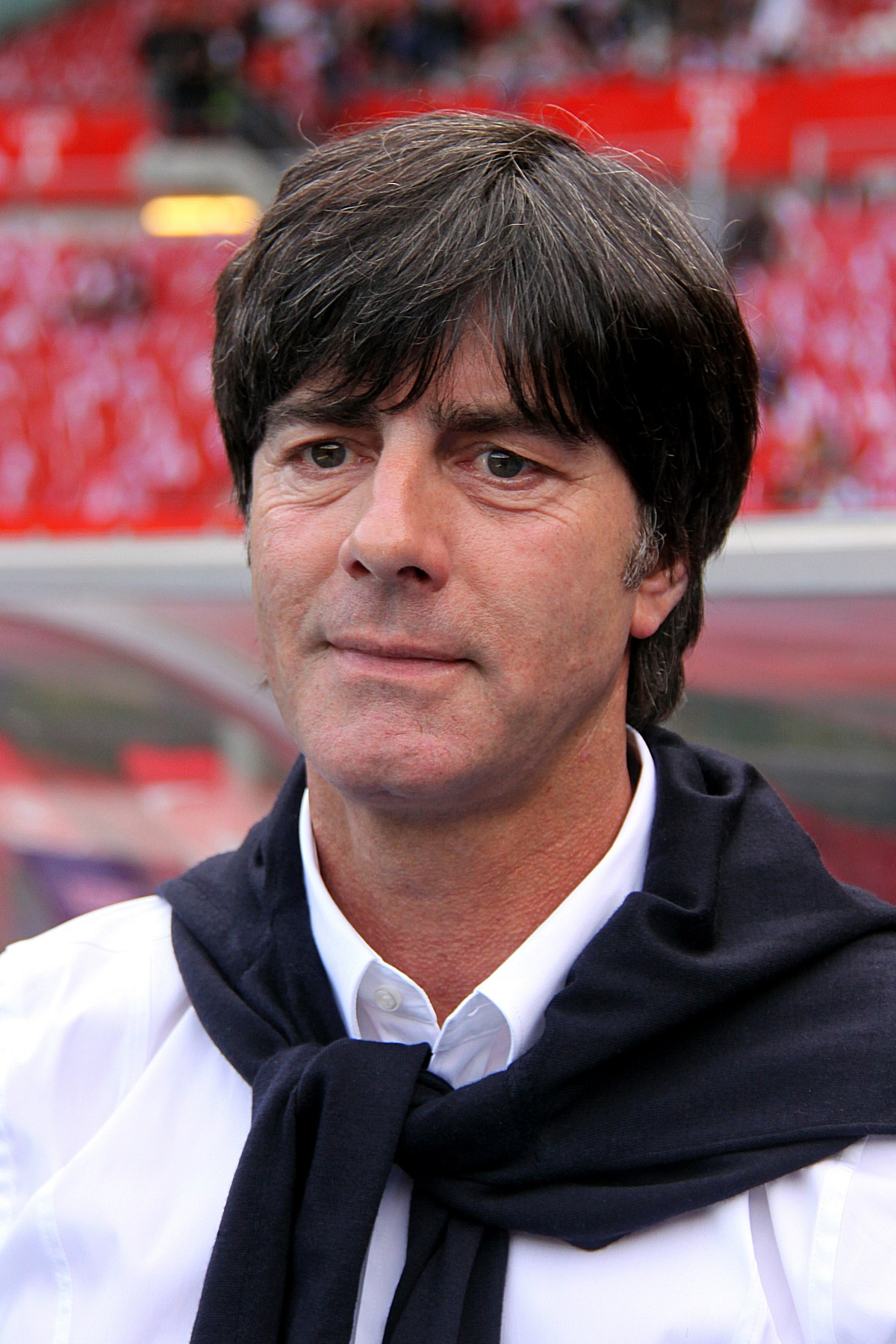
Joachim Löw (* 1960)

- 1960: Joachim Löw, deutscher Fußballspieler, Vereins- und Bundestrainer
- 1960: Mariella Nava, italienische Sängerin und Liedermacherin
- 1960: Luzia Sutter Rehmann, Schweizer Theologin
- 1961: Jay Adams, US-amerikanischer Profiskateboarder
- 1961: Scott Dumbrell, australischer Bogenschütze

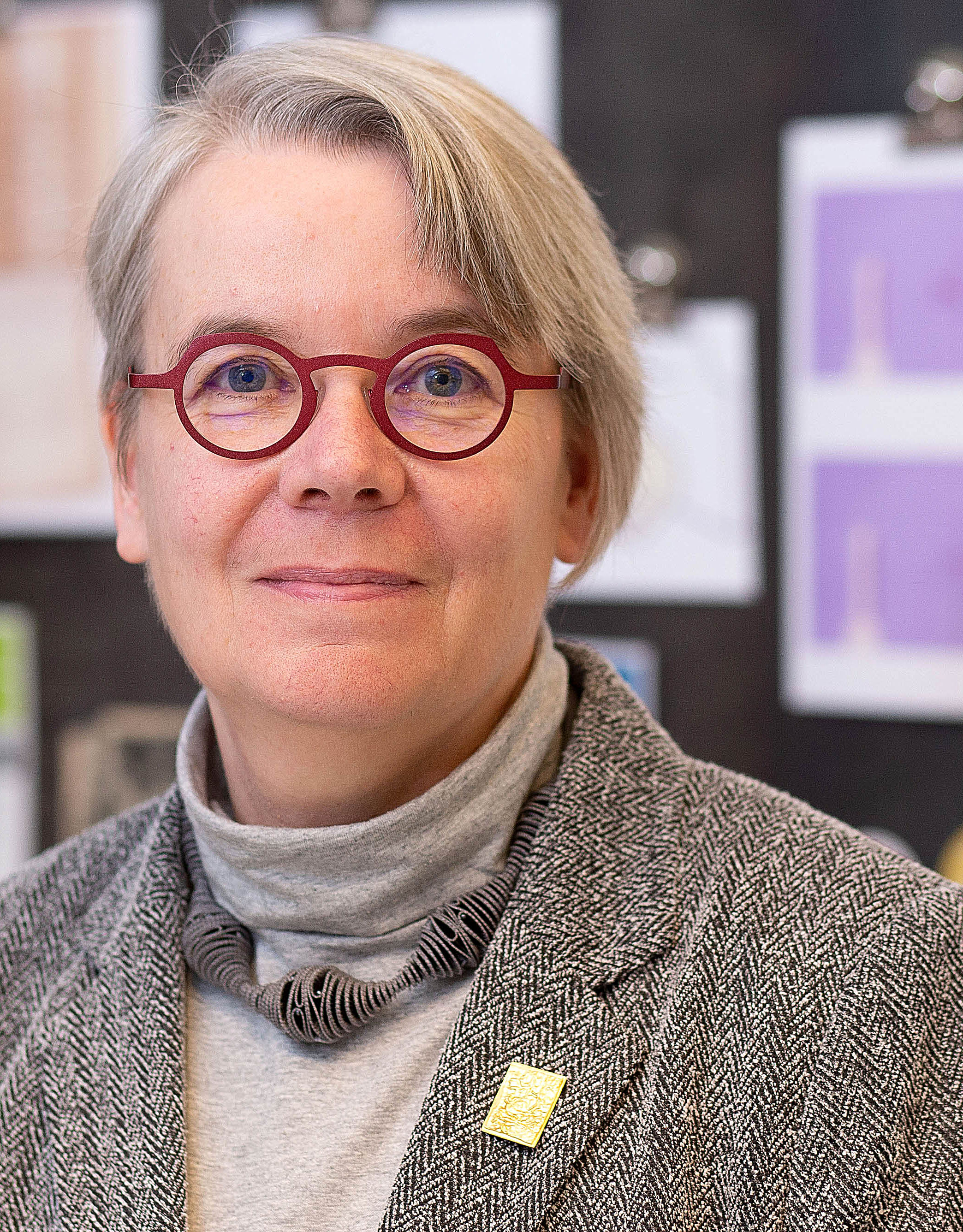
Bettina Wischhöfer (* 1961)

- 1961: Bettina Wischhöfer, deutsche Archivarin und Historikerin
- 1962: Sabine Dabringhaus, deutsche Historikerin
- 1962: Renate Seitner, österreichische Politikerin und Lehrerin
- 1963: Jørn Andersen, norwegischer Fußballspieler
- 1963: Isabella Lövin, schwedische Politikerin
- 1963: Lucia Ronchetti, italienische Komponistin
- 1963: Insa Sjurts, deutsche Wirtschaftswissenschaftlerin
- 1964: Matraca Berg, US-amerikanische Countrysängerin
- 1964: Laird Hamilton, US-amerikanischer Surfer
- 1964: Søren Malling, dänischer Schauspieler
- 1964: Corinne Masiero, französische Schauspielerin

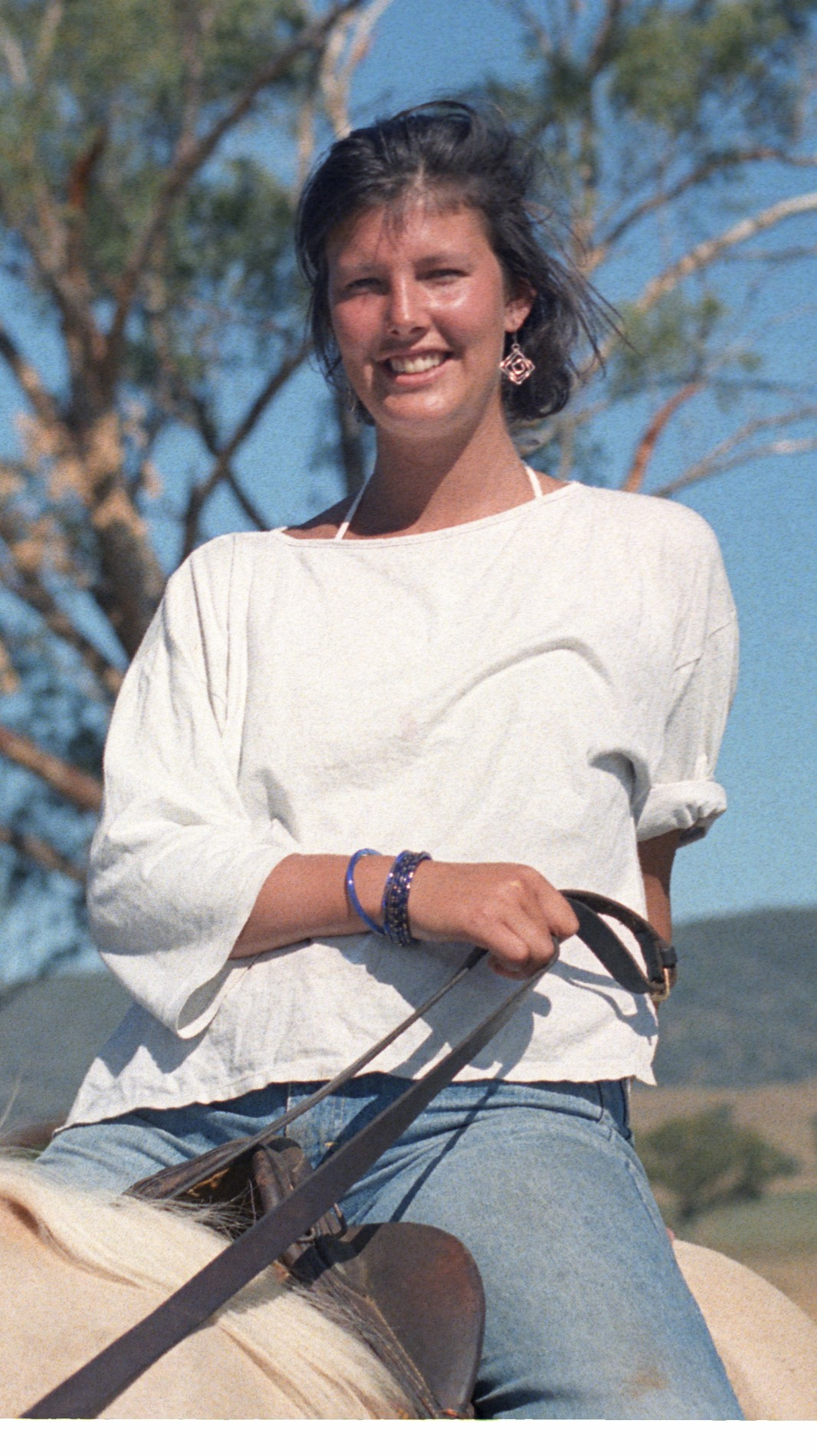
Emma McCune (* 1964)

- 1964: Emma McCune, britische Entwicklungshelferin
- 1964: Michael Rummenigge, deutscher Fußballspieler
- 1964: Nadine Wittig, deutsche Kostümbildnerin
- 1965: Ingo Haar, deutscher Historiker
- 1965: Jussi Hanhimäki, finnischer Historiker
- 1965: Erwin Keeve, deutscher Ingenieur, Informatiker und Hochschullehrer
- 1965: Kathleen Kinmont, US-amerikanische Schauspielerin
- 1965: Terje Langli, norwegischer Skilangläufer
- 1965: Luboš Lom, tschechischer Radrennfahrer
- 1965: Marjo Matikainen-Kallström, finnische Skilangläuferin und Politikerin
- 1965: Dirk Müller, deutscher Hörspielsprecher, Synchronsprecher und -regisseur
- 1965: Klaus Sulzenbacher, österreichischer Nordischer Kombinierer
- 1965: Maura Tierney, US-amerikanische Schauspielerin
- 1966: Athina Lexutt, deutsche Kirchenhistorikerin
- 1966: Duncan MacPherson, kanadischer Eishockeyspieler
- 1966: Ron Ringguth, deutscher Reporter, Kommentator, Spielzeug-Erfinder und Unternehmer

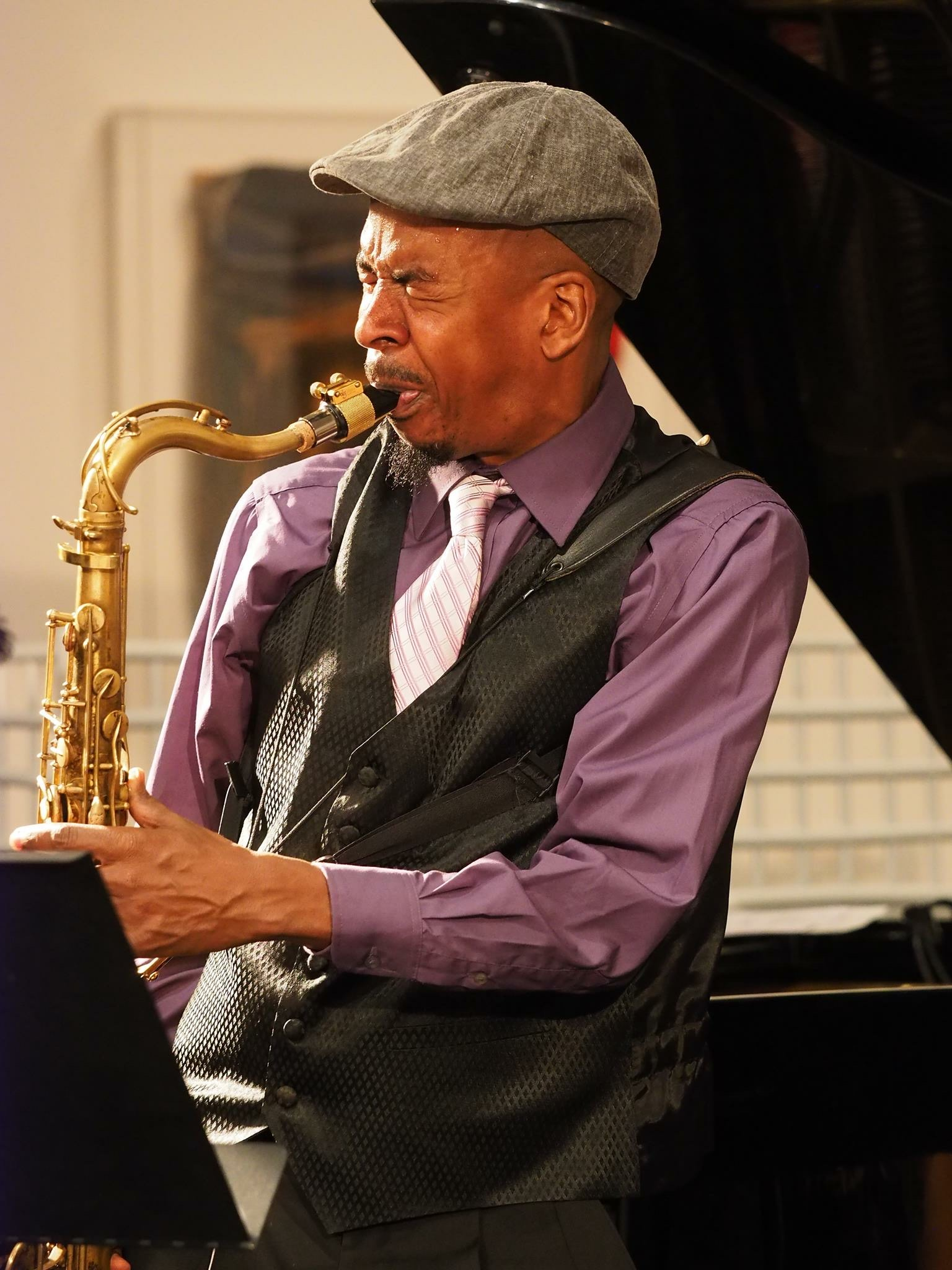
Gregory Tardy (* 1966)

- 1966: Gregory Tardy, US-amerikanischer Jazz-Musiker
- 1967: Corinne Erhel, französische Politikerin
- 1967: Gisle Kverndokk, norwegischer Komponist
- 1967: Martin Paas, deutscher Puppenspieler
- 1967: Mixu Paatelainen, finnischer Fußballspieler
- 1967: Aurelio Vidmar, australischer Fußballspieler und -trainer
- 1968: Mary Onyali-Omagbemi, nigerianische Sprinterin
- 1968: Irina Eduardowna Permitina, russische Marathonläuferin
- 1968: Marlis Petersen, deutsche Opern-, Lied- und Konzertsängerin
- 1969: Karin Bachner, österreichische Jazzmusikerin
- 1969: Jean-Pierre Bohard, französischer Nordischer Kombinierer
- 1969: Fernanda Borges, osttimoresische Politikerin und Parteigründerin
- 1969: Patrick Cramer, deutscher Chemiker und Strukturbiologe
- 1969: Ulrike Nittmann, österreichische Politikerin
- 1969: Elisabeth Scharang, österreichische Regisseurin, Drehbuchautorin und Moderatorin
- 1969: Julija Wiktorowna Djomina, russische Schachspielerin

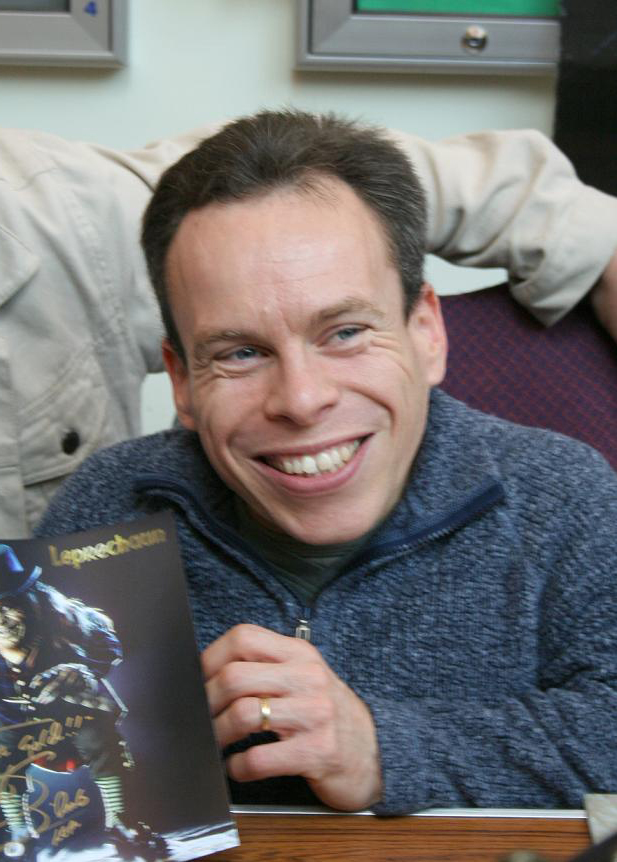
Warwick Davis (* 1970)

- 1970: Warwick Davis, britischer Schauspieler
- 1970: Sabine Ginther, österreichische Skirennläuferin
- 1970: Tom Graves, US-amerikanischer Politiker
- 1970: Steffen Karl, deutscher Fußballspieler
- 1970: Richie Kotzen, US-amerikanischer Gitarrist
- 1970: Neal Miner, US-amerikanischer Jazzmusiker
- 1970: Jason Muzzatti, italo-kanadischer Eishockeytorwart und -trainer
- 1970: Katja Petrowskaja, ukrainisch-deutsche Schriftstellerin
- 1970: Henning Schmidtke, deutscher Kabarettist, Musiker und Autor
- 1970: Robert Schuster, deutscher Regisseur und Hochschullehrer
- 1971: Cecilia Isabel Chacón de Vettori, peruanische Unternehmerin und Politikerin
- 1971: Andreas Daams, deutscher Komponist und Schriftsteller
- 1971: Elisa Donovan, US-amerikanische Schauspielerin
- 1971: Sarah Kane, britische Schriftstellerin und Regisseurin
- 1971: Mihamm Kim-Rauchholz, koreanische Theologin

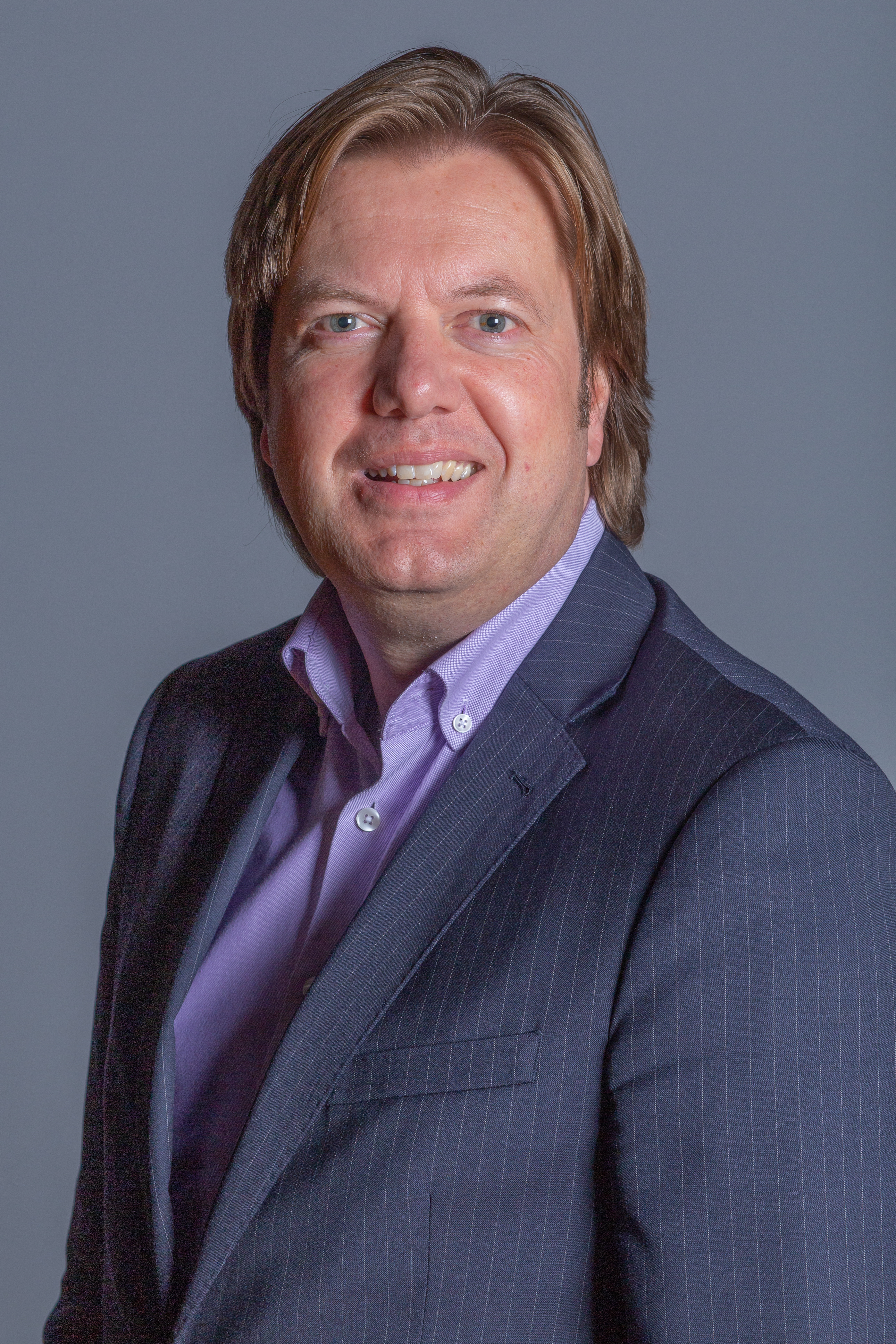
Jens P. Meyer (* 1971)

- 1971: Jens P. Meyer, deutscher Politiker
- 1971: Lars Pape, deutscher Schauspieler und Regisseur

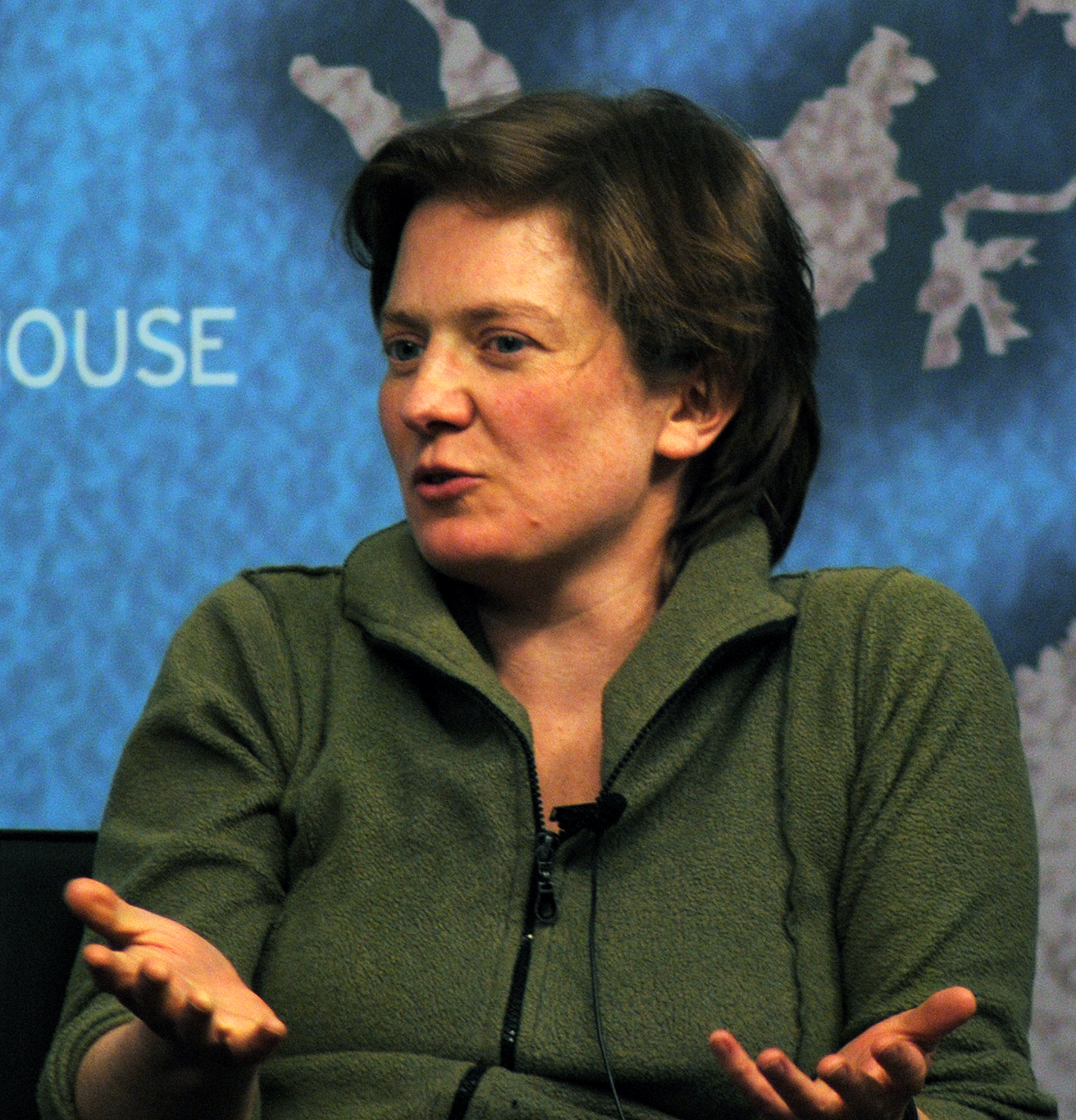
Franny Armstrong (* 1972)

- 1972: Franny Armstrong, britische Dokumentarfilmerin und Umweltschutzaktivistin
- 1972: Canan Kaftancioglu, türkische Ärztin und Politikerin
- 1972: Georg Koch, deutscher Fußballspieler

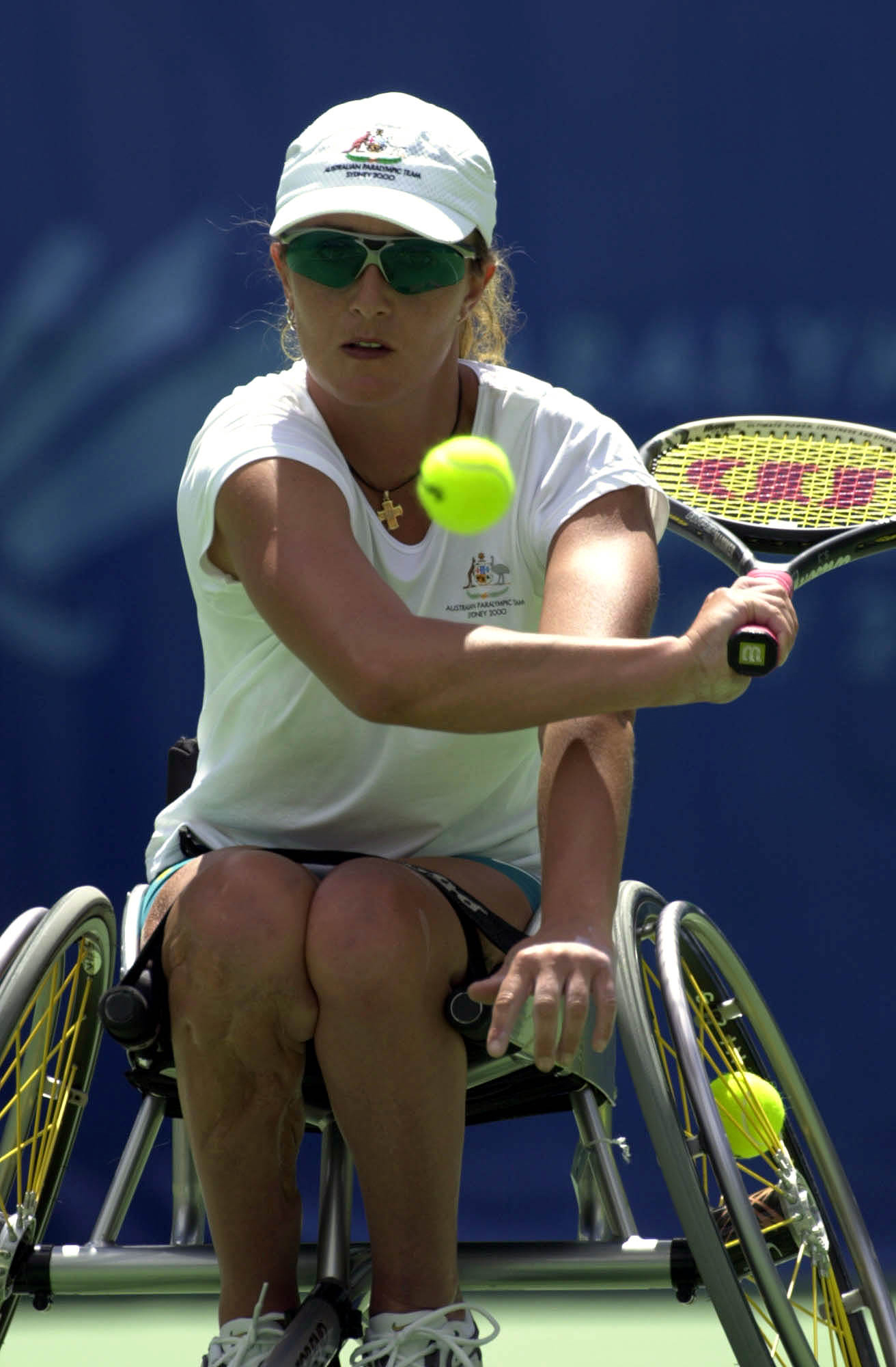
Branka Pupovac (* 1972)

- 1972: Branka Pupovac, australische Rollstuhltennisspielerin
- 1972: Justine Seewald, deutsche Hörspielsprecherin
- 1972: Hanne Staff, norwegische Orientierungsläuferin
- 1972: Lúcia Taeki, osttimoresische Politikerin
- 1973: Megan McCafferty, US-amerikanische Schriftstellerin für Jugendliteratur
- 1973: Tarık Ongun, türkischer Fußballschiedsrichterassistent
- 1973: Christina Pernice, deutsche Juristin
- 1973: Timuçin Şahin, türkischer Jazzgitarrist
- 1973: Mike Schubert, deutscher Ökonom und Kommunalpolitiker
- 1973: Charles Shufford, US-amerikanischer Schwergewichtsboxer

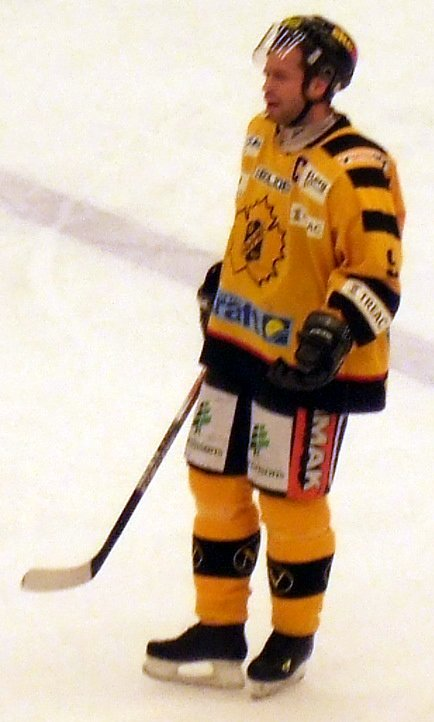
Magnus Wernblom (* 1973)

- 1973: Magnus Wernblom, schwedischer Eishockeyspieler
- 1974: Magnus Beite, norwegischer Komponist

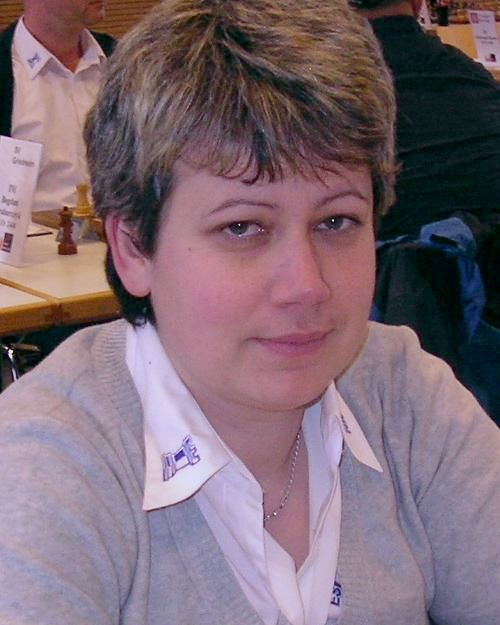
Tatiana Melamed (* 1974)

- 1974: Tatiana Melamed, ukrainisch-deutsche Schachspielerin
- 1974: Ayanna Pressley, US-amerikanische Politikerin
- 1974: Jason Ricci, US-amerikanischer Harmonikaspieler und Sänger
- 1974: Florian Rousseau, französischer Radrennfahrer
- 1974: Antje Wagner, deutsche Schriftstellerin
- 1975: Terry Chen, kanadischer Film- und Fernsehschauspieler
- 1975: Harro Füllgrabe, deutscher Redakteur und Moderator
- 1975: Ulrike Hölzl, österreichische Snowboarderin
- 1975: Yoel Mariño, kubanischer Straßenradrennfahrer
- 1975: Markus Schulz, deutscher DJ und Musikproduzent

#### 1976–2000
- 1976: Stéphane Antiga, französischer Volleyballspieler und -trainer
- 1976: Tijana Dapčević, mazedonische Pop-Sängerin

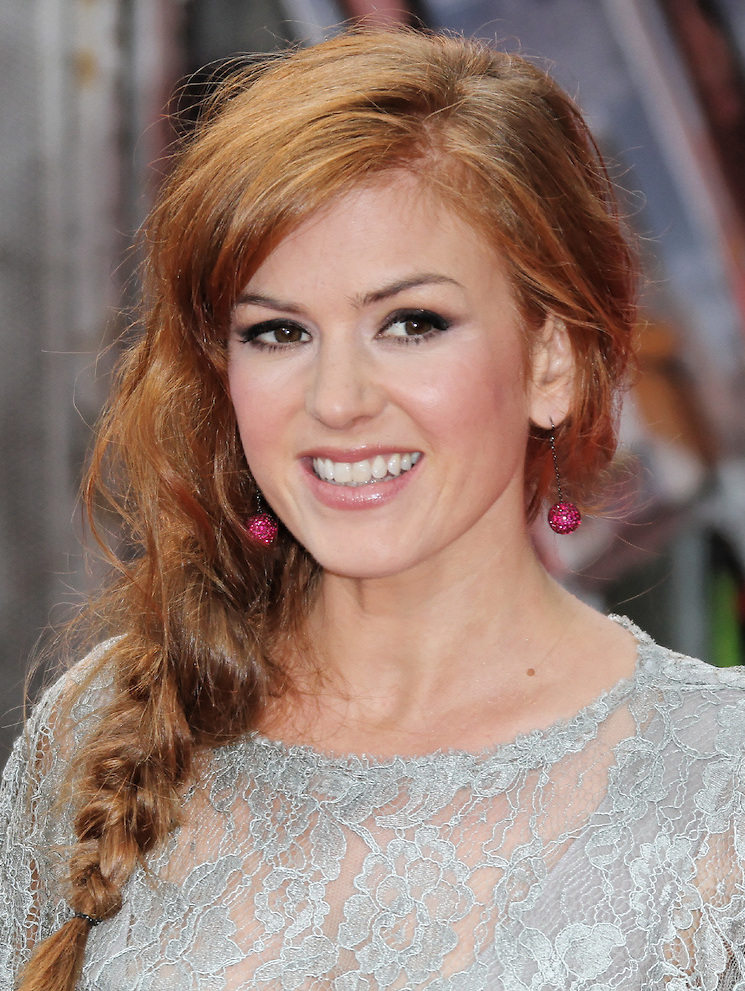
Isla Fisher (* 1976)

- 1976: Isla Fisher, australische Schauspielerin und Autorin

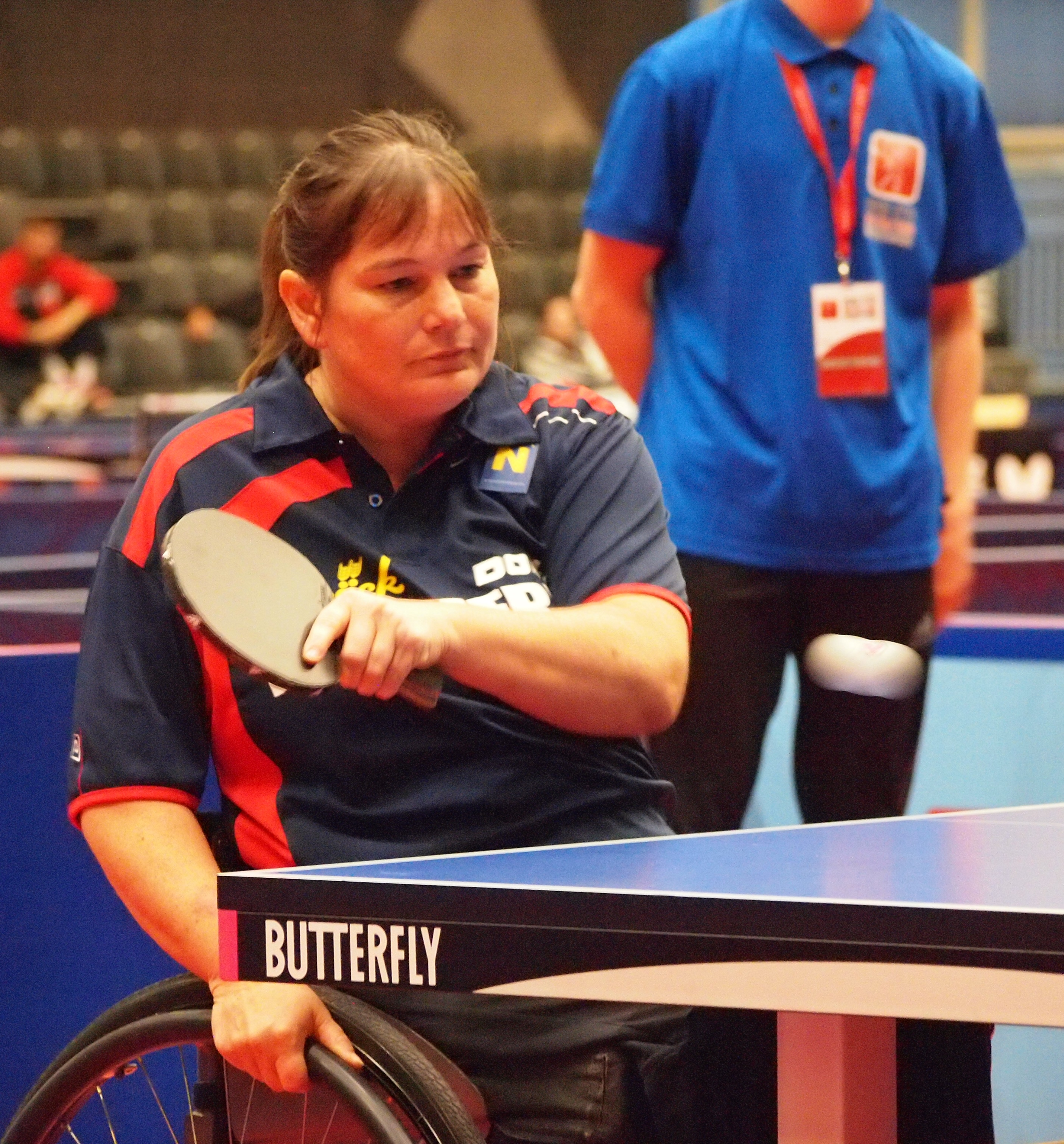
Doris Mader (* 1976)

- 1976: Doris Mader, österreichische Tischtennisspielerin
- 1977: ACO, japanische Sängerin
- 1977: Petr Baxant, österreichischer Politiker
- 1977: Tamara Crow, US-amerikanische Synchronschwimmerin

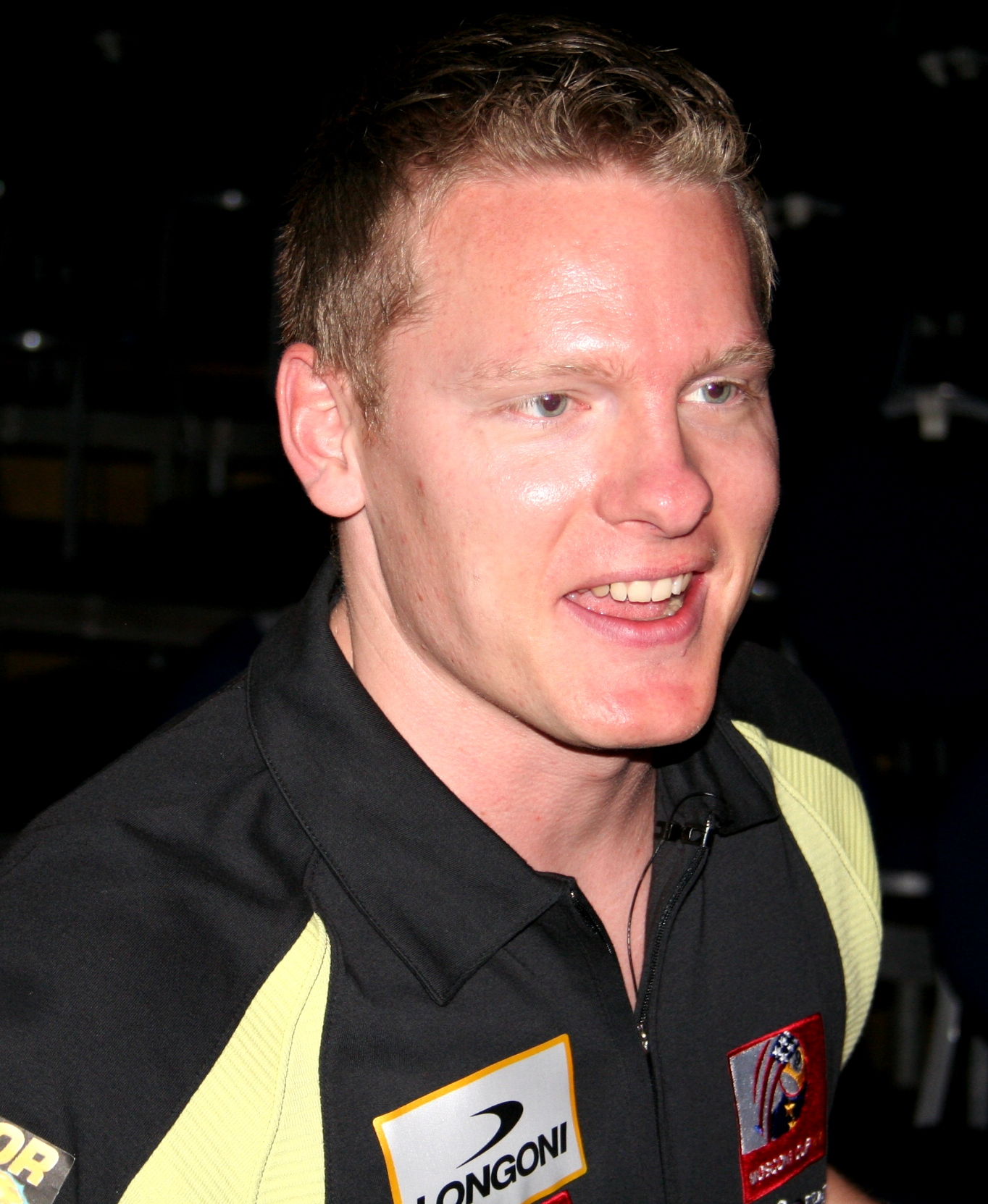
Niels Feijen (* 1977)

- 1977: Niels Feijen, niederländischer Poolbillardspieler.
- 1977: Pierre Kiwitt, deutsch-französischer Schauspieler
- 1977: Daddy Yankee, puerto-ricanischer Reggaetón-Künstler
- 1977: Maitland Ward, US-amerikanische Schauspielerin
- 1977: Boris Weirauch, deutscher Politiker
- 1977: Carlos Parra, US-amerikanischer Fußballspieler und -nachwuchstrainer
- 1978: Markus Appelmann, deutscher Fernseh- und Hörfunkmoderator
- 1978: Inga Birkenfeld, deutsche Schauspielerin
- 1978: Joan Capdevila, spanischer Fußballspieler

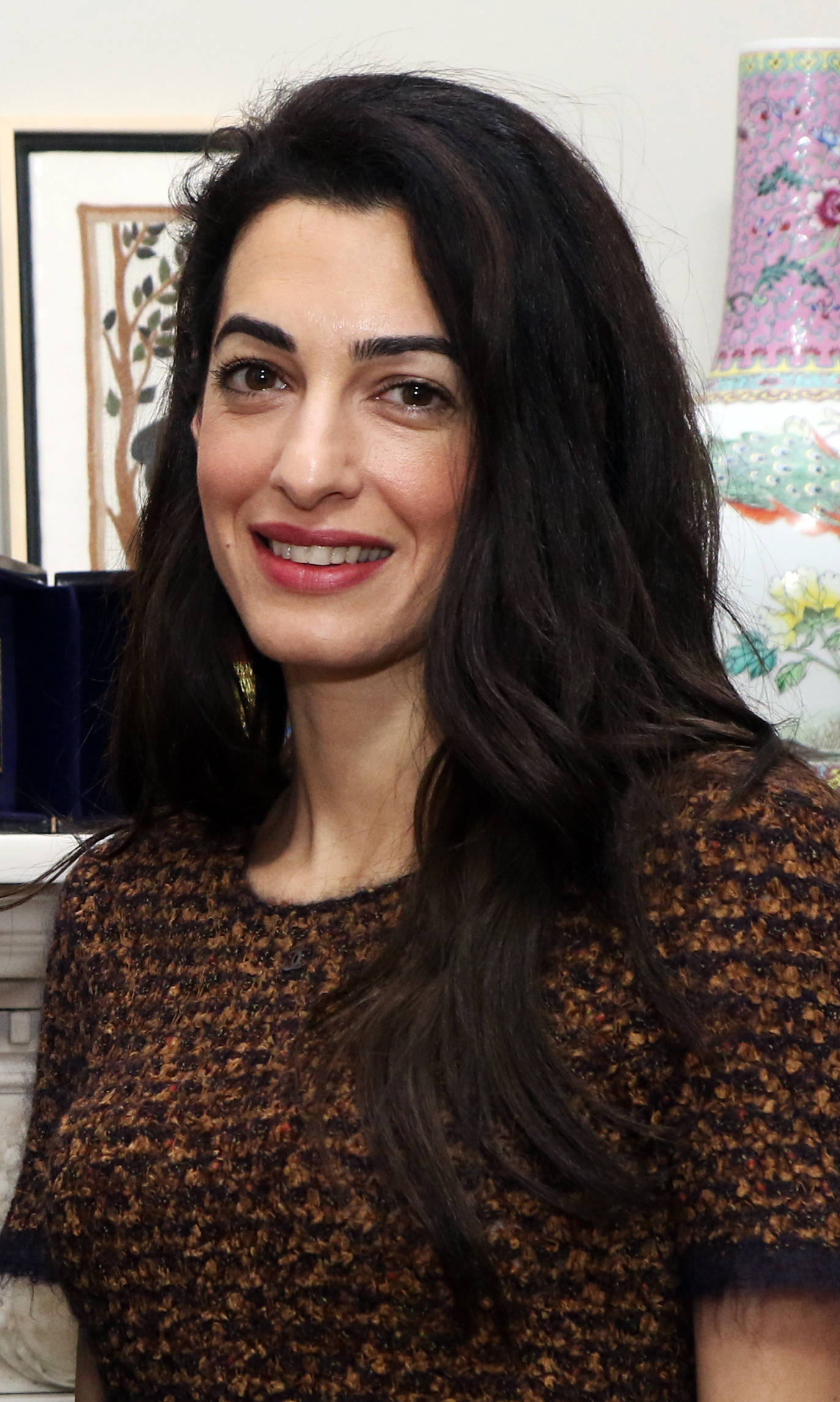
Amal Clooney (* 1978)

- 1978: Amal Clooney, britisch-libanesische Juristin
- 1978: Beat Hefti, Schweizer Bobsportler
- 1978: Lars Troels Jørgensen, dänischer Handballspieler
- 1978: Tanja Nijmeijer, Niederländerin, die sich der Guerilla-Organisation FARC anschloss
- 1978: Claudia Skopal, österreichische Schriftstellerin und Schauspielerin
- 1978: Liv Strömquist, schwedische Comiczeichnerin und Radiomoderatorin
- 1978: Kelly Sullivan, US-amerikanische Schauspielerin
- 1979: Becca Fitzpatrick, US-amerikanische Autorin
- 1979: Costa Ronin, australisch-russischer Schauspieler
- 1979: Christine Schaffner, Schweizer Mountainbike-Orientierungsfahrerin
- 1979: Marie Zielcke, deutsche Schauspielerin
- 1980: Markus Esser, deutscher Leichtathlet
- 1980: Ezkimo, finnischer Rapper

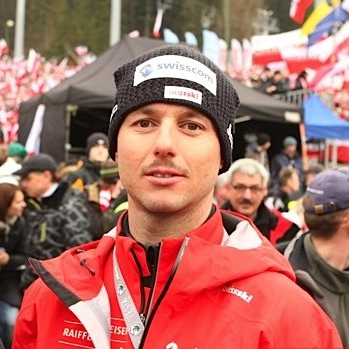
Martin Künzle (* 1980)

- 1980: Martin Künzle, Skispringer und Skisprungtrainer
- 1980: Robert-Martin Montag, deutscher Politiker
- 1980: Davide Moscardelli, italienischer Fußballspieler
- 1981: Robert Marien, deutscher Fußballfunktionär
- 1981: Guri Melby, norwegische Politikerin

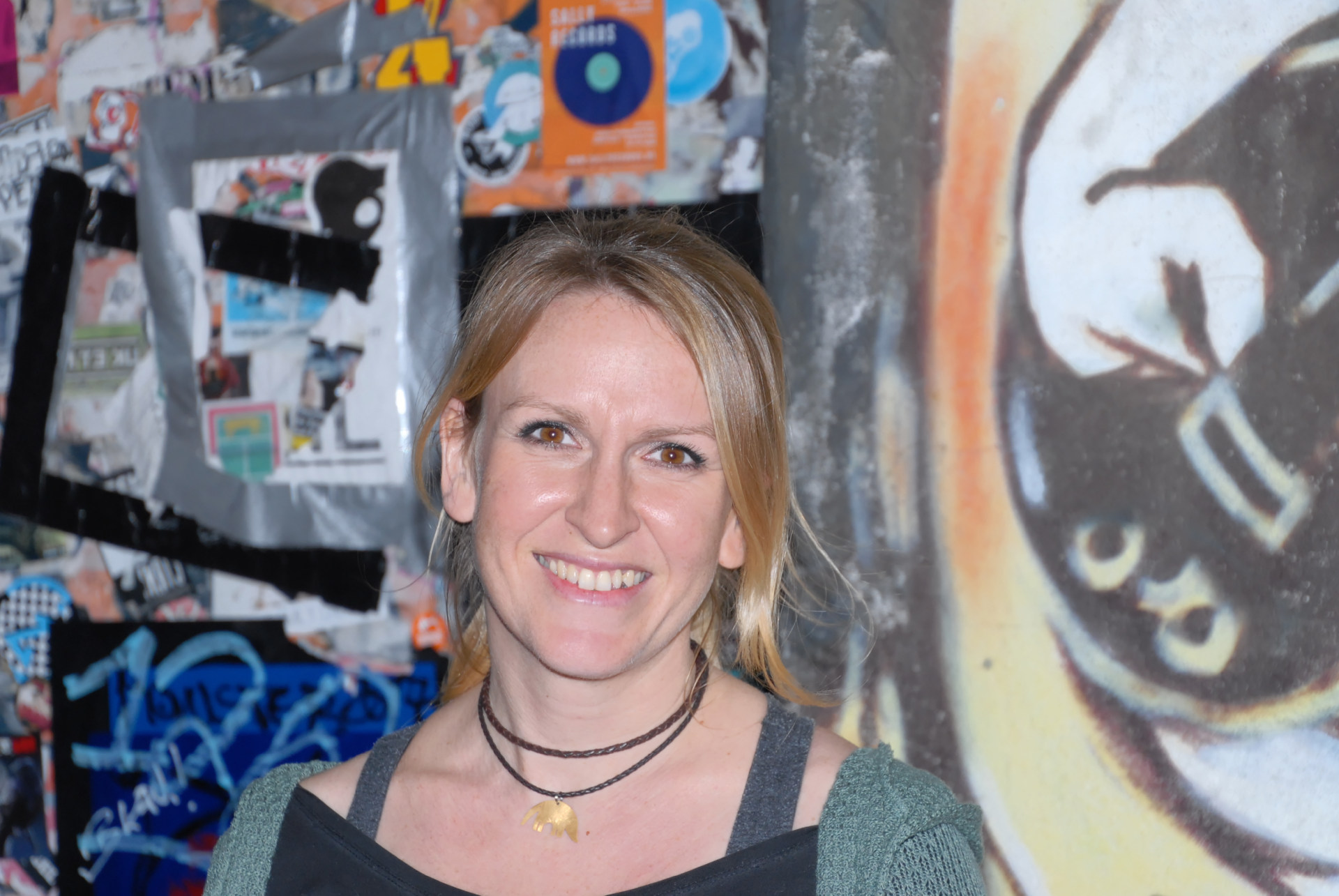
Lydia Möcklinghoff (* 1981)

- 1981: Lydia Möcklinghoff, deutsche Zoologin, Tropenökologin, Autorin und Ameisenbärenforscherin
- 1982: Nadine Arents, deutsche Schauspielerin und Model
- 1982: Gu Li, chinesischer Profi-Go-Spieler
- 1982: Mariusz Jurkiewicz, polnischer Handballspieler
- 1982: Philipp Marx, deutscher Tennisspieler
- 1982: Roland Schwegler, Schweizer Fußballspieler
- 1983: Carlos Berlocq, argentinischer Tennisspieler
- 1983: Gilad Hekselman, israelischer Jazzgitarrist, Komponist und Bandleader
- 1984: Lourival Assis, brasilianischer Fußballspieler
- 1984: Sara Carbonero, spanische Sportjournalistin und Fernsehreporterin
- 1984: Nicole Castro, australische Basketballspielerin
- 1984: Trần Quyết Chiến, vietnamesischer Dreibandspieler
- 1984: Rie Saitō, japanische Hostess, Schriftstellerin und Politikerin
- 1984: Matthew Moy, US-amerikanischer Schauspieler
- 1986: Rémi Cusin, französischer Radrennfahrer
- 1986: Lucas Duda, US-amerikanischer Baseballspieler
- 1986: Jennifer Hohl, Schweizer Radrennfahrerin
- 1986: Luca Shytaj, albanisch-italienischer Schachgroßmeister
- 1987: Deniz Harbert, deutsch-türkische Fußballspielerin und Futsalspielerin

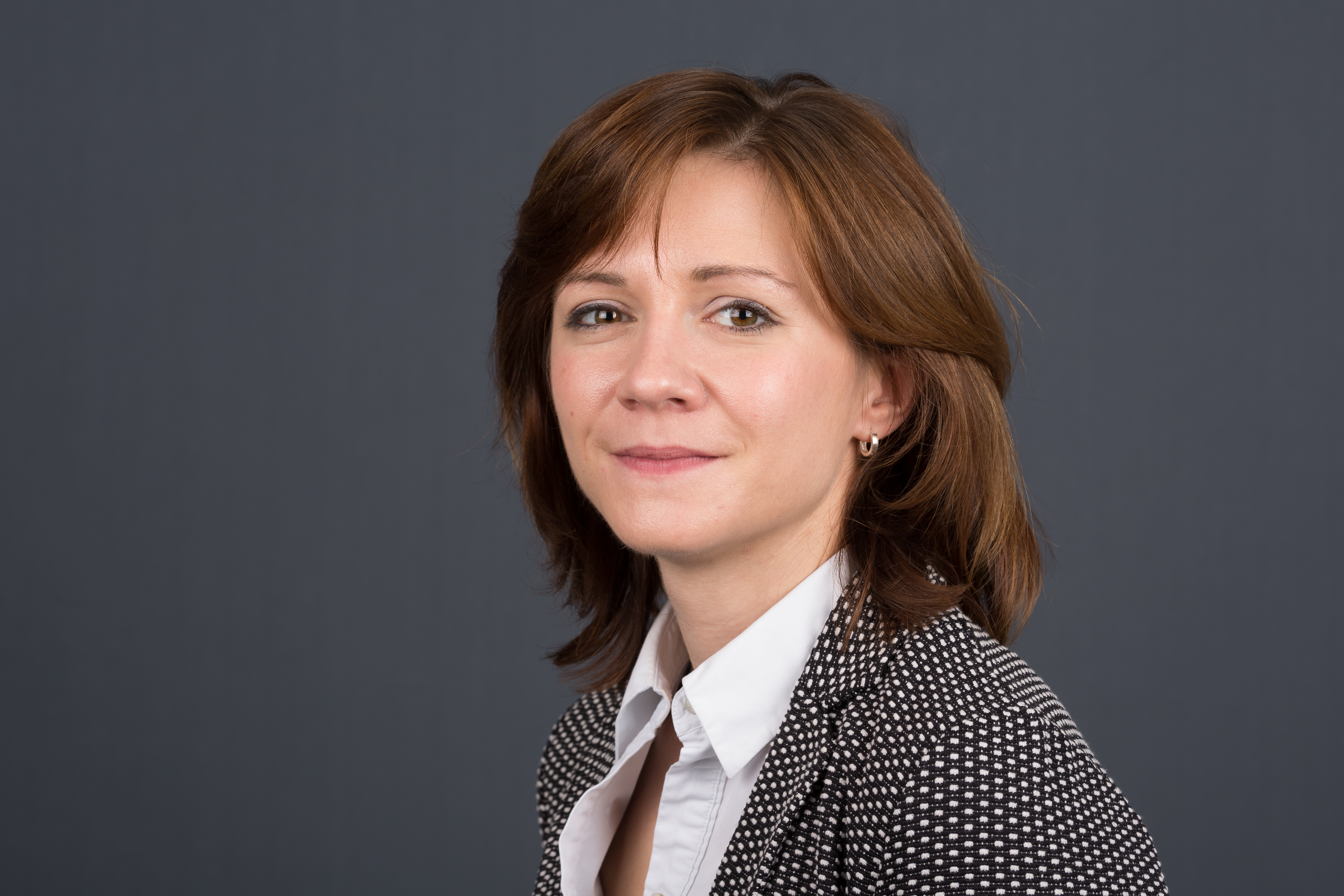
Juliane Pfeil-Zabel (* 1987)

- 1987: Juliane Pfeil-Zabel, deutsche Politikerin
- 1987: Mihter Wendolin, mikronesische Leichtathletin
- 1988: Kamil Glik, polnischer Fußballspieler
- 1988: Katia Wagner, österreichische Kolumnistin und Moderatorin
- 1988: Gregory van der Wiel, niederländischer Fußballspieler
- 1989: Franziska Hagemann, deutsche Fußballspielerin
- 1989: David Manga, zentralafrikanischer Fußballspieler
- 1989: Slobodan Rajković, serbischer Fußballspieler
- 1989: Reinardt Janse van Rensburg, südafrikanischer Radrennfahrer

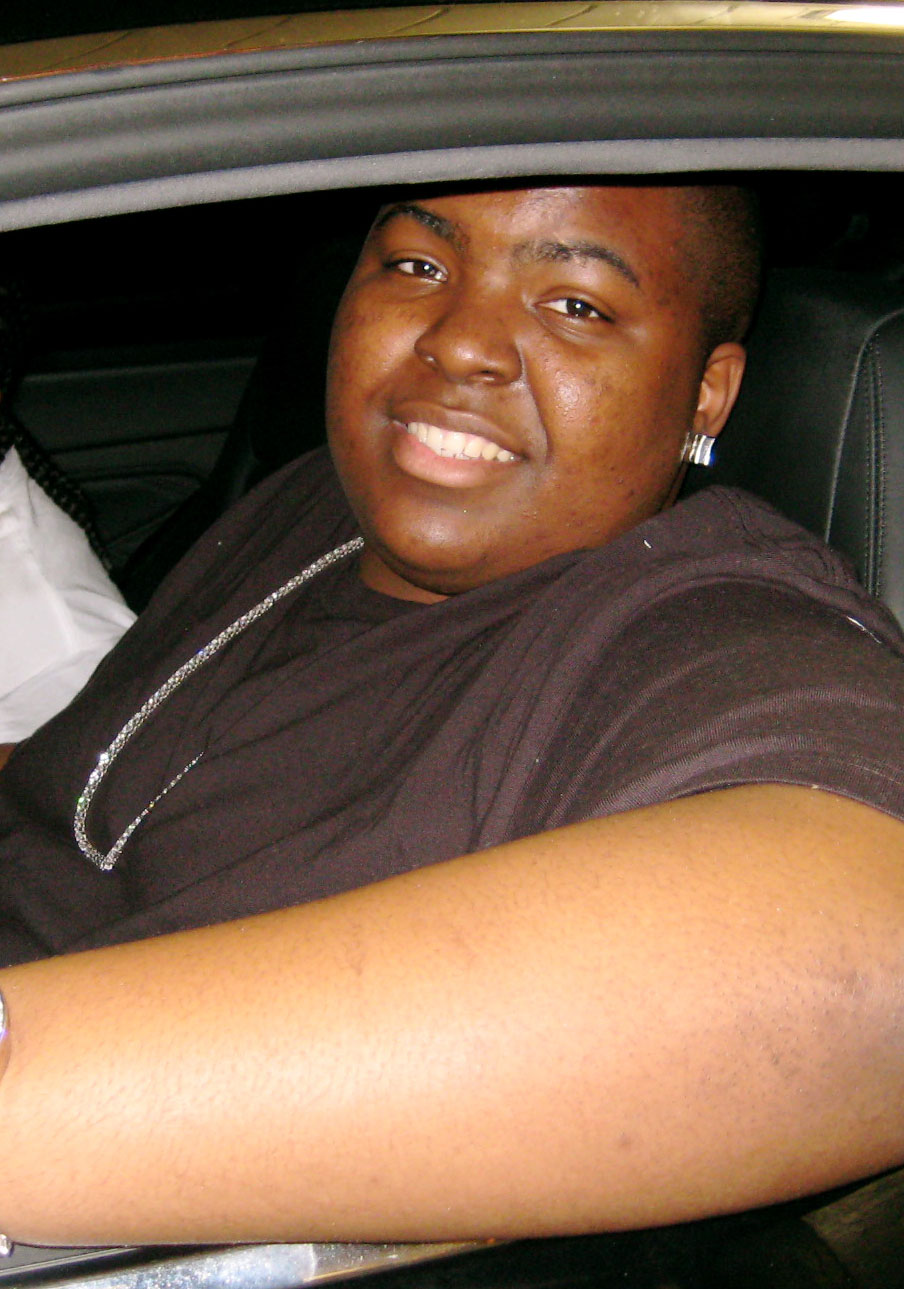
Sean Kingston (* 1990)

- 1990: Sean Kingston, US-amerikanischer Sänger
- 1990: Julia Wenzl, deutsche Handballspielerin
- 1991: Andreea Chira, rumänische Panflötenspielerin
- 1991: Elena Curtoni, italienische Skirennläuferin
- 1991: Stefan Hierländer, österreichischer Fußballspieler
- 1991: Nikola Hofmanova, österreichische Tennisspielerin
- 1991: Viktor Noring, schwedischer Fußballspieler
- 1991: Adrian Quaife-Hobbs, britischer Automobilrennfahrer
- 1992: Berkin Arslan, türkischer Fußballspieler

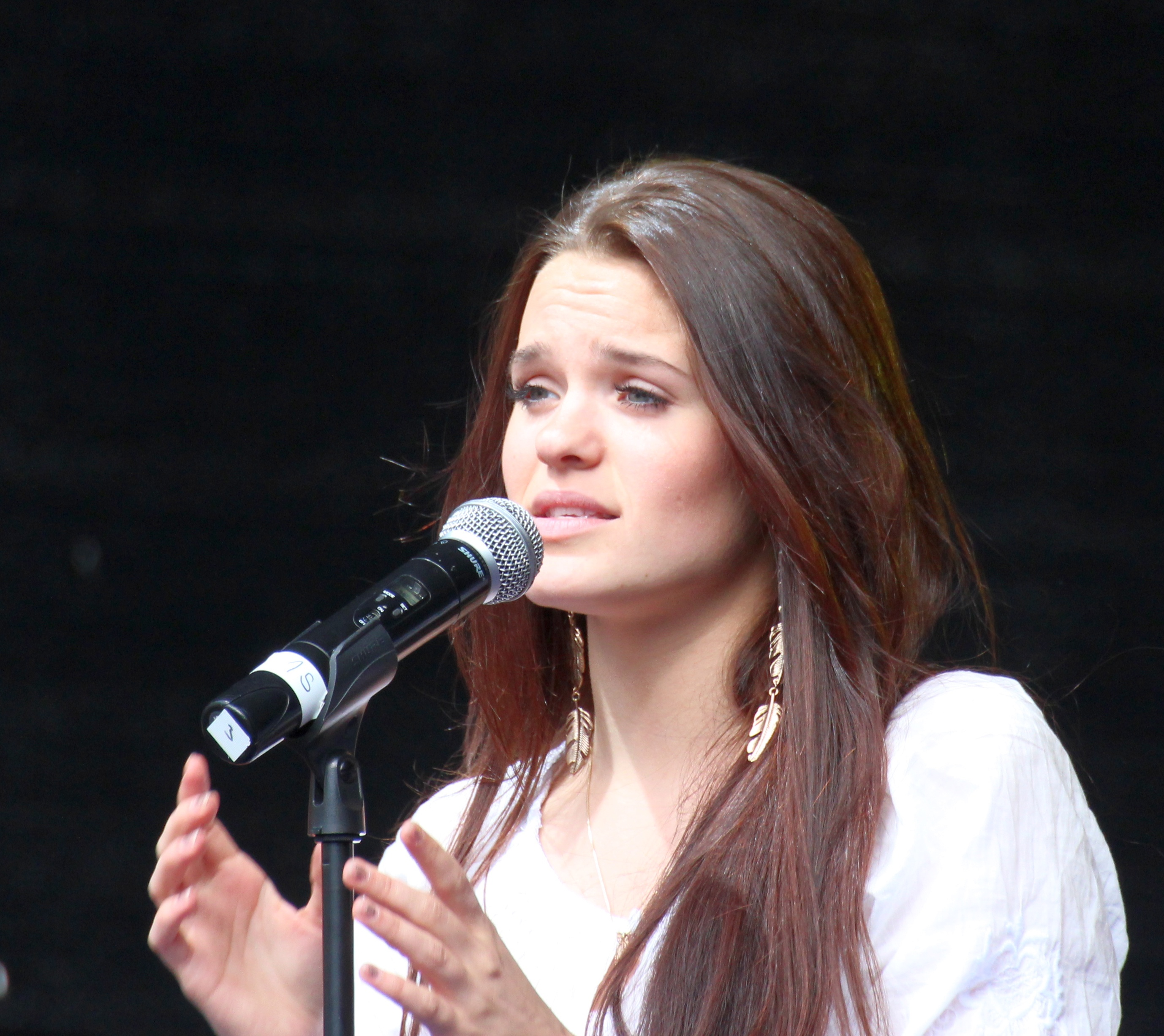
Getter Jaani (* 1993)

- 1993: Getter Jaani, estnische Sängerin
- 1993: Maximilian Thiel, deutscher Fußballspieler
- 1993: Timon Wloka, deutscher Schauspieler
- 1994: Armand Drevina, deutscher Fußballspieler
- 1994: Markus Krojer, deutscher Schauspieler
- 1994: Dennis van de Laar, niederländischer Automobilrennfahrer
- 1994: Malaika Mihambo, deutsche Leichtathletin
- 1994: Justin Bilyeu, US-amerikanischer Fußballspieler
- 1995: Choi Du-jin, südkoreanischer Biathlet
- 1995: Orla Gartland, irische Sängerin und Songwriterin
- 1995: Miha Hrobat, slowenischer Skirennläufer
- 1995: Nikola Rybanská, slowakische Fußballspielerin
- 1995: Julia Schneider, deutsche Fußballspielerin
- 1995: Valentina Saulenko, kasachische Biathletin
- 1995: Marvin Stefaniak, deutscher Fußballspieler
- 1996: Jorge Navarro, spanischer Motorradrennfahrer
- 1998: Blás Riveros, paraguayischer Fußballspieler
- 1999: Sharmila Jan Nona, sri-lankische Leichtathletin
- 1999: Nina Reichenbach, deutsche Mountainbikesportlerin

### 21. Jahrhundert
- 2002: Radu Drăgușin, rumänischer Fußballspieler
- 2002: Emma Ruwe, deutsche Handballspielerin

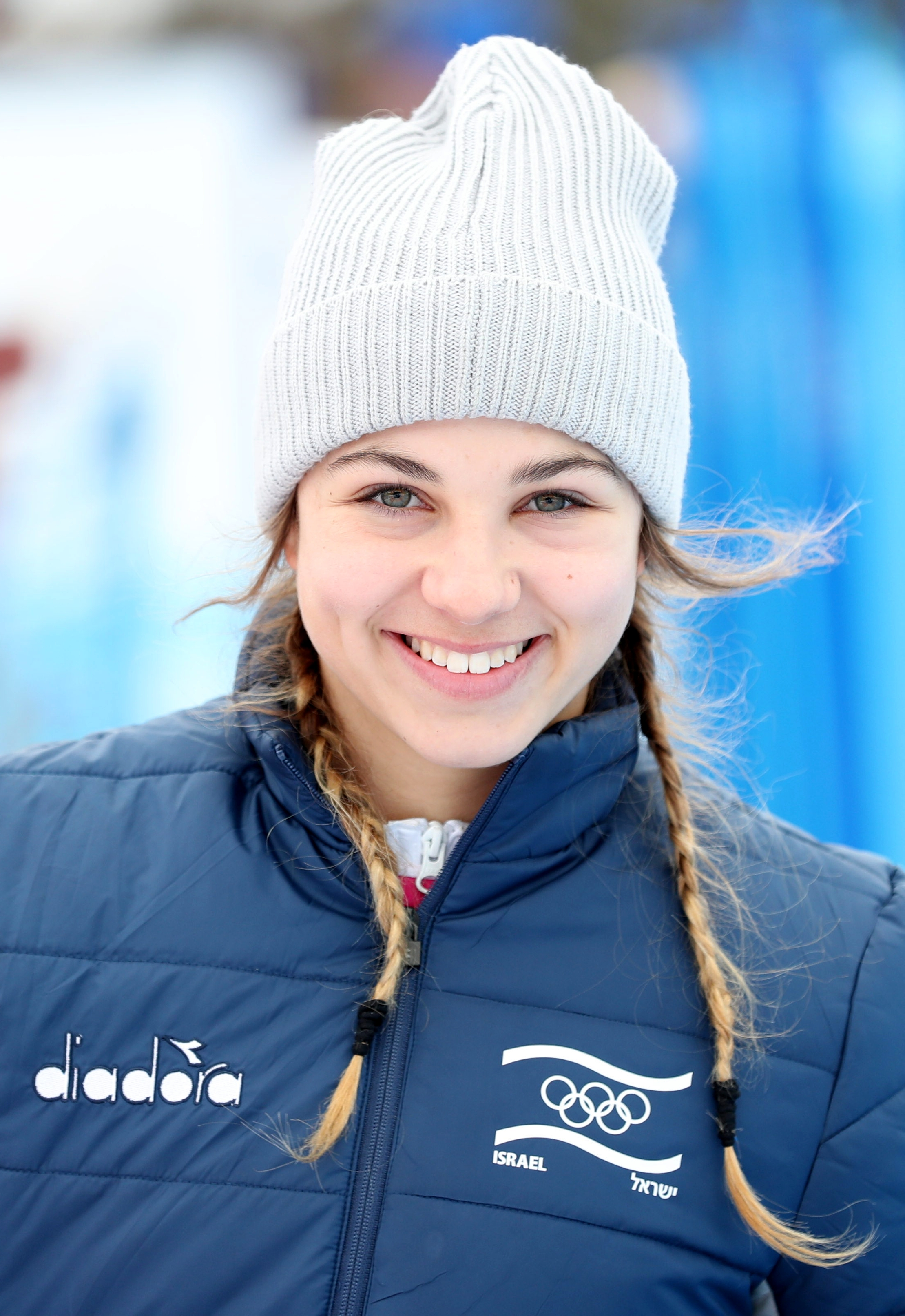
Noa Szőllős (* 2003)

- 2003: Noa Szőllős, israelische Skirennläuferin
- 2006: Michelle Agyemang, englische Fußballspielerin
- 2006: Rory MacLeod, schottischer Fußballspieler

## Gestorben

### Vor dem 16. Jahrhundert
- 0865: Ansgar, Erzbischof von Hamburg und Bremen
- 0968: Bernhard von Hadmersleben, Bischof von Halberstadt
- 1014: Sven Gabelbart, Wikingerkönig von Dänemark, England und Norwegen
- 1076: Imad, Bischof von Paderborn
- 1142: Yue Fei, chinesischer Feldherr der Song-Dynastie
- 1215: Eustace, Lordkanzler von England und Bischof von Ely
- 1245: Isabel de Bolebec, englischer Adelige
- 1290: Heinrich XIII., Herzog von Niederbayern
- 1327: Heinrich der Sanftmütige, Herzog von Österreich
- 1343: William de Ros, 2. Baron de Ros, englischer Adeliger
- 1352: Bertrand du Pouget, Kardinal der römisch-katholischen Kirche
- 1387: Friedrich, Bischof von Chiemsee
- 1387: Johann von Scharffenberg, Bischof von Passau
- 1388: Henry Ferrers, 4. Baron Ferrers of Groby, englischer Adeliger
- 1399: John of Gaunt, 1. Duke of Lancaster, englischer Adeliger und Begründer des Hauses Lancaster
- 1407: Arnold von Sparneck, Domherr in Bamberg und Würzburg
- 1424: Johann von Bieberstein, Freiherr in Böhmen, Gegner von König Wenzel IV.
- 1428: Ashikaga Yoshimochi, japanischer Shōgun
- 1437: Niccolò Niccoli, italienischer Kaufmann und Humanist
- 1443: Branda Castiglione, italienischer Humanist, päpstlicher Legat, Kardinal
- 1451: Murad II., Sultan des Osmanischen Reiches

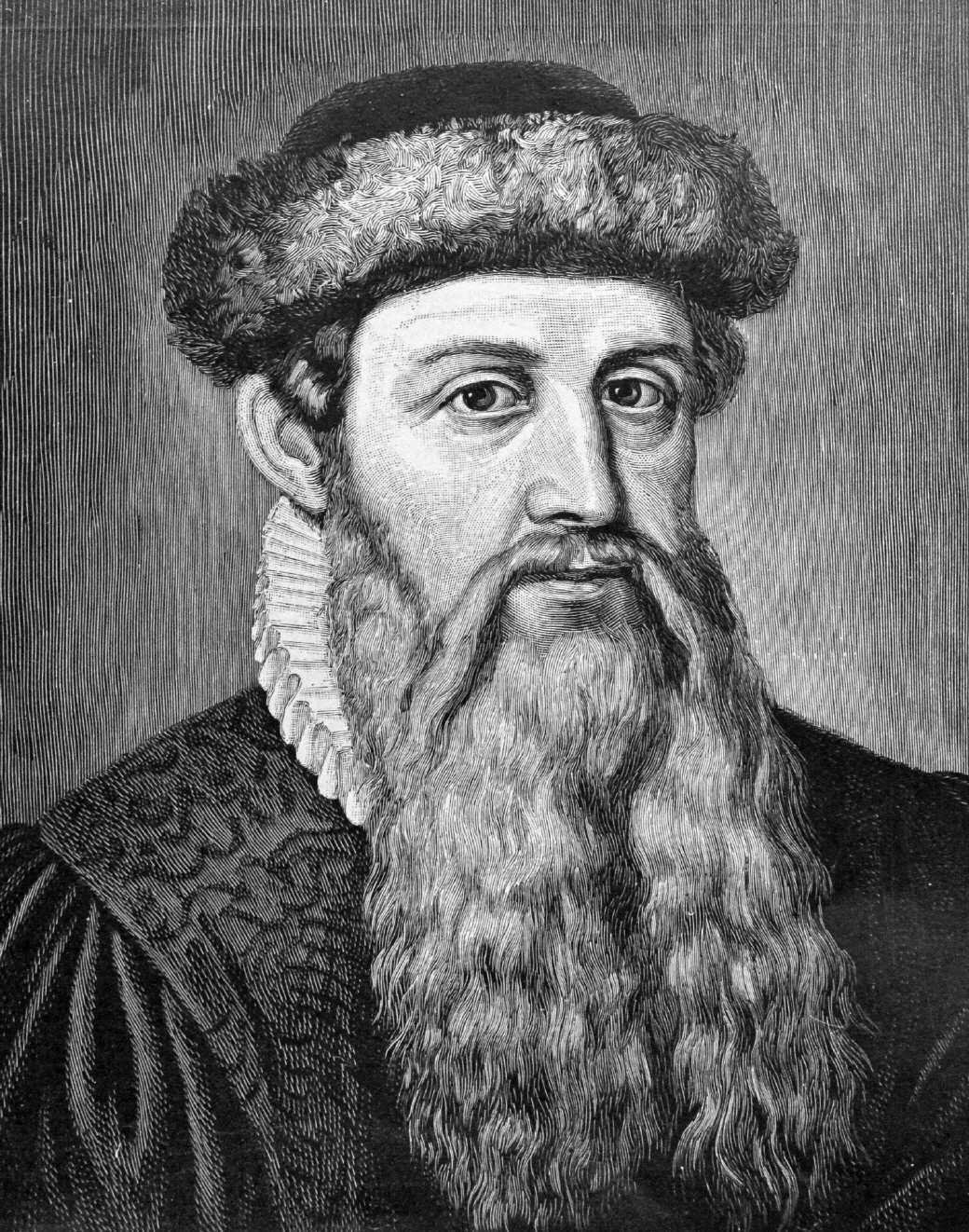
Johannes Gutenberg († 1468)

- 1468: Johannes Gutenberg, deutscher Erfinder des Buchdrucks mit beweglichen Metall-Lettern
- 1475: Johann IV., Graf von Nassau-Dillenburg

### 16. bis 18. Jahrhundert
- 1511: Johann Serlinger, nominierter Bischof von Seckau
- 1520: Sten Sture der Jüngere, schwedischer Ritter und Reichsverweser
- 1537: Thomas FitzGerald, 10. Earl of Kildare, irischer Peer und Rebellenführer
- 1538: Johann von der Pfalz, Fürstbischof von Regensburg
- 1547: Dominicus Sleupner, deutscher evangelischer Theologe und Reformator
- 1566: Georg Cassander, deutscher Theologe und Humanist
- 1584: Bernal Díaz del Castillo, spanischer Konquistador und Chronist
- 1590: Germain Pilon, französischer Bildhauer
- 1602: Paul Melissus, deutscher Schriftsteller, Übersetzer und Komponist
- 1602: Martin Ruland der Ältere, deutscher Arzt und Alchemist
- 1608: Pantaleon Candidus, deutscher reformierter Theologe, Historiker und Autor
- 1609: Ferdinando I. de’ Medici, Großherzog der Toskana und Kardinal
- 1618: Philipp II., Herzog von Pommern-Stettin
- 1637: Gervase Markham, englischer Schriftsteller und Übersetzer
- 1664: Johann Markus von Altringen, Bischof von Seckau
- 1672: Philipp Valentin Voit von Rieneck, Fürstbischof von Bamberg
- 1679: Jan Steen, holländischer Maler
- 1686ː Ursula Elisabeth Metzsch, deutsche, geistliche Lyrikerin des Barock
- 1701: Äneas Sylvius Caprara, kaiserlich österreichischer Generalfeldmarschall
- 1704: Antonio Molinari, italienischer Maler und Graphiker
- 1711: Francesco Maria de’ Medici, italienischer Kardinal und Mäzen
- 1716: Giuseppe Alberti, italienischer Maler und Bildhauer
- 1724: Innozenz Metz, bayerischer Benediktiner und Maler
- 1726: Alexis Littré, französischer Mediziner, Chirurg, Anatom und Hochschullehrer
- 1735: Jakub Auguston, tschechischer Architekt
- 1735: Christian III., Pfalzgraf von Birkenfeld, Bischweiler und Rappoltstein und Herzog von Zweibrücken
- 1737: Tommaso Ceva, italienischer Dichter und Mathematiker
- 1748: Henry Madin, französischer Komponist und Kapellmeister
- 1749: André Cardinal Destouches, französischer Komponist
- 1751: Ōoka Tadasuke, japanischer Beamter
- 1752: Sophie Sabina Apitzsch, deutsche Hochstaplerin
- 1753: Charles Hector de Saint George Marquis de Marsay, französischer Offizier, Uhrmacher, Mystiker, Übersetzer und Schriftsteller
- 1759: Benjamin Lay, britischer Philanthrop, Quäker und Schriftsteller
- 1768: August Friedrich Eichel, preußischer Kabinettsrat
- 1774: František Ignác Tůma, tschechischer Komponist
- 1786: Matthias Friese, deutscher Schulmeister, Organist und Orgelbauer
- 1779: Louis de Jaucourt, französischer Schriftsteller
- 1784: Charles Montagu, britischer Gouverneur der Province of South Carolina
- 1787: Carl Ludwig von Bardeleben, preußischer Landrat
- 1788: John Reynolds, britischer Admiral und Kolonialgouverneur der Province of Georgia
- 1790: Johann Bernhard Hermann, deutscher Intellektueller
- 1791: Matthias Faller, deutscher Klosterbildhauer und Holzschnitzer

### 19. Jahrhundert
- 1806: Nicolas Edme Restif de la Bretonne, französischer Schriftsteller
- 1811: Johann Beckmann, deutscher Ökonom
- 1813: Samuel Ashe, US-amerikanischer Politiker
- 1814: Jan Antonín Koželuh, böhmischer Komponist
- 1817: Johann Nepomuk von Apfaltern, Militärperson
- 1820: Gia Long, Begründer und erster Kaiser der vietnamesischen Nguyễn-Dynastie
- 1825: Henric Schartau, schwedischer Priester und Prediger
- 1826: Karl Gottlieb von Tschepe, preußischer Generalmajor
- 1831: Xaver Bernauer, deutscher Orgelbauer
- 1832: Karl Viktor von Bonstetten, Schweizer Schriftsteller
- 1833: Luigi Arduino, italienischer Landwirt und Hochschullehrer
- 1836: Leopold Wilhelm von Dobschütz, preußischer General der Kavallerie
- 1836: Johann August Görenz, deutscher Pädagoge und Bibliothekar
- 1837: Theophilus Friedrich Rothe, deutscher Jurist
- 1837: Karl Söffner, preußischer Jurist

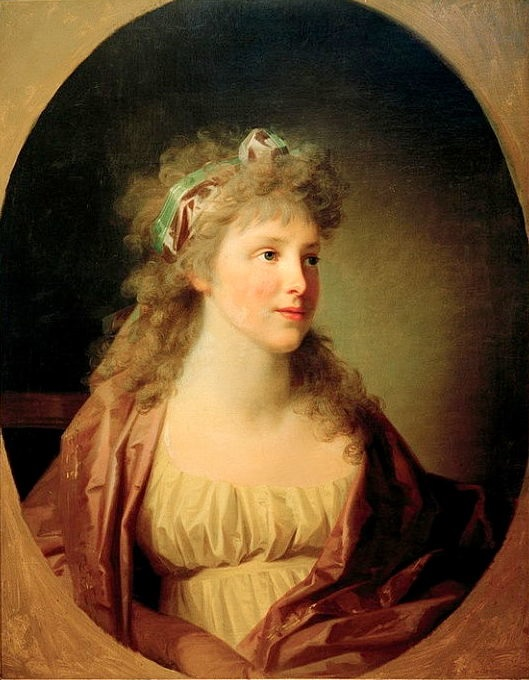
Christiane Amalie von Anhalt-Dessau († 1846)

- 1846: Amalie von Hessen-Homburg, Erbprinzessin von Anhalt-Dessau
- 1847: Ernst von Bernuth, deutscher Jurist
- 1847: Marie Duplessis, französische Kurtisane
- 1847: Johann Karl Fetzer, Schweizer Politiker
- 1851: Benjamin Williams Crowninshield, US-amerikanischer Politiker
- 1853: August Kopisch, deutscher Maler und Schriftsteller
- 1853: Ferdinando Quaglia, italienischer Miniaturmaler
- 1854: Michael Pfurtscheller, Tiroler Freiheitskämpfer
- 1858: August Alexander Kämmerer, deutscher Geologe und Apotheker
- 1862: Jean-Baptiste Biot, französischer Physiker und Mathematiker
- 1862: Carl Ludwig Blume, deutsch-holländischer Botaniker

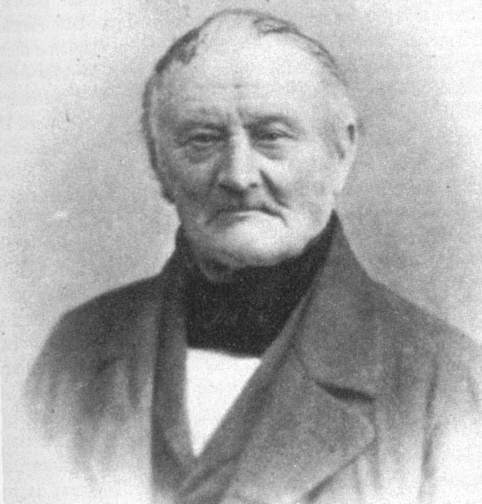
Maximilian zu Wied († 1867)

- 1867: Maximilian zu Wied-Neuwied, deutscher Naturforscher und Ethnograph
- 1868: Karl Mathy, deutscher Journalist, Politiker, Bankier und badischer Staatsminister
- 1869: Carl von Carnap, preußischer Generalmajor und Gutsbesitzer
- 1869: Heinrich Ritter, deutscher Philosoph
- 1871: Josef von Miller zu Aichholz, österreichischer Großindustrieller
- 1874: John Prince-Smith, britisch-deutscher Volkswirt und Manchesterliberaler in Deutschland, MdR
- 1876: Gino Capponi, italienischer Politiker, Historiker und Dichter
- 1880ː Élise de Perthuis, Pariser Salonière und enge Freundin von Frédéric Chopin sowie Mäzenatin zahlreicher Künstler
- 1880: Henry Moule, britischer Pfarrer und Erfinder
- 1881: John Gould, britischer Ornithologe (The Birds of Australia)
- 1882: Johann Bartholome Arpagaus, schweizerischer Politiker und Arzt
- 1882: Eduard Steinbrück, deutscher Maler

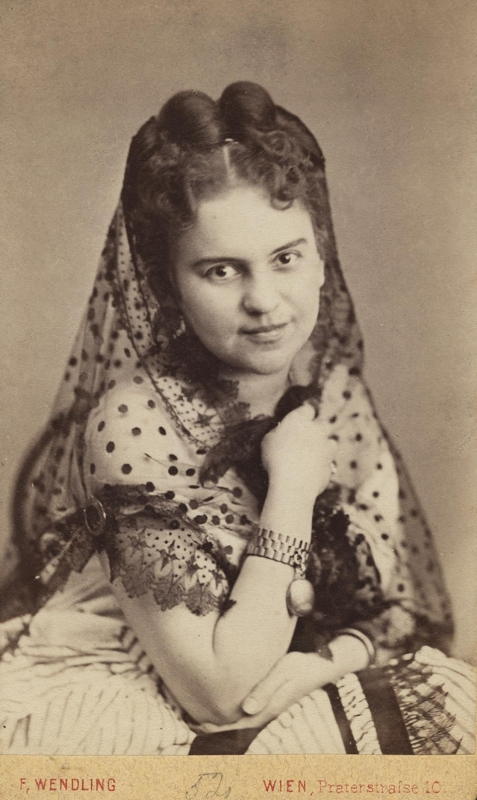
Josefine Gallmeyer († 1884)

- 1884: Josefine Gallmeyer, österreichische Schauspielerin
- 1884: Gotthilf Hagen, deutscher Ingenieur
- 1884: Louis Jéhotte, belgischer Bildhauer
- 1886: Auguste Adami, deutsche Theaterschauspielerin und Opernsängerin
- 1888: Karl Theodor Bayrhoffer, deutscher Professor der Philosophie und Freidenker
- 1889: Belle Starr, US-amerikanische Räuberbraut
- 1890: Christoph Buys Ballot, niederländischer Wissenschaftler, Begründer der Meteorologie in den Niederlanden und Initiator der internationalen Klimaforschung
- 1890: Heinrich Vieweg, deutscher Verlagsbuchhändler
- 1893: Johann Wilhelm Greven, deutscher Verleger und Buchhändler
- 1894: Louis Lewandowski, deutscher Komponist
- 1896: Jane Francesca Elgee, irische Schriftstellerin
- 1897: Lisa Baumfeld, österreichische Schriftstellerin
- 1899: Geert Adriaans Boomgaard, nachweislich erster 110-jähriger
- 1899: Heinrich Matthias Sengelmann, deutscher Pastor, Gründer der Alsterdorfer Anstalten
- 1900: Ottokar Nováček, tschechischer Komponist
- 1900: Thomas Grainger Stewart, britischer Pathologe
- 1900: Helena Stollenwerk, deutsche Ordensgründerin

### 20. Jahrhundert

#### 1901–1950
- 1901: Francis Valentine Woodhouse, britischer Apostel der katholisch-apostolischen Kirche

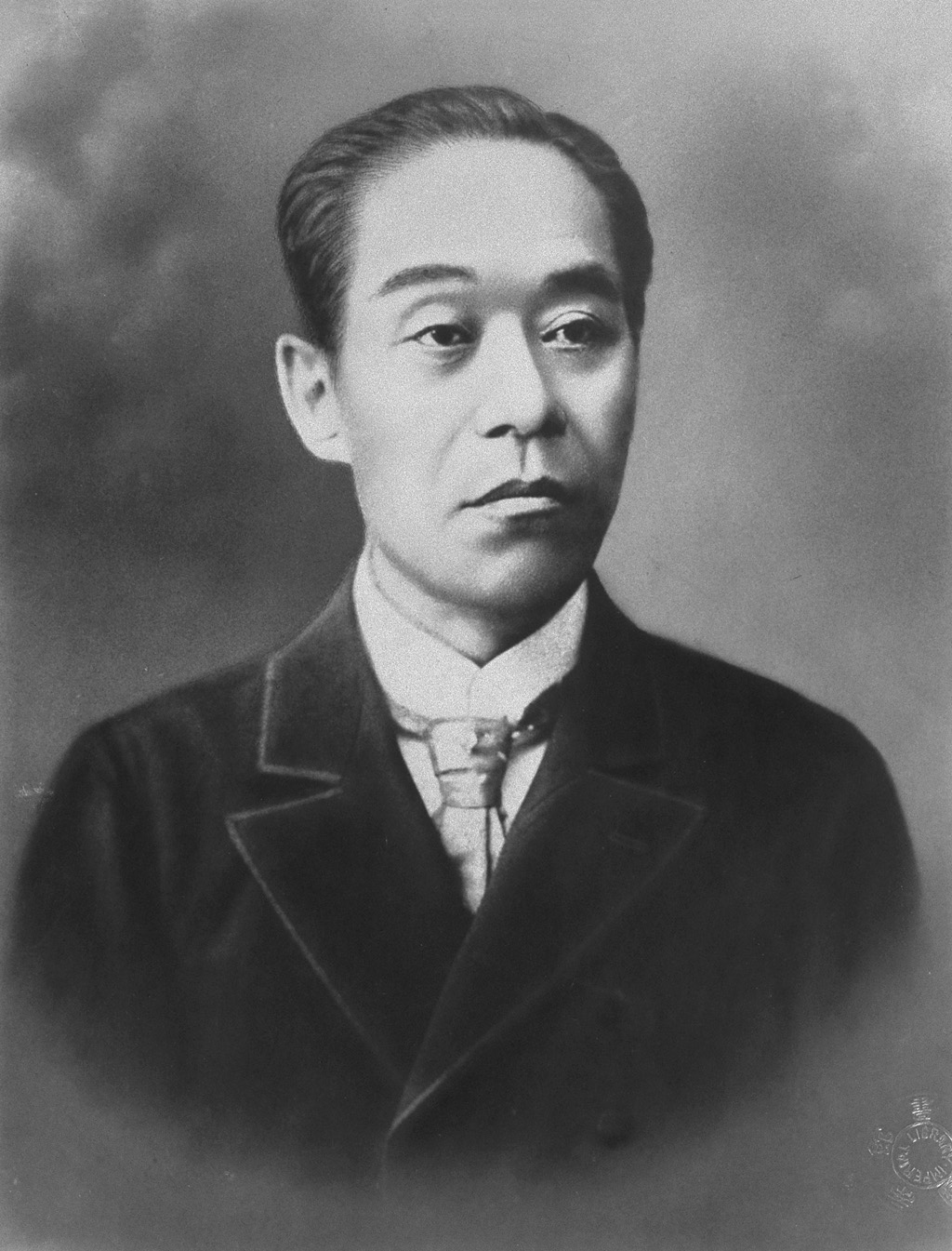
Fukuzawa Yukichi († 1901)

- 1901: Fukuzawa Yukichi, japanischer Gelehrter
- 1902: Neville Bowles Chamberlain, britischer Feldmarschall
- 1902: Hermann Wolff, deutscher Konzertveranstalter und Journalist
- 1904: Alexis L’Hotte, französischer General und Reitmeister
- 1908: Michael Johannes Antonius Lans, niederländischer Komponist, Musikwissenschaftler und Priester
- 1909: Johann Georg Herzog, deutscher Organist, Komponist und Hochschullehrer
- 1914: Wenzel Josef Heller, böhmischer Komponist, Kirchenmusiker, Militärkapellmeister und Chorleiter
- 1915: John Chilembwe, malawischer Baptistenprediger und Revolutionär
- 1917: Ulrich Meister junior, Schweizer Förster und Politiker
- 1919: Marie Therese von Österreich-Este, letzte bayerische Königin
- 1919: Niwa Jun’ichirō, japanischer Übersetzer und Schriftsteller
- 1919: Edward Charles Pickering, US-amerikanischer Astronom und Physiker
- 1920: Frank Brown, US-amerikanischer Politiker, Gouverneur von Maryland
- 1920: Otto Bütschli, deutscher Zoologe
- 1920: Hermann Hasselmann, deutscher Pilot
- 1921: Colin Archer, norwegischer Yacht- und Schiffskonstrukteure
- 1921: Julius von Soden, deutscher Beamter und Politiker, Gouverneur von Kamerun und Deutsch-Ostafrika, Minister
- 1921: Franz Weineck, deutscher Gymnasialdirektor und Heimatforscher
- 1922: Hans von Arnim, preußischer General

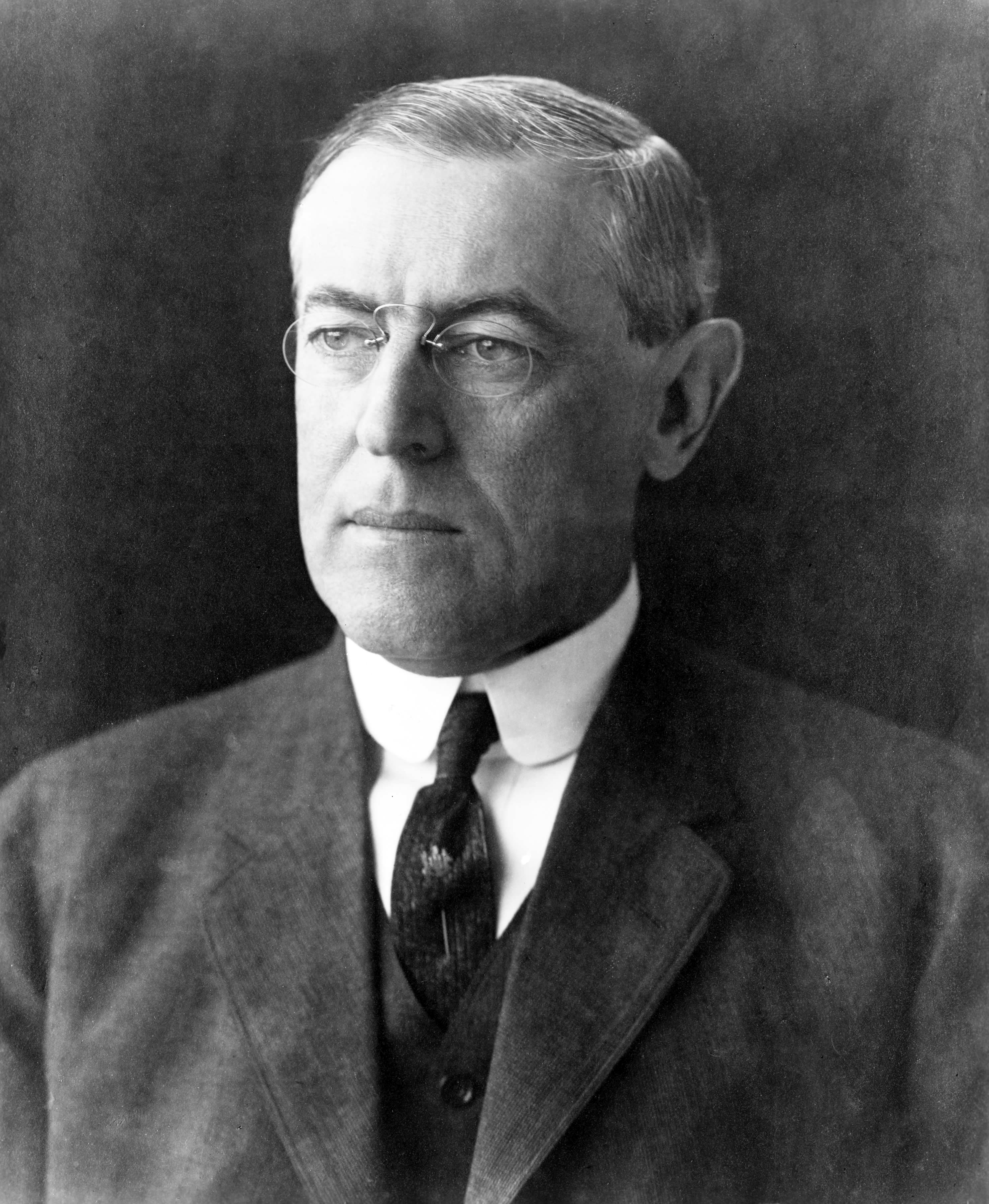
Woodrow Wilson († 1924)

- 1924: Thomas Woodrow Wilson, US-amerikanischer Präsident, Initiator des Völkerbundes und Friedensnobelpreisträger
- 1925: Oliver Heaviside, britischer Mathematiker und Physiker
- 1929: Agner Krarup Erlang, dänischer Mathematiker
- 1929: Elisabeth Järnefelt, Förderin der finnischen Kultur und Kunst, Schwiegermutter des finnischen Nationalkomponisten Jean Sibelius
- 1929: Georg Hendrik Witte, niederländischer Musikpädagoge und Komponist
- 1933: Camille Royer, französischer Automobilrennfahrer
- 1934: Aussie Elliott, US-amerikanischer Verbrecher
- 1934: Friedrich Körte, deutscher Architekt
- 1934ː Theodora Elisabeth Vollmöller, deutsche Schriftstellerin und Frauenrechtlerin
- 1935: Hugo Junkers, deutscher Ingenieur und Unternehmer
- 1935: Quincas Laranjeiras, brasilianischer Gitarrist und Komponist
- 1936: Johann Georg Eschenburg, deutscher Advokat, Notar und Bürgermeister Lübecks
- 1938: George Auriol, französischer Lyriker, Liedtexter, Grafiker und Künstler
- 1942: Ludwig Kießling, deutscher Pflanzenbauwissenschaftler und Pflanzenzüchter
- 1942: Otto Schmeil, deutscher Biologe, Pädagoge und Autor
- 1943: Alois Andritzki, sorbischer katholischer Priester und Märtyrer

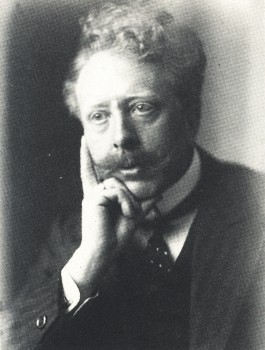
Rudolf Herzog († 1943)

- 1943: Rudolf Herzog, deutscher Journalist und Schriftsteller
- 1944: Berthold Deimling, preußischer General und späterer Pazifist
- 1945: Kurt Apitz, deutscher Pathologe und Hochschullehrer
- 1945: Roland Freisler, deutscher Richter und Präsident des Volksgerichtshofs, Rechtsbeuger
- 1946: Friedrich Jeckeln, deutscher General der SS, Waffen-SS und der Polizei, Massenmörder und Kriegsverbrecher
- 1948: Louis J. Brann, US-amerikanischer Rechtsanwalt und Politiker, Gouverneur von Maine
- 1948: Franz Xaver Müller, österreichischer Komponist, Priester und Domkapellmeister
- 1949: Karl Schubert, österreichischer Heilpädagoge und Waldorfpädagoge
- 1950: Karl Seitz, österreichischer Staatspräsident

#### 1951–2000
- 1951: Marguerite Boulc’h, französische Chansonsängerin
- 1951: Alfred A. Cohn, US-amerikanischer Drehbuchautor
- 1951: August Horch, deutscher Maschinenbauingenieur und Gründer von Horch und Audi
- 1952: Kambara Ariake, japanischer Schriftsteller
- 1953: Jussuf Ibrahim, ägyptisch-deutscher Kinderarzt
- 1955: Fred H. Brown, US-amerikanischer Politiker
- 1956: Eilhard Alfred Mitscherlich, deutscher Bodenkundler und Agrarwissenschaftler
- 1956: Émile Borel, französischer Mathematiker und Politiker
- 1956: Johnny Claes, belgischer Automobilrennfahrer
- 1959: The Big Bopper, US-amerikanischer Rock-’n’-Roll-Musiker
- 1959: Buddy Holly, US-amerikanischer Rock-’n’-Roll-Musiker und Komponist
- 1959: Ritchie Valens, US-amerikanischer Rock-’n’-Roll-Musiker
- 1960: Gustave Guillaume, französischer Linguist
- 1961: Minna Specht, deutsche Pädagogin und Sozialistin
- 1963ː Amalie Weidner-Steinhaus, Duisburger Heimatdichterin
- 1964: Giuseppe Amato, italienischer Filmproduzent und -regisseur
- 1964: Frank R. Strayer US-amerikanischer Filmregisseur und -produzent
- 1967: Joe Meek, britischer Produzent
- 1968: Carl Krauch, deutscher Chemiker und Großindustrieller
- 1969: C. N. Annadurai, indischer Politiker und Autor
- 1969: Al Taliaferro, US-amerikanischer Comiczeichner
- 1971: Esther de Cáceres, uruguayische Lyrikerin
- 1972: Fritz Harkort, deutscher Volkskundler und Erzählforscher
- 1973: Edward Lockspeiser, britischer Musikwissenschaftler, Musikkritiker und Komponist
- 1973: Andy Razaf, US-amerikanischer Liedtexter
- 1974: Erhart Kästner, deutscher Schriftsteller und Bibliothekar
- 1975: William David Coolidge, US-amerikanischer Physiker
- 1975: Umm Kulthum, ägyptische Sängerin
- 1976: Heinrich Schalit, österreichisch-US-amerikanischer Komponist und Musiker

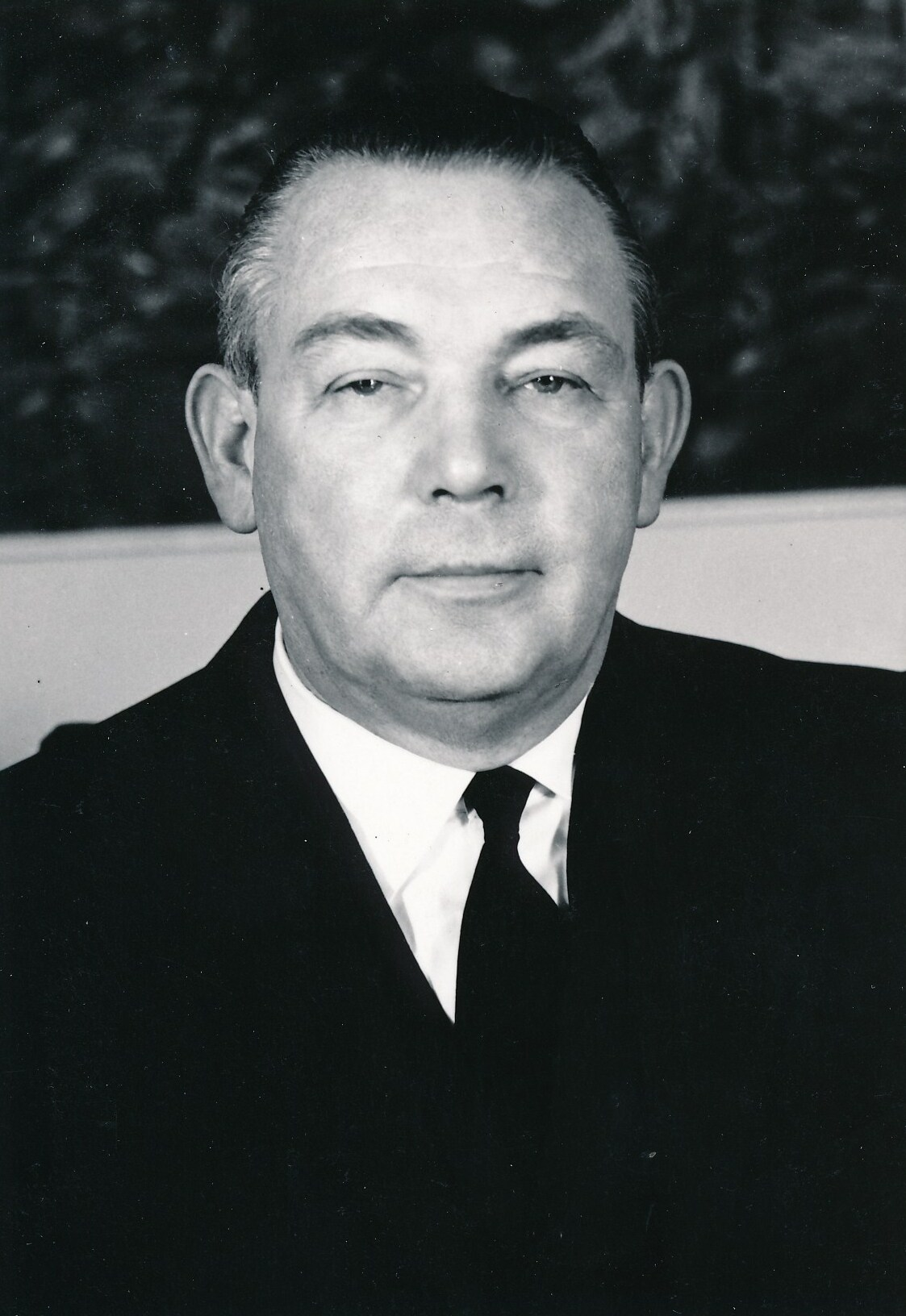
Fritz Berg († 1979)

- 1979: Fritz Berg, deutscher Unternehmer, erster Präsident des Bundesverbandes der Deutschen Industrie (BDI)
- 1980: Klaus Brasch, deutscher Schauspieler
- 1980: Walter E. Richartz, deutscher Chemiker und Schriftsteller
- 1980ː Ludomila Alexandrowna Scheiwiler-von Schreyder, Schweizer Kämpferin für das Frauenstimmrecht in der Schweiz
- 1981: Gisela Praetorius, deutsche Pädagogin und Politikerin, MdL, MdB
- 1983: Antonio Samorè, Kardinal der römisch-katholischen Kirche
- 1983: Tullio Campagnolo, italienischer Radsportler und Gründer der Firma Campagnolo
- 1984: Edith Leffmann, jüdische Ärztin, Mitglied der Résistance
- 1984: Hubert Ney, deutscher Rechtsanwalt und Politiker, Ministerpräsident des Saarlandes
- 1986: Gustave Gosselin, belgischer Automobilrennfahrer
- 1986: Alfred Vohrer, deutscher Filmregisseur und Drehbuchautor
- 1988: Radamés Gnattali, brasilianischer Musiker und Komponist
- 1989: John Cassavetes, US-amerikanischer Schauspieler und Regisseur
- 1990: Lola Landau, deutsche Schriftstellerin jüdischer Herkunft
- 1990: Hans-Peter Will, deutscher Politiker, MdL, MdB
- 1992: Illa Andreae, deutsche Schriftstellerin
- 1992: Otto Arndt, deutscher Parteifunktionär, Minister für Verkehrswesen der DDR
- 1993: Carl Auböck, österreichischer Industriedesigner und Architekt
- 1993: Paul Emery, britischer Automobilrennfahrer und Konstrukteur
- 1994: Roberto Amoroso, italienischer Filmschaffender
- 1994: Herbert Busemann, US-amerikanischer Mathematiker
- 1994: Justinus Darmojuwono, indonesischer Geistlicher, Erzbischof von Semarang, Kardinal
- 1994: Walter Havighurst, US-amerikanischer Schriftsteller und Historiker
- 1994: Walter Torbrügge, deutscher Prähistoriker
- 1995: Nicolás Lindley López, peruanischer Militär und Politiker, Putschist
- 1996: Ibrahim Hélou, libanesischer Erzbischof
- 1997: Alfons Bauer, deutscher Komponist und Zitherspieler

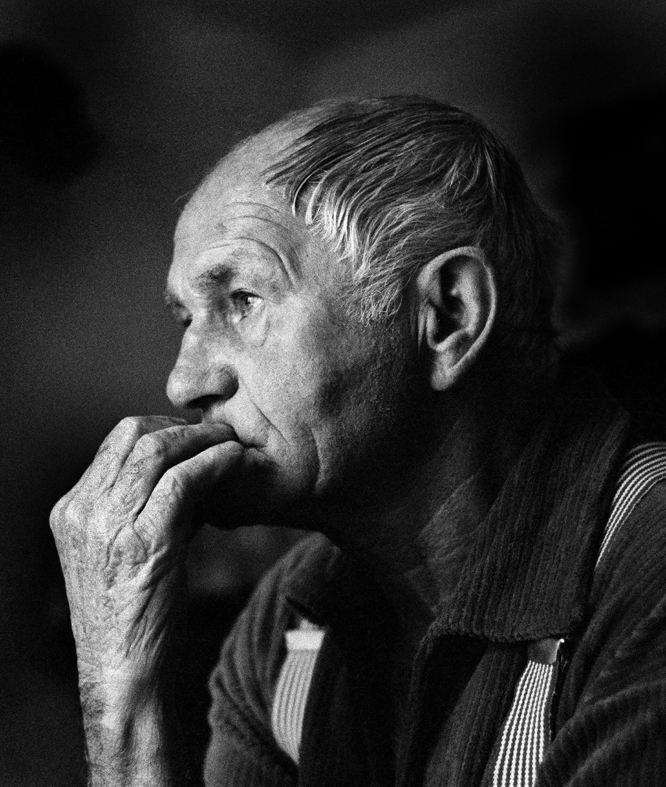
Bohumil Hrabal († 1997)

- 1997: Bohumil Hrabal, tschechischer Schriftsteller
- 1997: Johnny Rodríguez, puerto-ricanischer Sänger und Komponist
- 1997: Jörg Zumstein, Schweizer Generalstabschef
- 1998: Gabriel Laub, tschechisch- und deutschsprachiger Journalist, Satiriker und Aphoristiker
- 1998: Karla Faye Tucker, US-amerikanische Doppelmörderin
- 1998: Fat Pat, US-amerikanischer Rapper
- 1998: Gerhard Steffens, deutscher Politiker, MdL
- 1999: Juan Amenábar, chilenischer Komponist
- 1999: Norman Bluhm, US-amerikanischer Maler
- 2000: Alla Rakha, indischer Musiker (Tabla)

### 21. Jahrhundert
- 2001: Otmar Kaufhold, deutscher Ruderer
- 2002: Hans Paetsch, deutscher Schauspieler, Regisseur und Synchronsprecher
- 2002: Aglaja Veteranyi, rumänisch-schweizerische Schauspielerin und Schriftstellerin
- 2003: Natascha A. Brunswick, deutsch-amerikanische Mathematikerin und Fotografin
- 2003: Walter Faller, deutscher Politiker, MdB, MdEP
- 2003: William Kelley, US-amerikanischer Schriftsteller und Drehbuchautor
- 2003: Heinrich Mohn, deutscher Ingenieur, Erfinder und Philanthrop

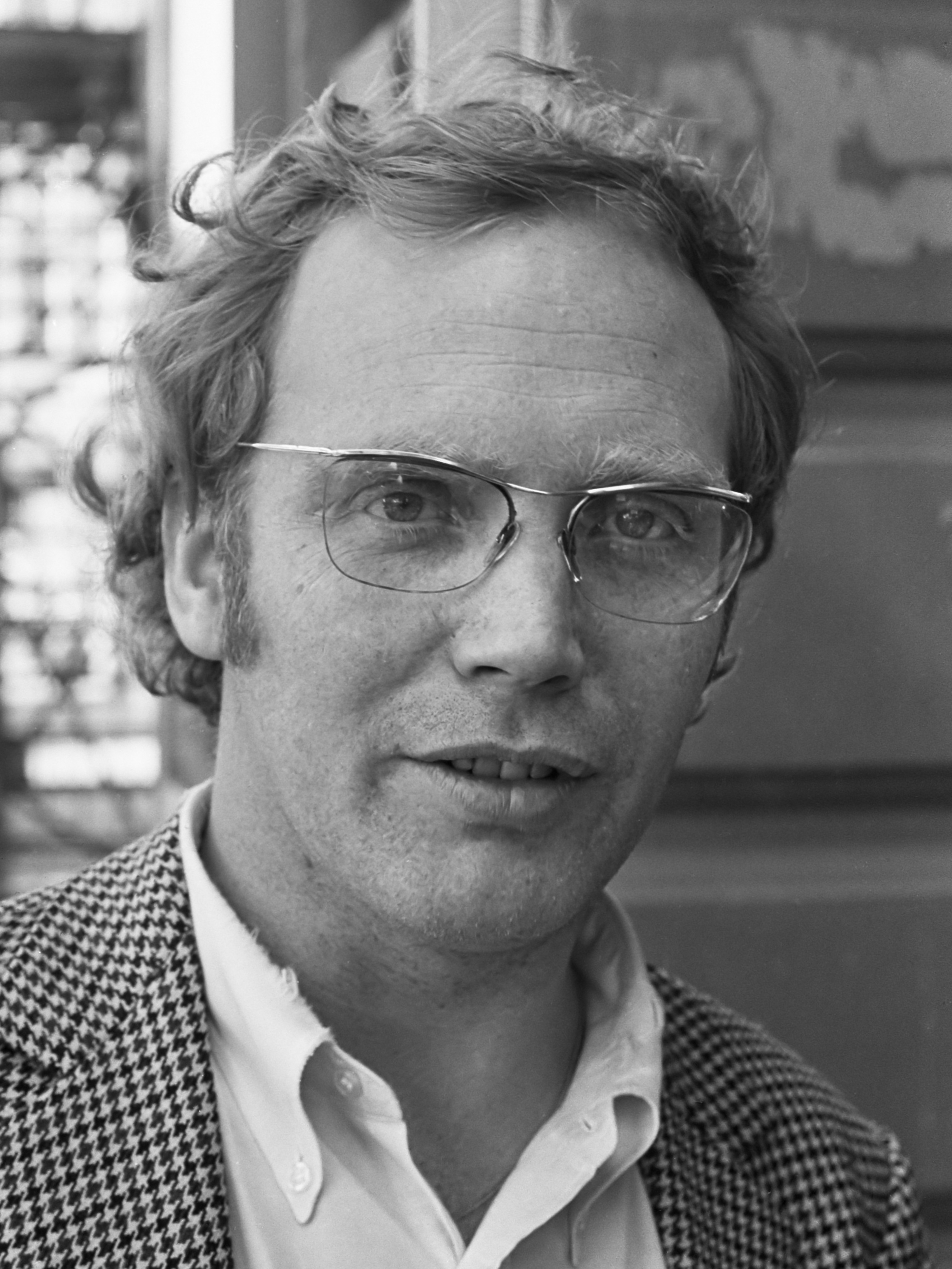
Peter Schat († 2003)

- 2003: Peter Schat, niederländischer Komponist, Musikpädagoge und Musikschriftsteller
- 2003: Heinrich Vetter, deutscher Unternehmer
- 2004: Kaúlza Oliveira de Arriaga, portugiesischer General, Schriftsteller und Politiker
- 2004: Cornelius Bumpus, US-amerikanischer Rocksänger und -instrumentalist
- 2005: Corrado Bafile, italienischer Geistlicher, Kurienkardinal und vatikanischer Diplomat
- 2005: Joseph Anthony De Palma, US-amerikanischer Bischof von De Aar in Südafrika
- 2005: Ernst Mayr, deutsch-US-amerikanischer Biologe
- 2005: Surab Schwania, georgischer Premierminister
- 2006: Kurt Emmerich, deutscher Sportreporter
- 2006: Reinhart Koselleck, deutscher Historiker
- 2006: Tilo Medek, deutscher Komponist
- 2006: Romano Mussolini, italienischer Jazz-Musiker und Maler
- 2007: David Bernard Ast, US-amerikanischer Zahnarzt und Beamter
- 2008: Jorge Liderman, US-amerikanischer Komponist
- 2009: Kurt Demmler, deutscher Liedermacher
- 2010: Sepp Arnemann, deutscher Cartoonist
- 2010: Rudolf Killias, Schweizer Eishockeytrainer
- 2010: Regina von Sachsen-Meiningen, deutsche Adelige und Schirmherrin der Münchner Tafel

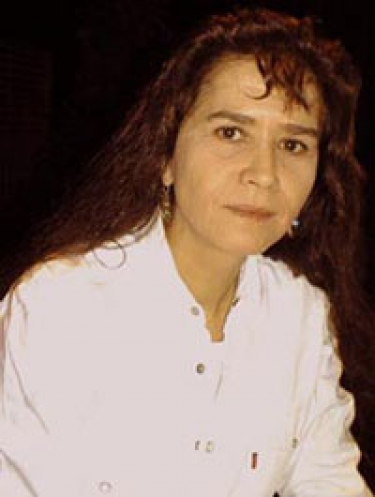
Maria Schneider († 2011)

- 2011: Maria Schneider, französische Schauspielerin
- 2011: Ajib Ahmad, malaysischer Politiker
- 2011: Herbert Gadsch, deutscher Kirchenmusiker und Komponist
- 2011: Édouard Glissant, französischer Schriftsteller, Dichter und Philosoph
- 2012: John Christopher, britischer Schriftsteller
- 2012: Ben Gazzara, US-amerikanischer Schauspieler
- 2012: Jürgen Runzheimer, deutscher Historiker, Heimatforscher und Buchautor
- 2013: Oskar Felzman, ukrainisch-russischer Komponist
- 2014: Richard Bull, US-amerikanischer Schauspieler
- 2015: Martin Gilbert, britischer Historiker
- 2016: Maurice White, US-amerikanischer Musiker
- 2017: Dritëro Agolli, albanischer Schriftsteller
- 2017: Carmelo Cassati, Erzbischof von Trani-Barletti-Bisceglie
- 2017: Ernst Linderoth, deutscher Dokumentarfotograf
- 2018: Leon Ndugu Chancler, amerikanischer Jazzschlagzeuger und Musikproduzent
- 2018: Klaus Forster, deutscher Brigadegeneral
- 2018: Stefan Moses, deutscher Fotograf
- 2018: Rolf Zacher, deutscher Schauspieler und Musiker
- 2019: Julie Adams, US-amerikanische Schauspielerin
- 2020: Adolph Kurt Böhm, deutscher Komponist, Pianist, Liedbegleiter, Maler und Schriftsteller
- 2020: Eberhard Lochmann, deutscher Brigadegeneral
- 2020: Walentyna Schewtschenko, sowjetisch-ukrainische Politikerin
- 2022: Dieter Mann, deutscher Schauspieler und Theaterintendant
- 2022: Christos Sartzetakis, griechischer Präsident
- 2023: Giuseppina Bersani, italienische Fechterin
- 2023: Paco Rabanne, spanischer Modeschöpfer und Designer
- 2023: Albin Rogelj, jugoslawischer Skispringer
- 2024: Aston Barrett, jamaikanischer Musiker
- 2024: Virginia López, puerto-ricanische Sängerin
- 2024: Helena Rojo, Mexikanische Schauspielerin

## Feier- und Gedenktage
- Kirchliche Gedenktage
  - Hl. Ansgar, fränkischer Mönch und Bischof (anglikanisch, evangelisch, katholisch, orthodox)
  - Matthias Desubas, französischer Märtyrer und Prediger (evangelisch)
  - Hl. Blasius von Sebaste, römischer Märtyrer, Bischof und Schutzpatron (katholisch)
  - Hl. Ia, irische Jungfrau nobler Herkunft, die in Cornwall verehrt wird (katholisch)
  - Sl. Alois Andritzki, sorbischer Priester und Märtyrer (katholisch)

- Namenstage
  - Ansgar, Blasius, Oskar

- Brauchtum
  - Schlenggeltag

Weitere Einträge enthält die Liste von Gedenk- und Aktionstagen.